# Північний маньєризм

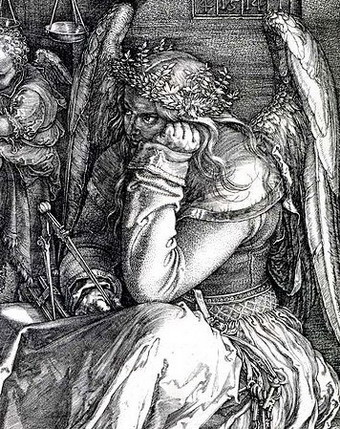
Альбрехт Дюрер. Гравюра «Меланхолія», фрагмент.

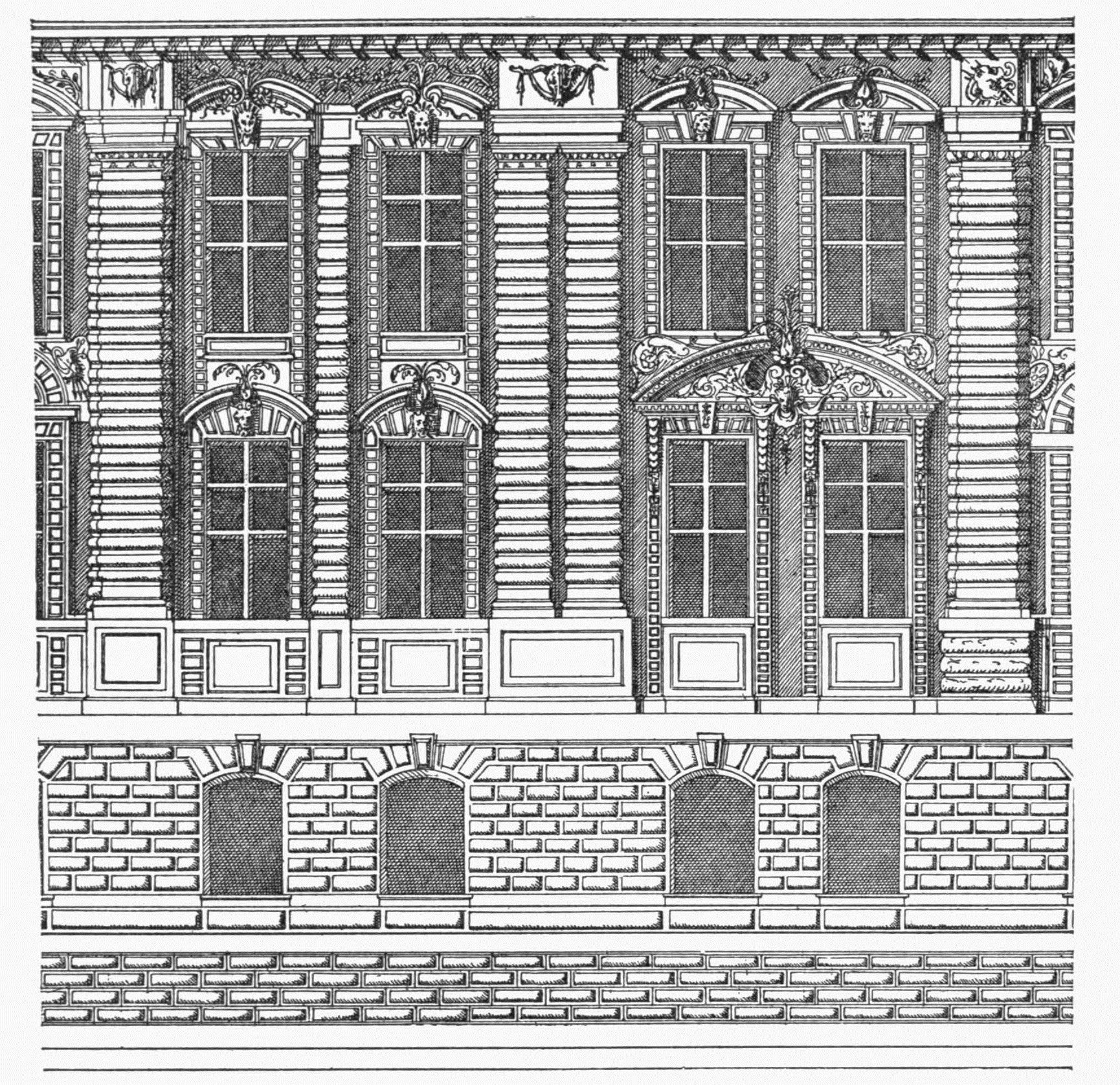
Фрагмент фасаду (Fasade of Charleval), маньєризм у Франції

Північний маньєризм (англ. Northern Mannerism) — важливий і значущий напрямок західноєвропейського мистецтва, що виник трохи пізніше за маньєризм італійського зразка, але мав довший термін існування і якісно підняв рівень мистецтва у низці країн, розташованих за Альпами.

## Історія

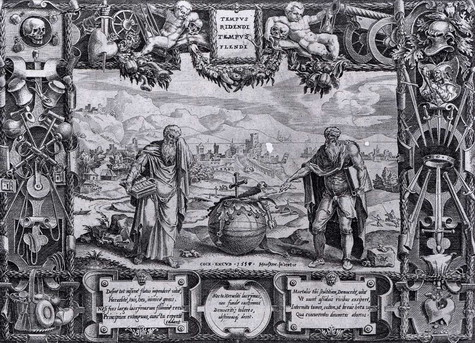
Гравер Дірк Волькертсен Корнгерт за малюнком Мартена ван Гемскерка. «Геракліт і Демокріт як заклик до самоудосконалення» 1557 р.

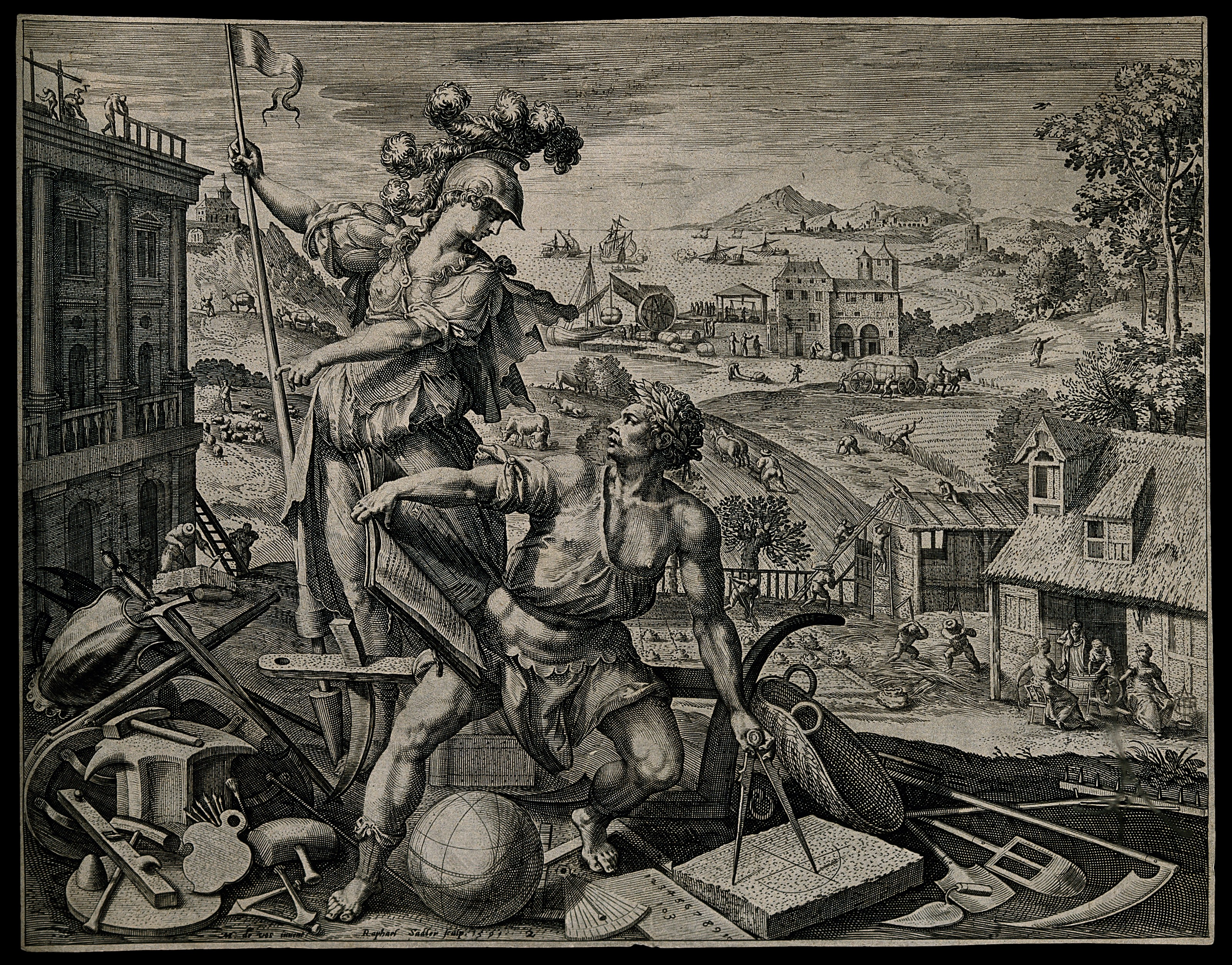
Мартен де Вос малюнок, гравер Рафаель Заделер. « Мудрість (Мінерва) надихає людину на труд», серія «Пори життя чоловіка», 1591 рік. Національна бібліотека Іспанії, Мадрид

В мистецтві термін «маньєризм» вперше використав італійський археолог і історик Луїджі Ланці наприкінці XVIII ст., аби позначити ним твори низки художників XVI ст., стилістика котрих не збігалась ні зі стилем відродження, ні зі стилем бароко.
Маньєризм як стиль протримався в мистецтві країн Західної Європи півтора століття (в Італії менше, в країнах за Альпами довше). Ігнорування розвитку стилю у півтора століття в XX ст. вже стало неприпустимим.
Важливою особливістю маньєризму як стилю був його аристократизм, недемократичність, орієнтованість на смаки багатих володарів, взагалі припалацовий характер. Головними замовниками і споживачами мистецтва маньєризму була церковна і світська аристократія . Все це притаманно як творам маньєризму італійського зразка, так і творам майстрів північного маньєризму.
В країни по той бік від Альп маньєризм прийшов з невеликим запізненням у порівнянні з Італією. На відміну від Італії північний маньєризм формувався в складній політичній атмосфері пізнього відродження і запеклих релігійних дискусій і сутичок, що переходили у релігійні війни католиків з протестантами. В недовге царювання короля Франції Карла ІХ (1560–1574) відбулося чотири релігійні війни.
Маньєризм (з рисами пізнього місцевого відродження) у північних країнах сприяв як формуванню суто національних шкіл і центрів мистецтва, так і підвищенню рівня національного мистецтва у Франції, в Іспанії, Південних і Північних Нідерландах, частково в німецьких князівствах (до їх занепаду у Тридцятирічну війну), частково у Англії, що мала власні і повільні темпи розвитку національної культури, як і Польсько-литовська держава та Україна в її складі.
Народна культура і культура аристократів помітно розходяться і розвиваються окремими шляхами. Маньєризм настояний на протиріччях, в переліку яких — палке вивчання творів геніїв італійського Високого Відродження і несамовите бажання працювати в їх же манері ( звідси назва маньєризм ), відмова від спостереження за природою і поклоніння художнім авторитетам, віртуозність виконання художніх робіт, домінування індивідуалізму.
В наявності — висока освіченість майстрів і нестримна фантазійність, теоретичні заяви про спадковість свого мистецтва і при цьому надзвичайна штучність, примхливість художніх манер, майже повна відмова від класичних канонів в архітектурі, в композиціях картин, втрата гармонії заради дисонансів, тривожності, асиметрії, надзвичайного впливу на почуття і свідомість замовника і глядача. Фантазійність, демонстрація ерудиції навіть ставали головною метою митця-віртуоза.

## Маньєризм у королівстві Франція

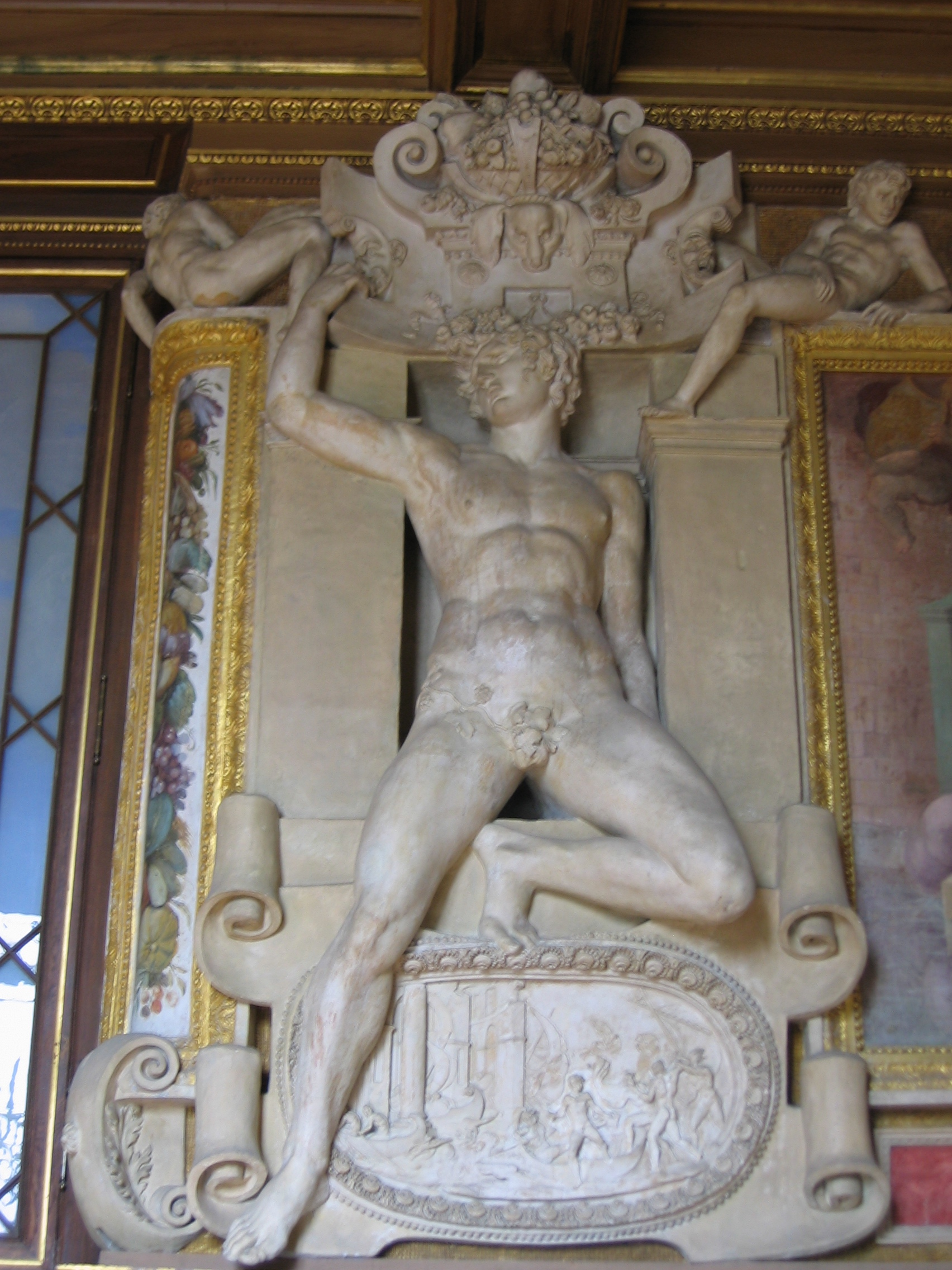
Ліплений декор в палаці Фонтенбло.

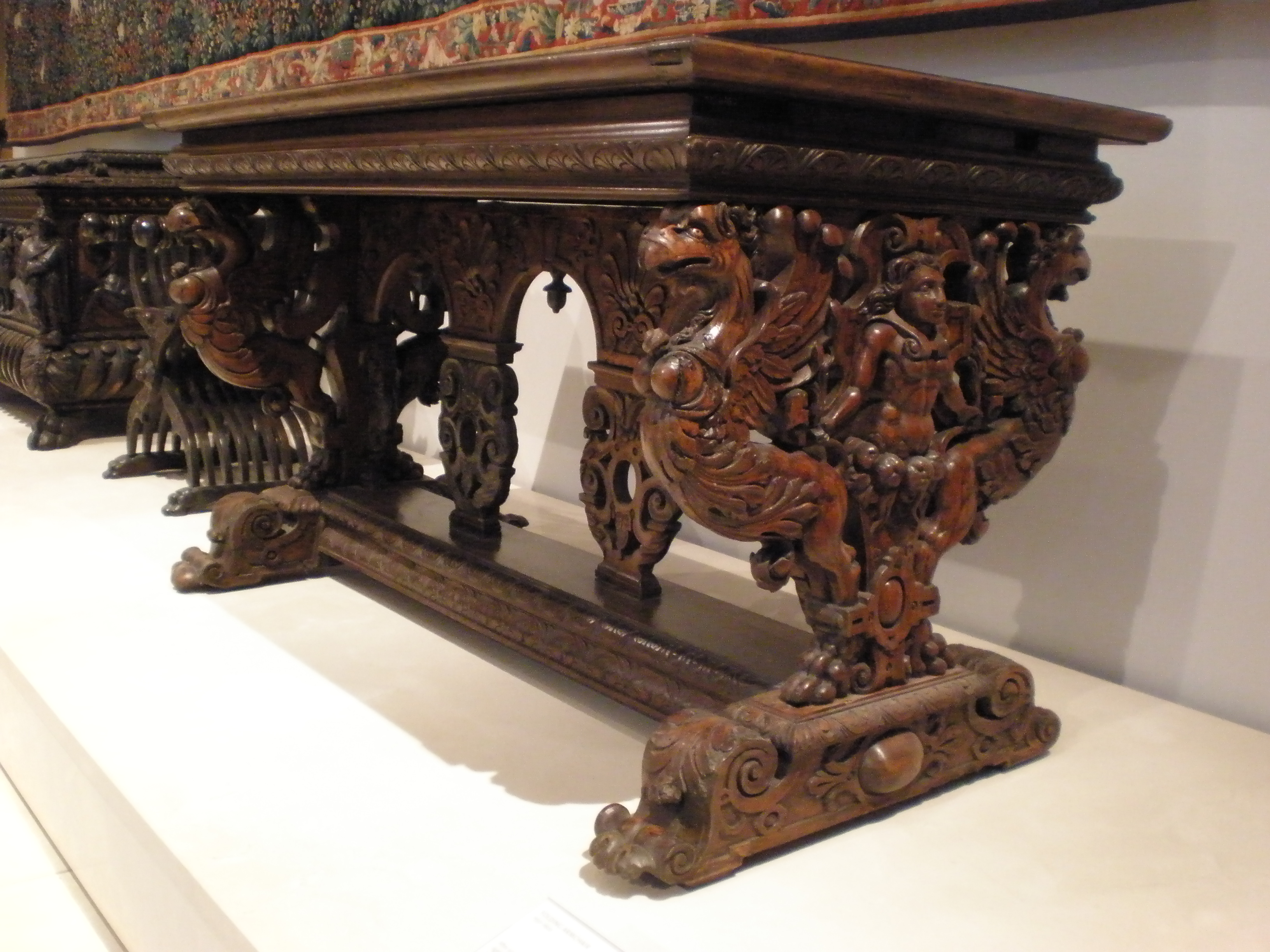
Стіл доби маньєризму. Франція або Бургундія, 1560–1600 рр. Музей Вікторії й Альберта, Лондон.

Високе Відродження, з його героїкою і гармонійними образами, було лише феноменом культури Італії. Майстри Північного Відродження до нього так і не дотяглися. Наваки, образи італійського маньєризму, з їх вишуканістю, надмірною елегантністю і штучністю, віртуозний палацовий декор, перенасиченість орнаментів знайшли серед митців за Альпми як палких прихильників, так і обдарованих продовжувачів. Особливо це притаманно майстрам школи Фонтенбло у Франції.
Школу Фонтенбло започаткував король Франції Франциск І, котрий воював у Італії і зажадав мати такі ж розкішні оздоби палаців, як і в італійських аристократів. Були запрошені ще 1528 року італійські майстри у Фонтенбло, де створили низку майстерень для художників-декораторів, скульпторів, меблярів, зброярів, граверів і їх численних помічників. Маньєризм у Фонтенбло (і у Францію як таку) був штучно привнесений з Італії через палацовий декор і орнамент. В школі головував італієць-маньєрист Россо Фьорентіно (1494–1540), а по його ранній смерті італієць Франческо Приматіччо (бл. 1505–1570).
Представники першої школи Фонтенбло виконали великий обсяг робіт і в архітектурі, і в живопису, в скульптурі, в художньому декорі, в створенні предметів декоративно-ужиткового мистецтва, парадних королівських обладунків і зброї тощо. Майстрам першої школи Фонтенбло ще була притаманна універсальність. Тому вони віртуозно працювали як з коштовними матеріалами (золото, срібло), так і з дешевими (гіпс, деревина, вапнякові фарби, камінь). З майстерень Фонтенбло виходили як коштовні ювелірні вироби для королівської родини, так і захисні обладунки для лицарів і коней.
Віртуозні малюнки і проекти майстрів-італійців у Франції сприйняли за зразки і старанно їх копіювали, переробляли і керувались в роботі. Відомі численні копії малюнків Франческо Приматіччо та Понтормо, зроблені французами Дюбрейя, Діме, Онне, Бюнелем та ін. Малюнки того часу виконували поспіхом і нетривкими матеріалами, розглядали як допоміжний засіб. У Франції їх старанно зберігали як зразки, наново робили контури на оригіналах, фарби котрих згасали. Малюнки псувались і від голок, котрими пробивали контури при перенесенні на стіни.

## Головні представники у Франції
- Жан Кузен старший (? — 1590)
- Жан Гужон  (бл. 1510 — після 1572), архітектор і скульптор
- Антуан Карон (1521–1599)
- Жермен Пілон (бл. 1537–1590)
- Жан Кузен молодший (бл. 1522–1595)
- Династія майстрів Андруе Дюсерсо (засновник — Жак Андруе Дюсерсо старший )

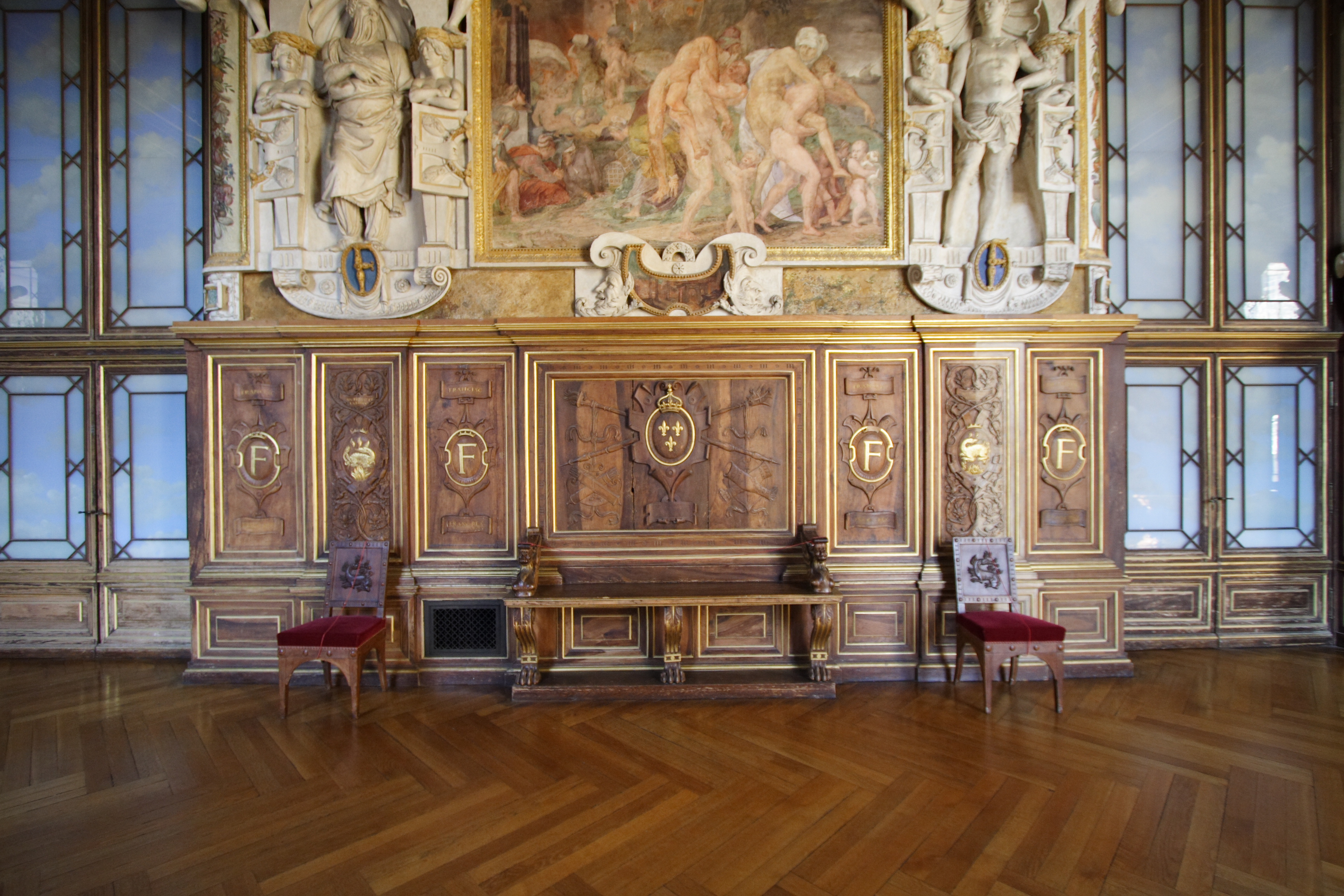
Замок Фонтенбло, декор галереї

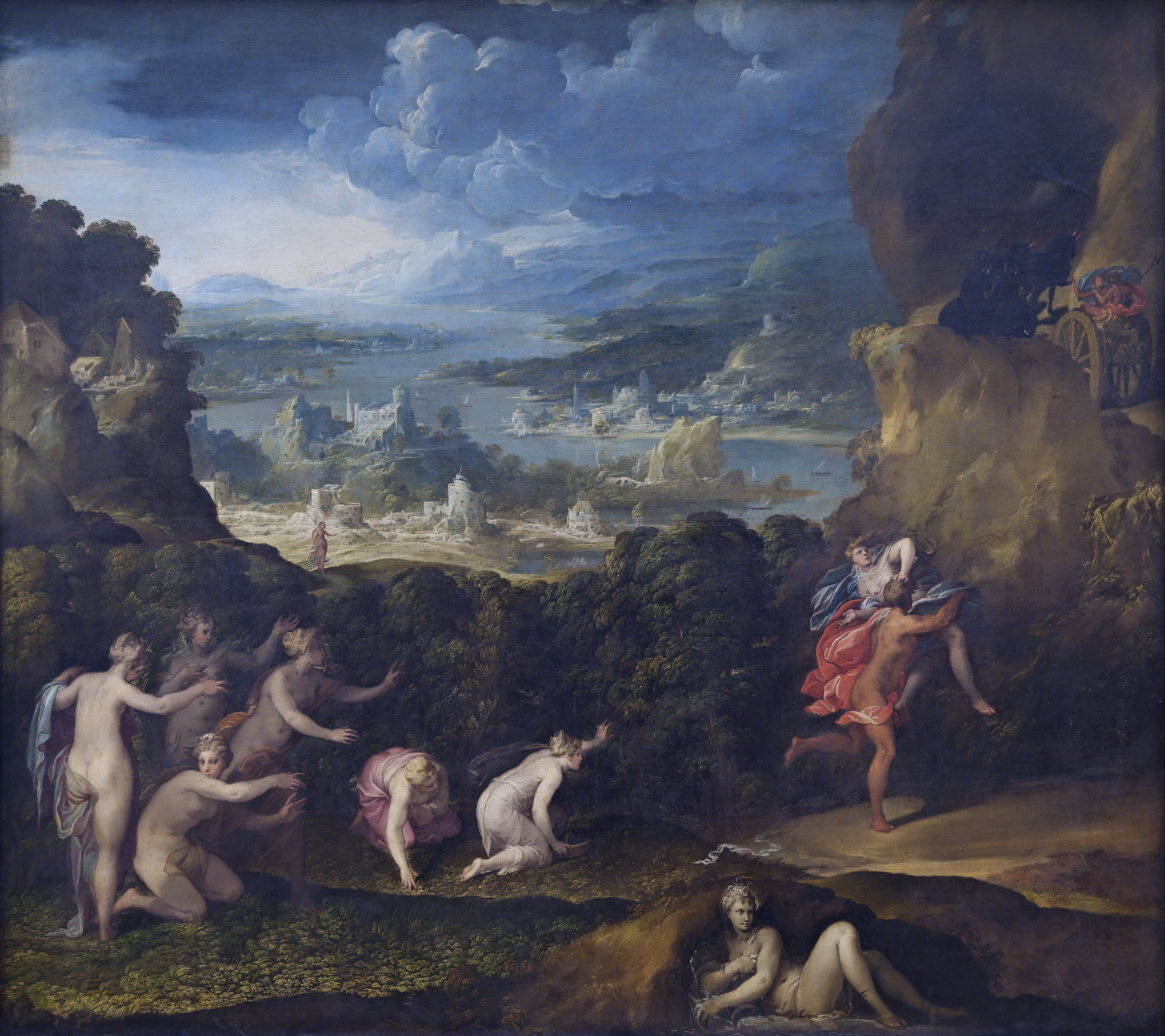
Ніколо дель Аббате. «Викрадення Прозерпіни», Лувр, Париж.
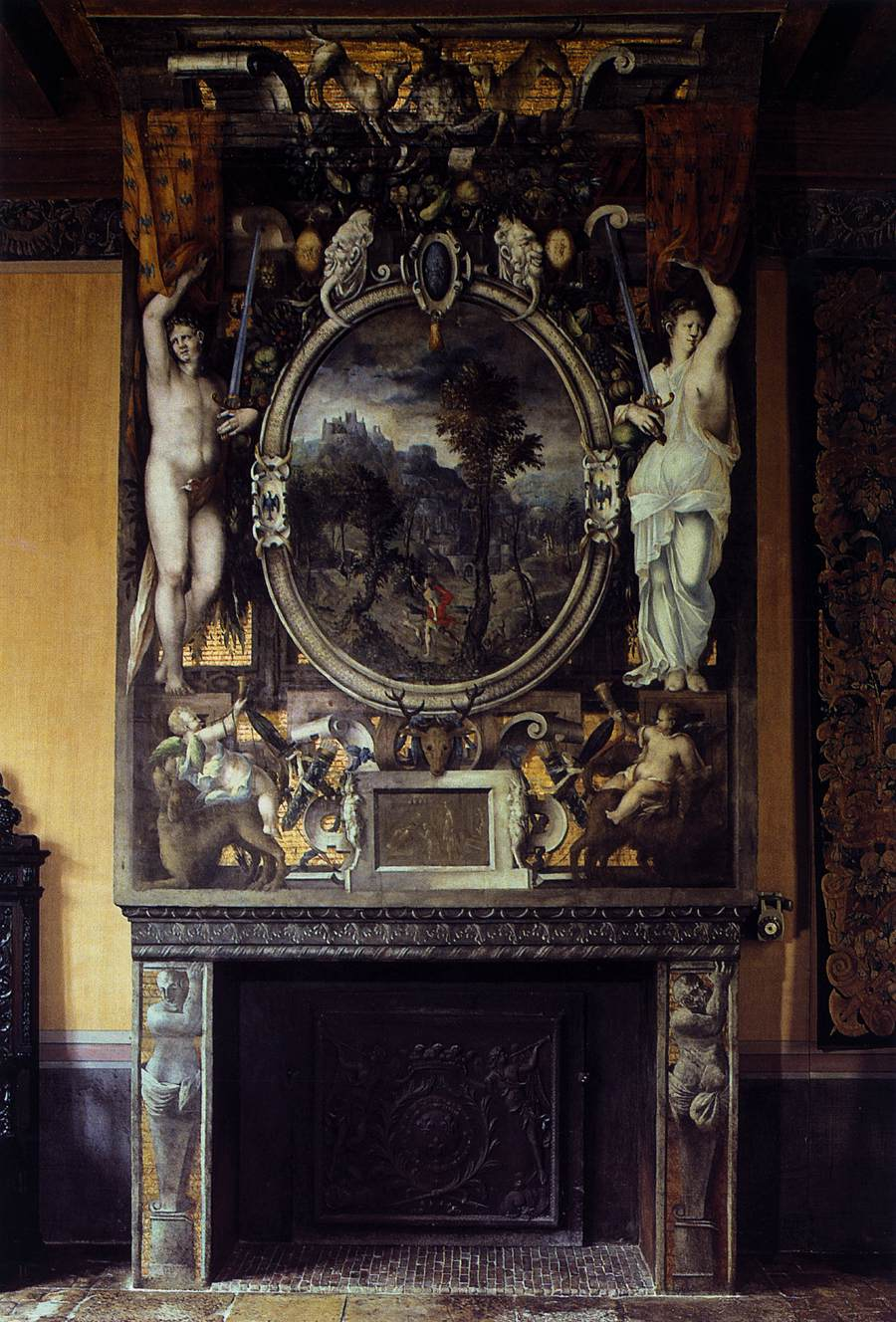
Ніколо дель Аббате. Декор каміна в стилі маньєризм, замок Екуан.
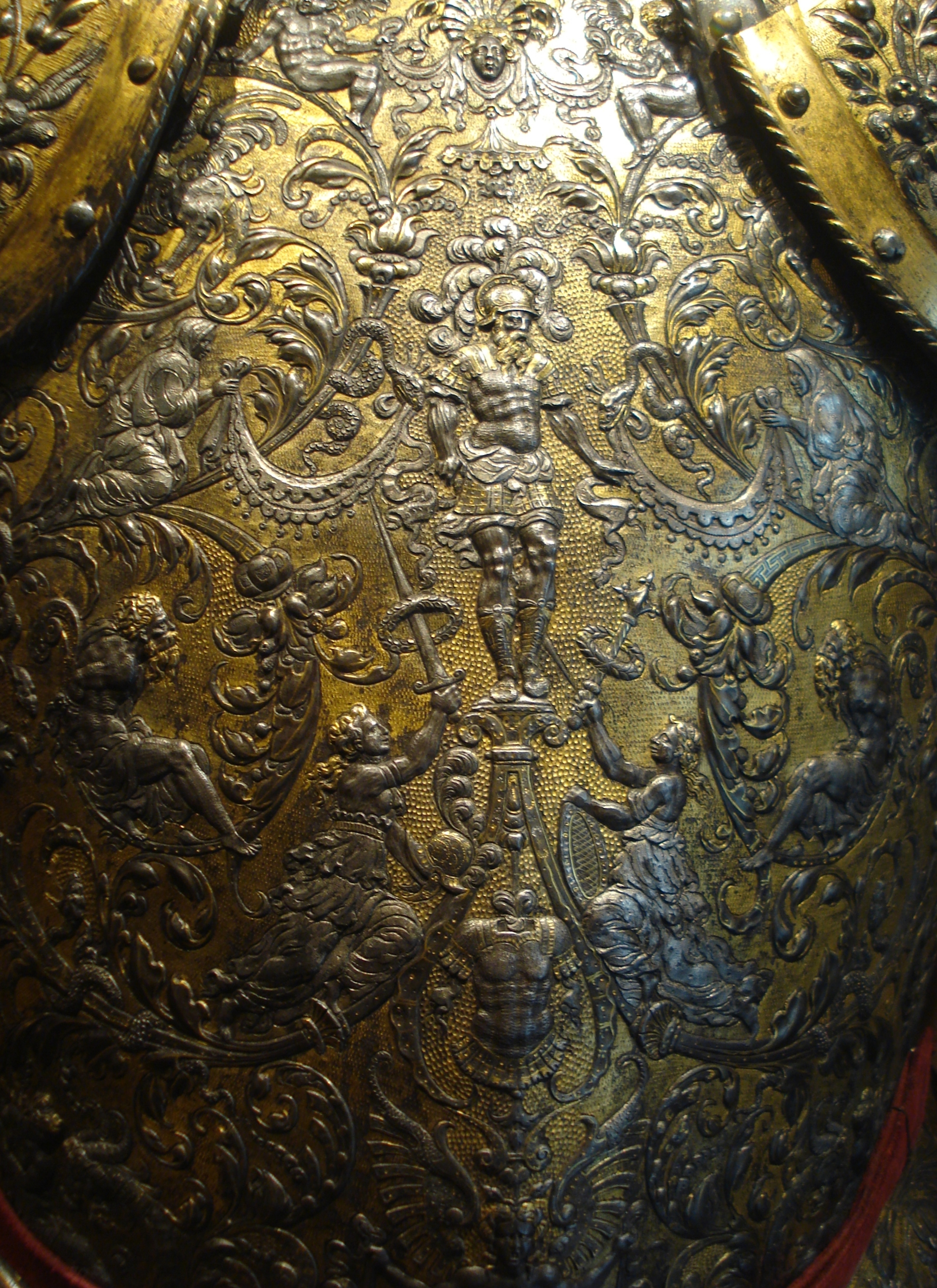
Парадні обладунки короля Генріха ІІ. 1555 р. Музей мистецтва Метрополітен
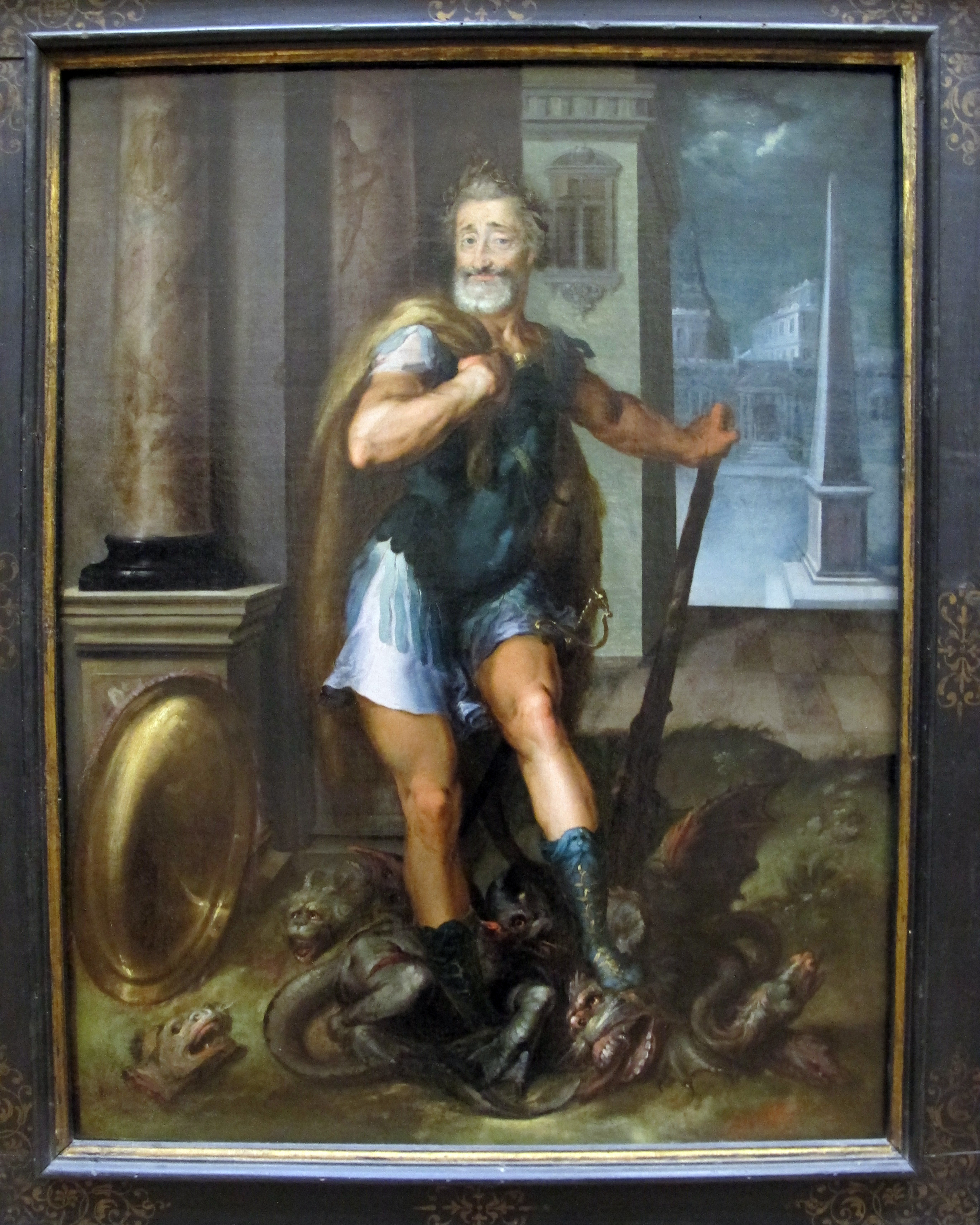
«Король Генріх  IV як Георгій змієборець». Лувр, Париж.
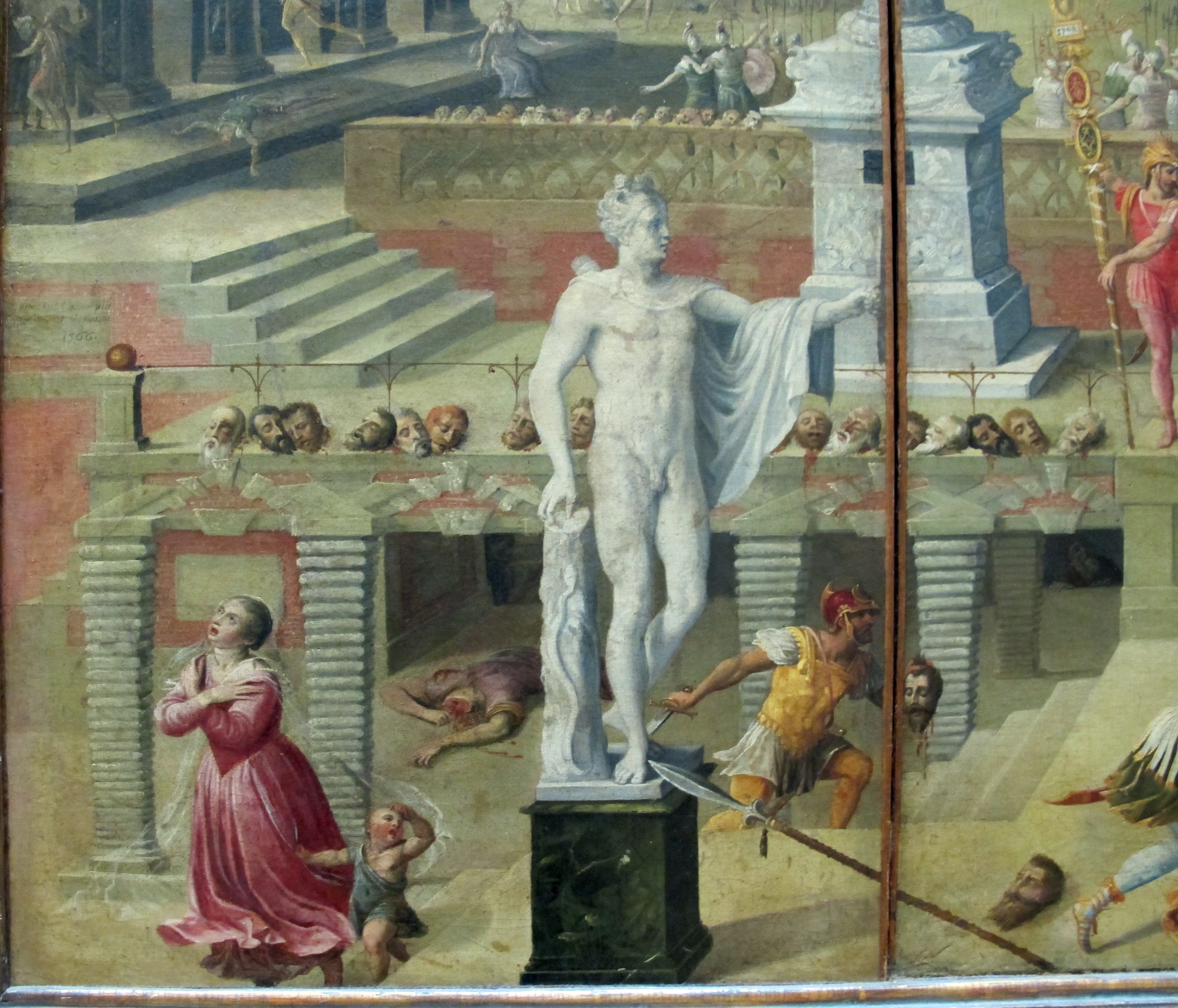
Антуан Карон. «Винищення триумвірів в Стародавньому Римі», 1566 р. Лувр, Париж. Фрагмент.
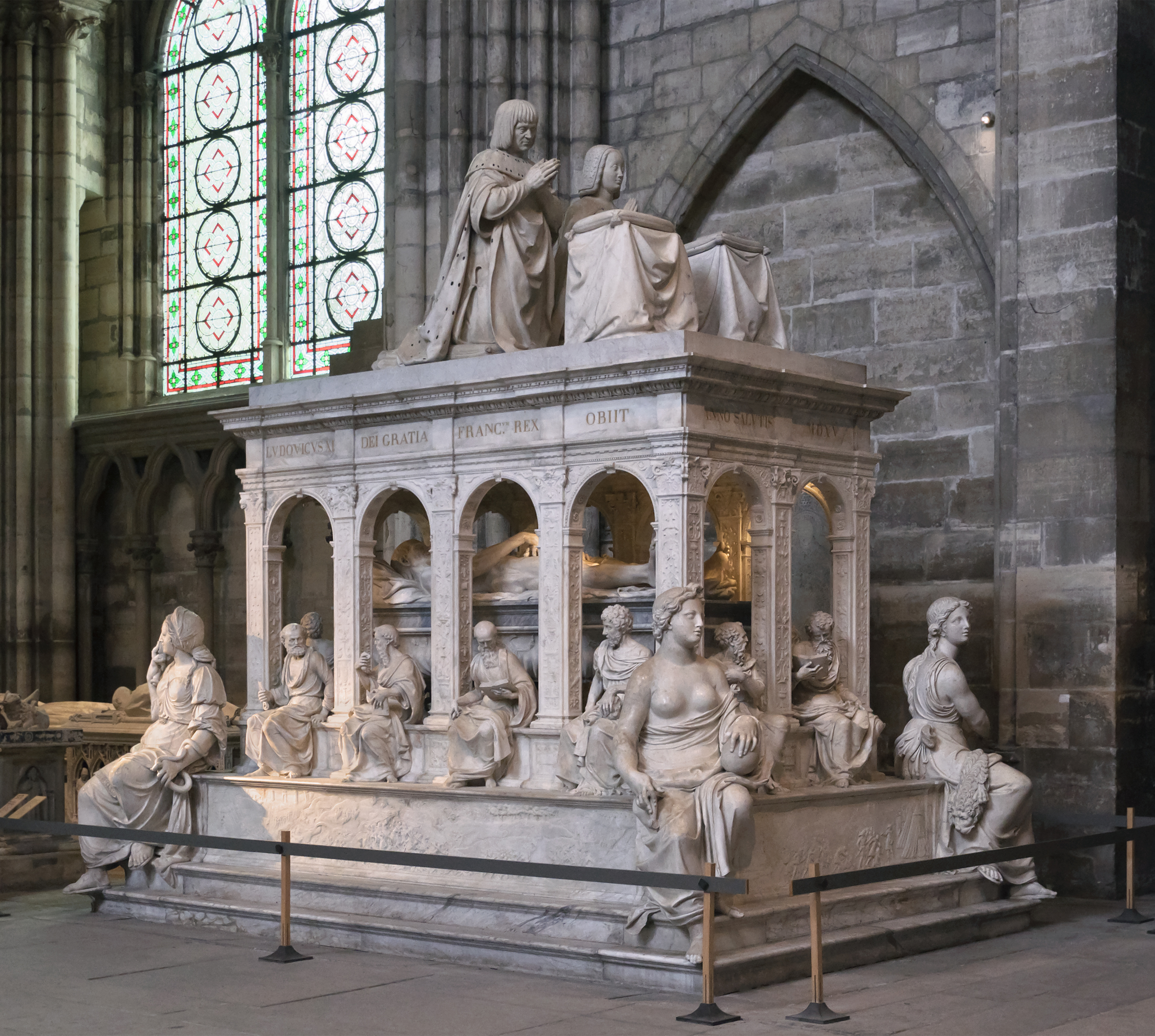
Надгробок королів Луї ХІІ та Анни Бретонської, Базиліка Сен Дені.
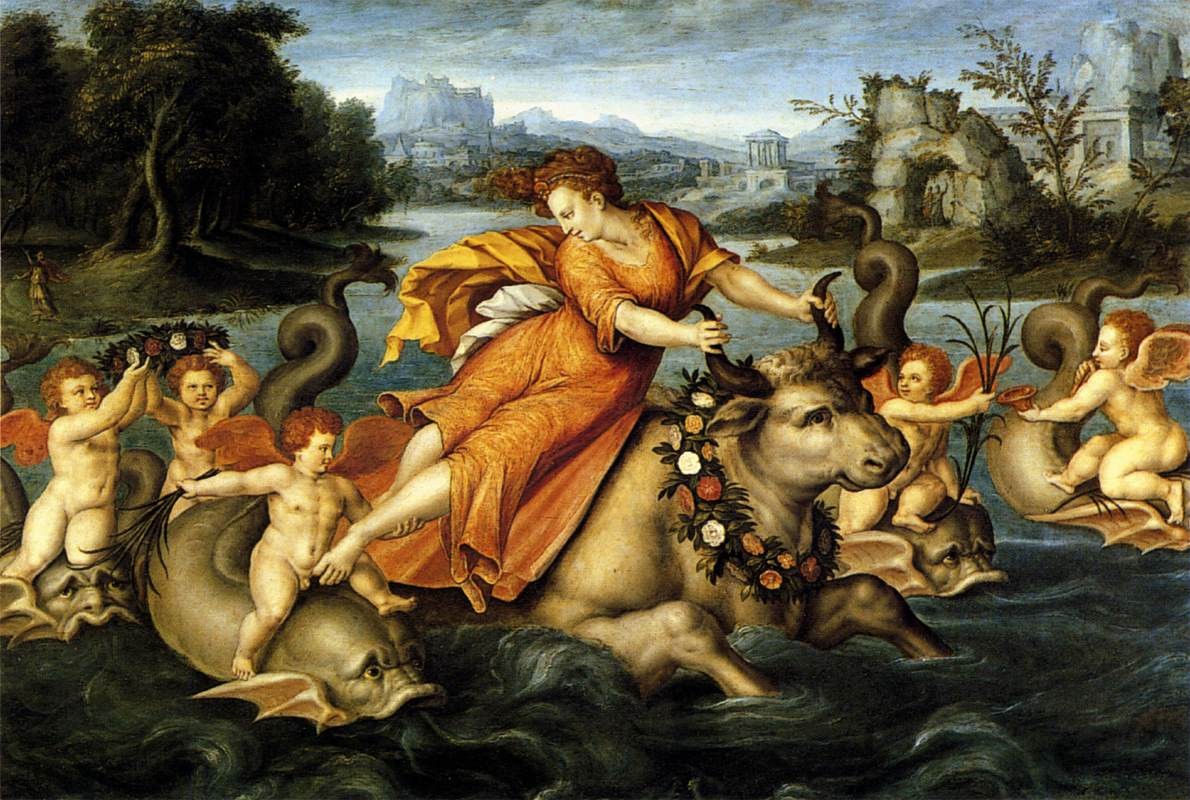
Жан Кузен старший. «Викрадення Європи биком-Зевсом», 1550 р., Блуа (замок)

## Зброярі і парадна зброя

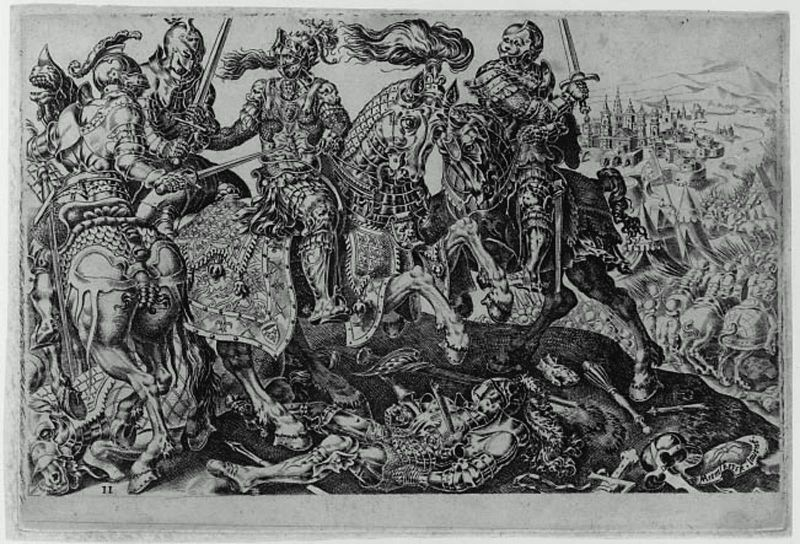
Мартен ван Хемскерк (ідея і малюнок), 1556 р. «Імператор Карл V при захопленні Тунісу», гравер Дірк Волькертсен Корнгерт за малюнком художника.

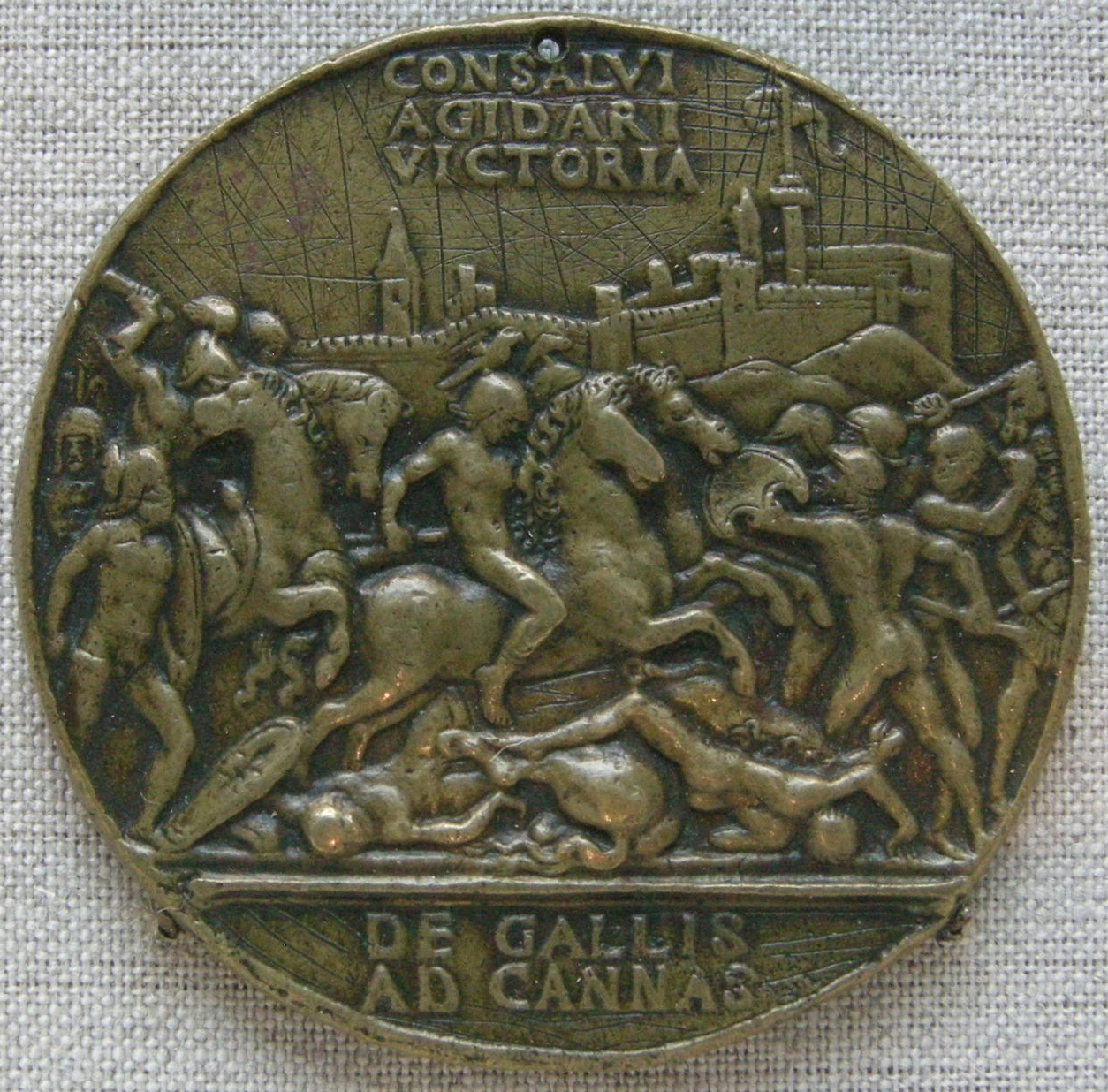
Галеаццо Монделла, «Битва при Кане», 1504 р.

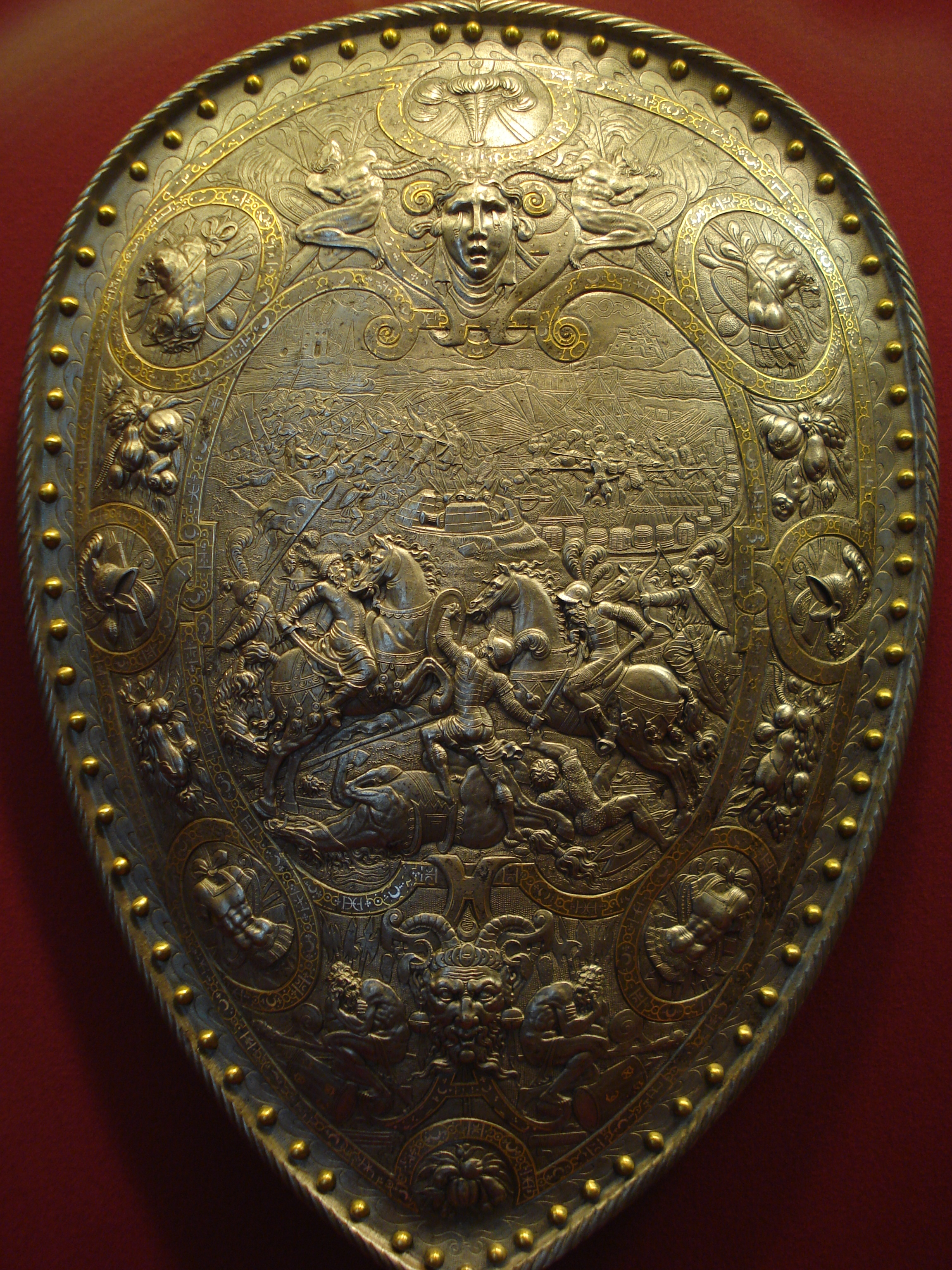
Етьєн Делоне. Парадний щит короля Генріха ІІ з «Перемогою Ганнібала над римлянами при Канні», Музей мистецтва Метрополітен, Нью-йорк.

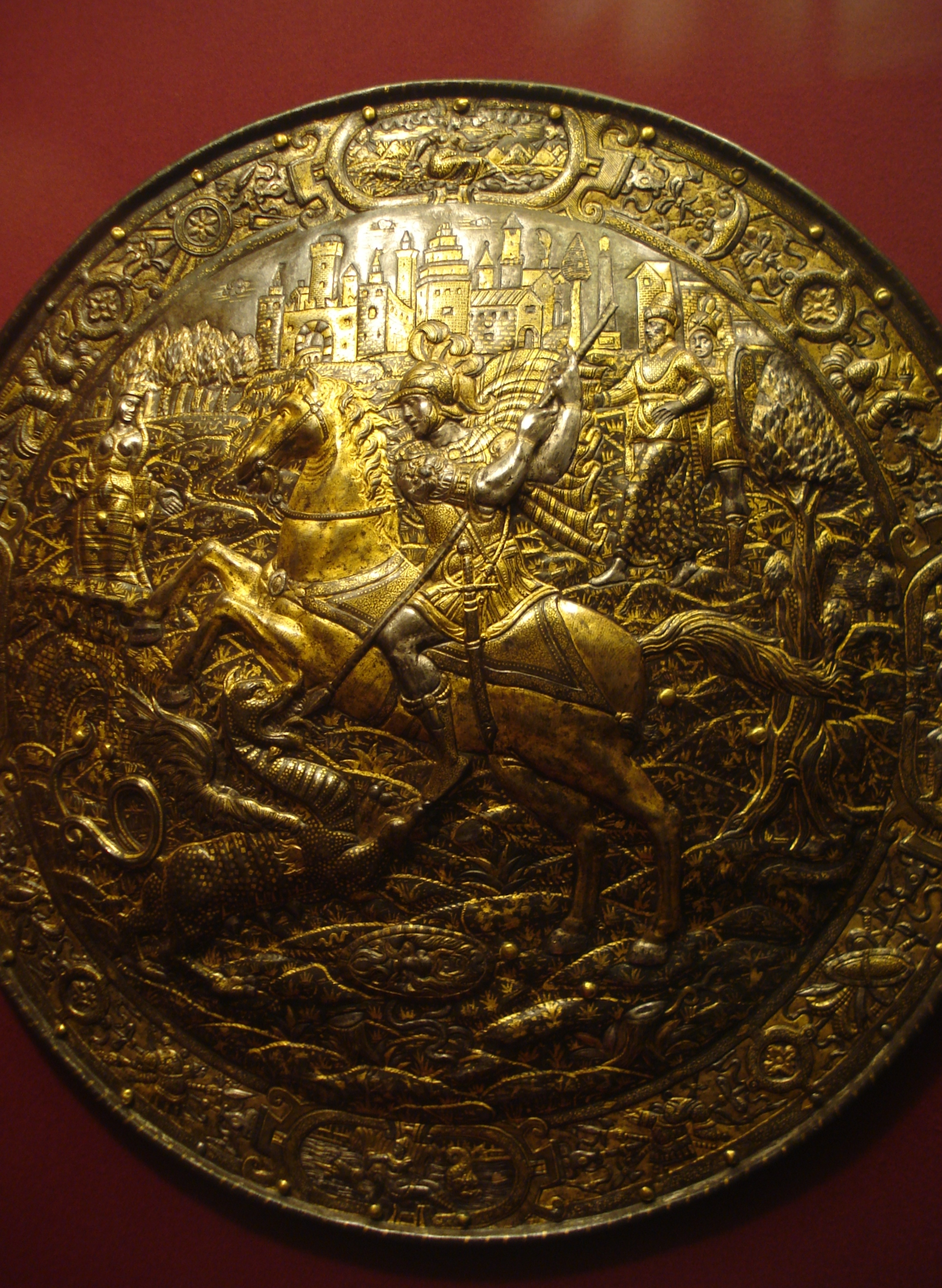
Парадний щит зі св. Георгієм. Мілан, бл. 1570 р. Музей мистецтва Метрополітен, Нью-йорк.

Доба маньєризму припала на ведення декількох воєн. Тому військові події, швидка мінливість місць переможців і переможених, агресія і горе тисяч людей могутньо впливали на суспільну свідомість, на поширення батальних тем у мистецтві, помітно погіршуючи драматичне світосприйняття і пригніченість. Мистецтво маньєристів — відверто невеселе, тривожне, невтішне.
Виникає декілька великих центрів виготовлення зброї звичайної і парадної, серед котрих Толедо в Іспанії, Мілан в Північній Італії, у Фонтенбло під Парижем та в королівській фортеці Лувр. Французькі королі (Франциск І, Генріх ІІ, Карл ІХ) постійно цікавляться зброєю і парадними обладунками, для збереження котрих в палаці Фонтенбло навіть створили окрему галерею попри арсенал.
Частка міланських зброярів запрошена на працю у Лувр та у Фонтенбло, де працює поряд з майстрами-французами. Зброярі того часу теж відрізнялись універсальністю, віртуозно володіли різноманітною технікою обробки металів (дешевих і коштовних), були чудовими скульпторами, зброярами і ювелірами. Не в живопису Франції, а в ювелірній справі і в ужитковому мистецтві були створені головні шедеври тогочасного французького мистецтва. Показовим було створення декількох шедеврів італійця Бенвенуто Челліні саме у Фонтенбло.

## Скарби ювелірного мистецтва доби маньєризму

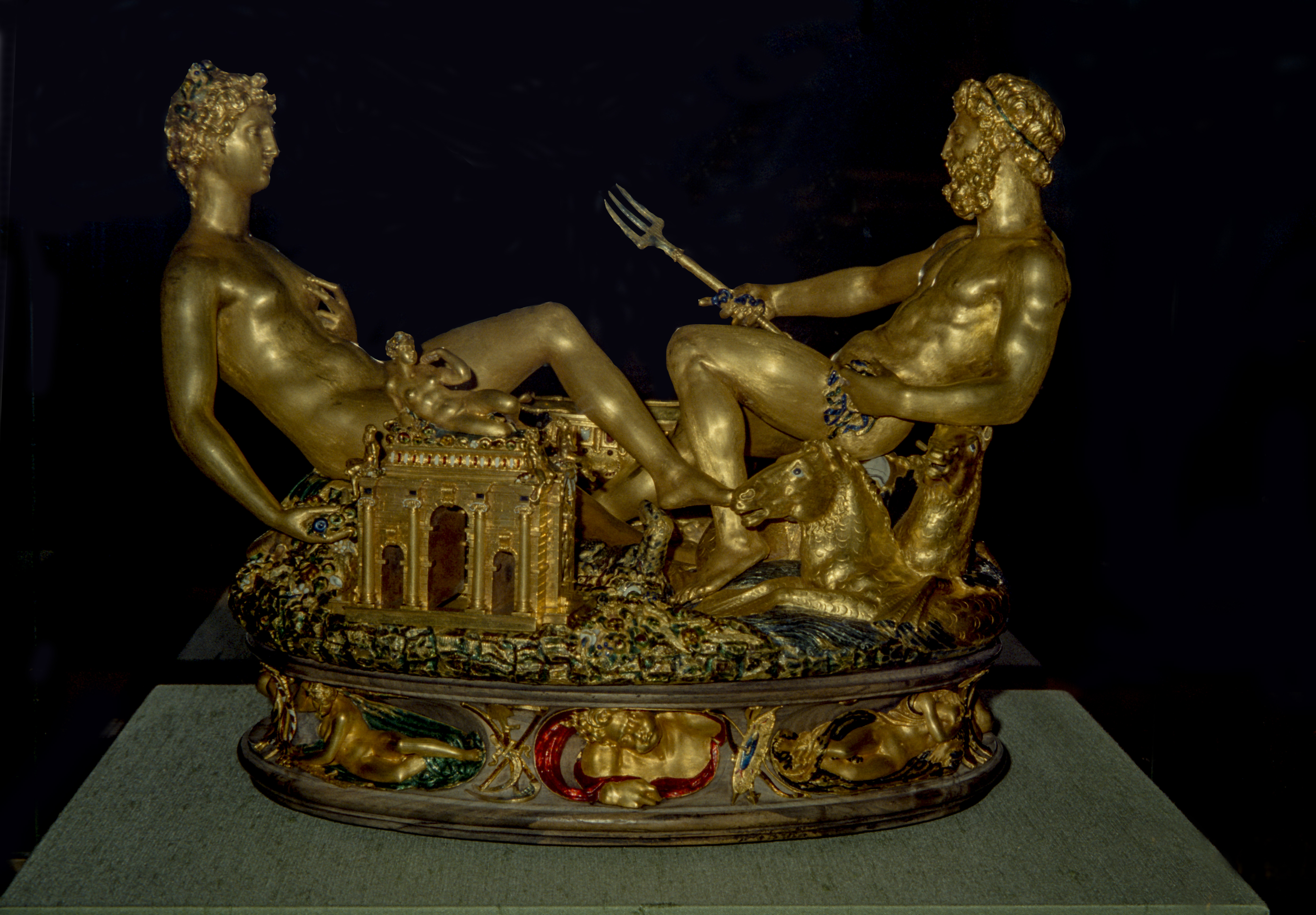
Бенвенуто Челліні. Сільничка французького короля Франциска І. Музей історії мистецтв, Відень.
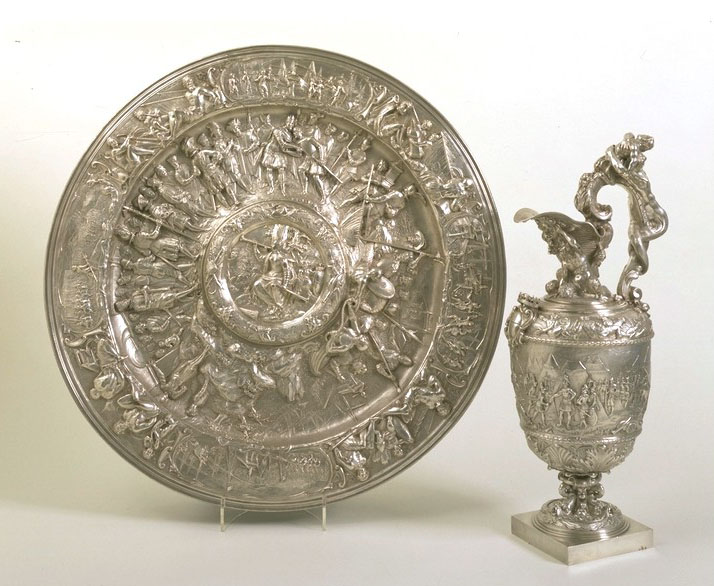
Срібні вироби доби маньєризму, Музей Вікторії й Альберта, Лондон
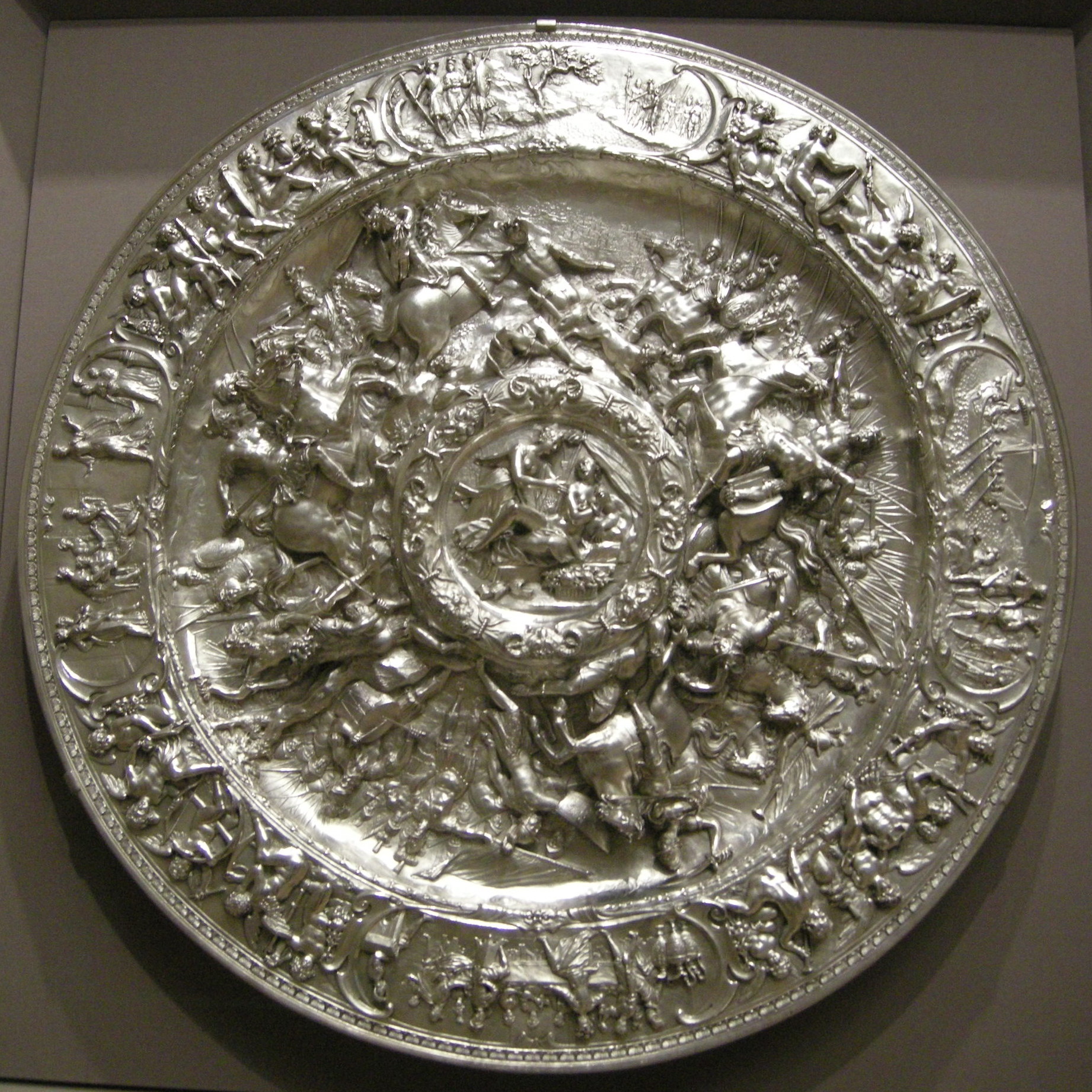
За малюнком Бернардо Строцці. Таріль зі сценами життя Клеопатри, срібло, Музей Гетті, США.
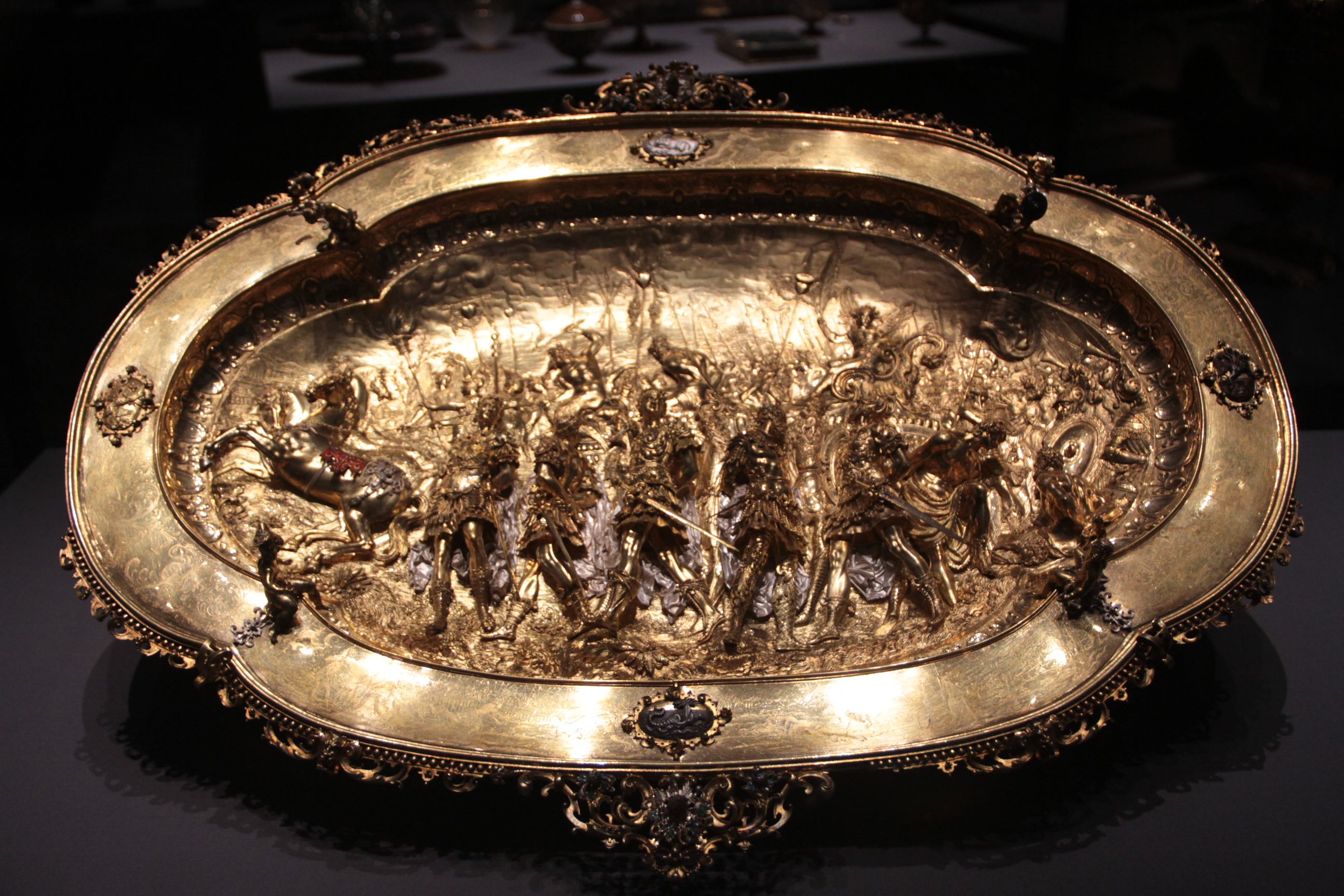
Крістоф Ямнітцер. Умивальний таз Trionfi («Тріумфи»).  Нюрнберг, бл. 1601/02, Відень.

## Еротизм у творах північних маньєристів

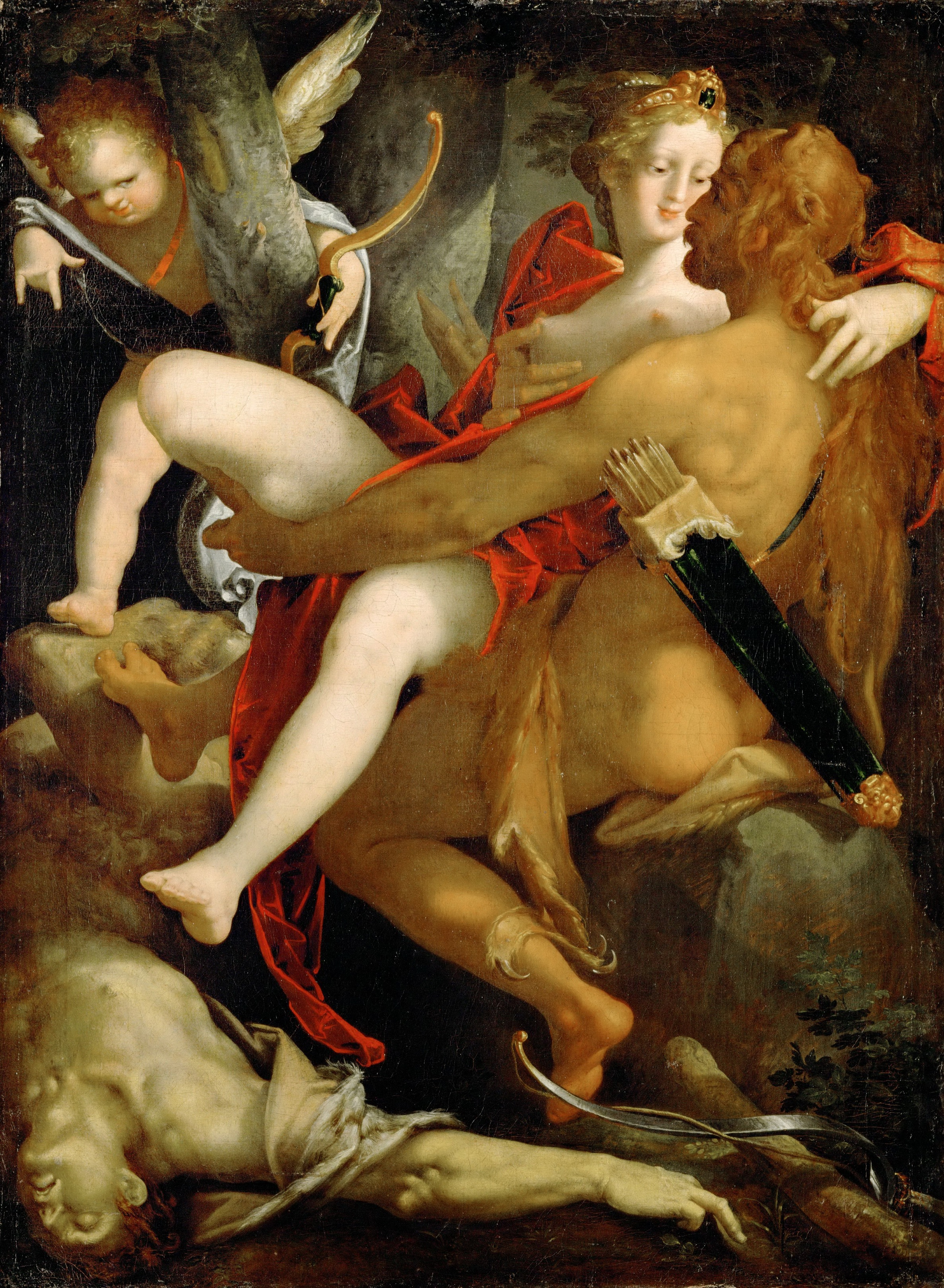
Бартоломеус Шпрангер. «Геркулес і Деяніра на убитому кентаврі», до 1585 р., Музей історії мистецтв, Відень

Для живопису школи фонтенбло, особливо другого періоду, характерні відмова від релігійних композицій, еротизм, холодність в відтворенні емоцій, холодні колористичні гами.

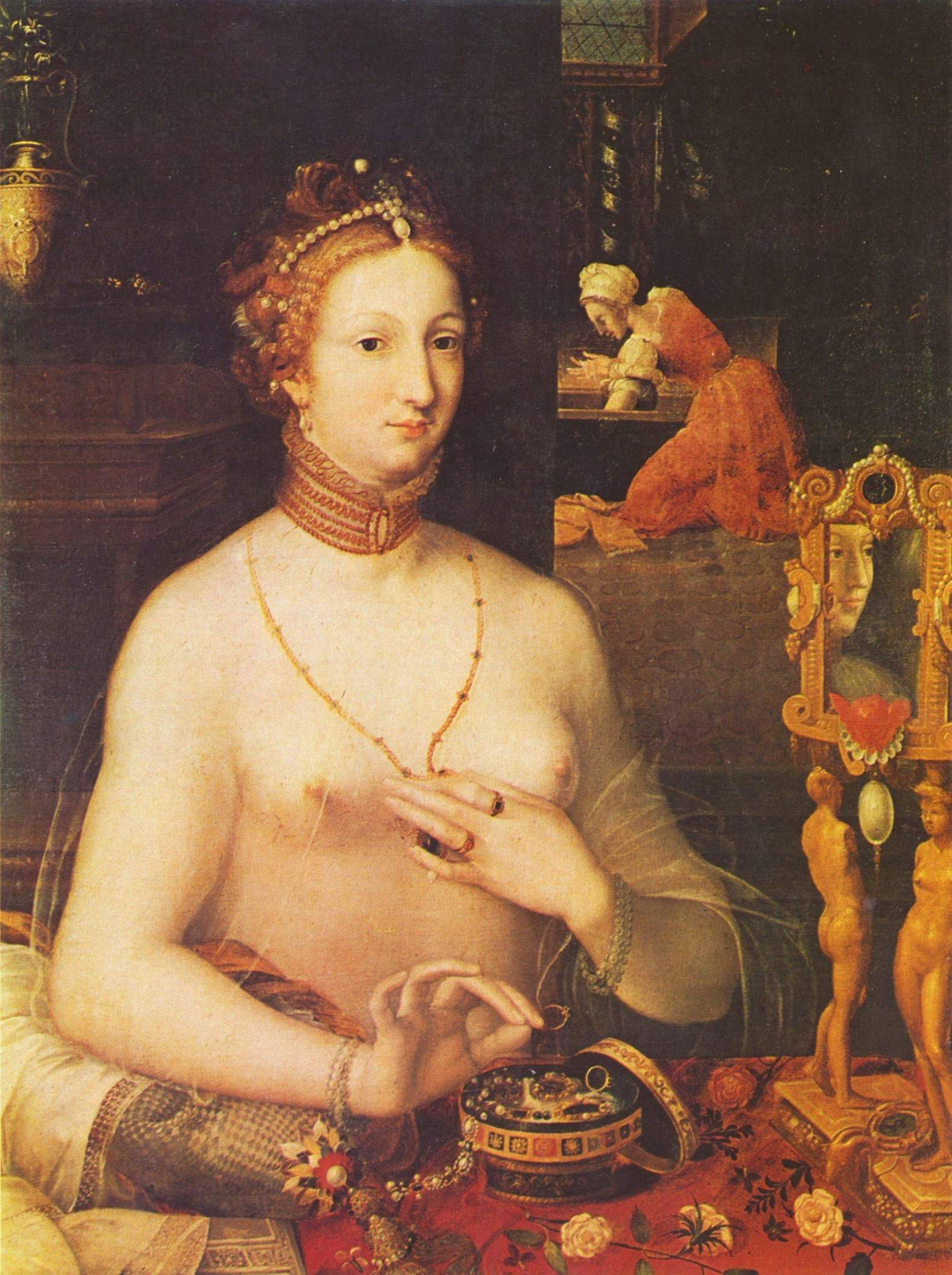
Дама біля дзеркала, місто Діжон
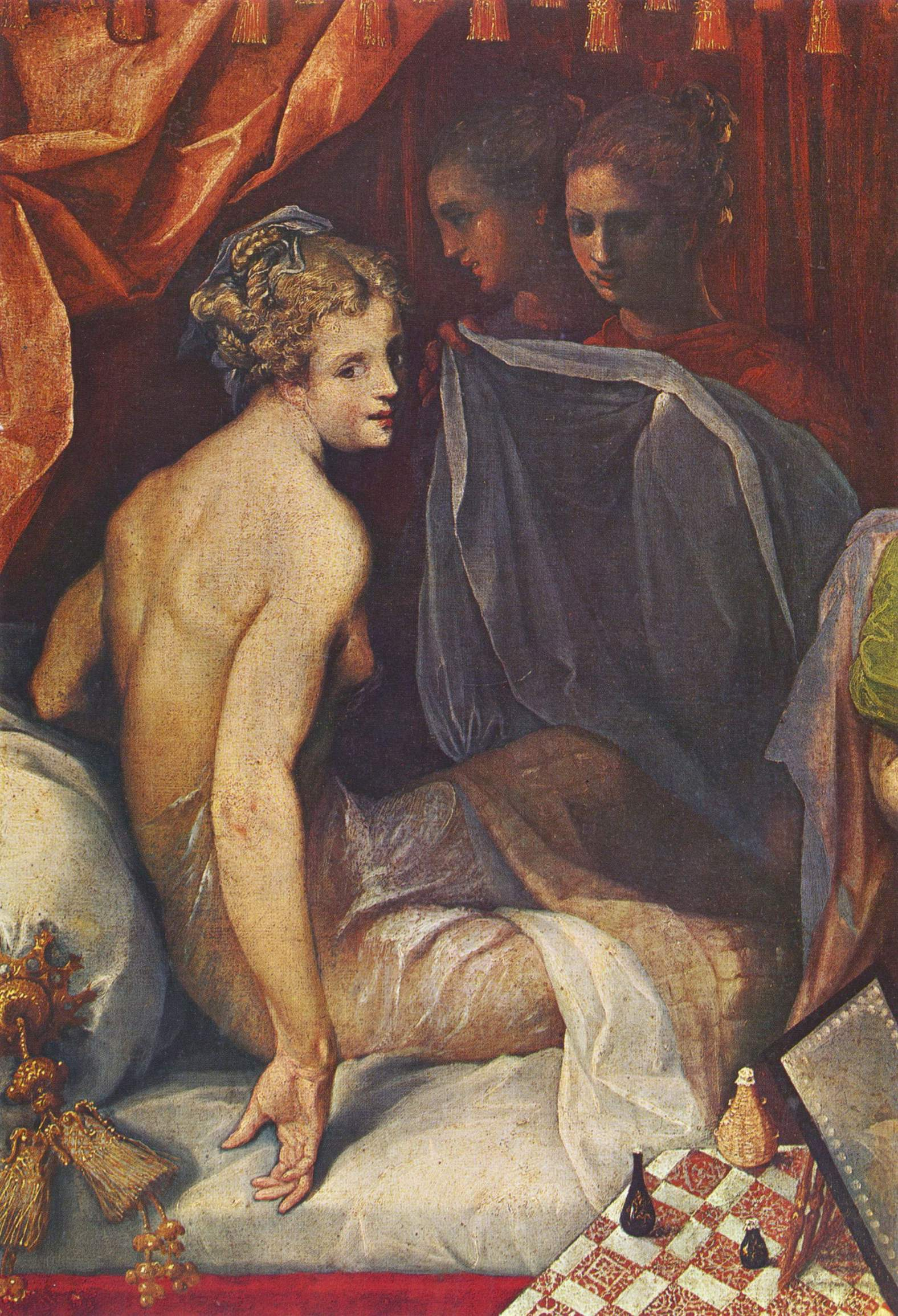
Фрагмент картини майстра школи Фонтенбло, Лувр.
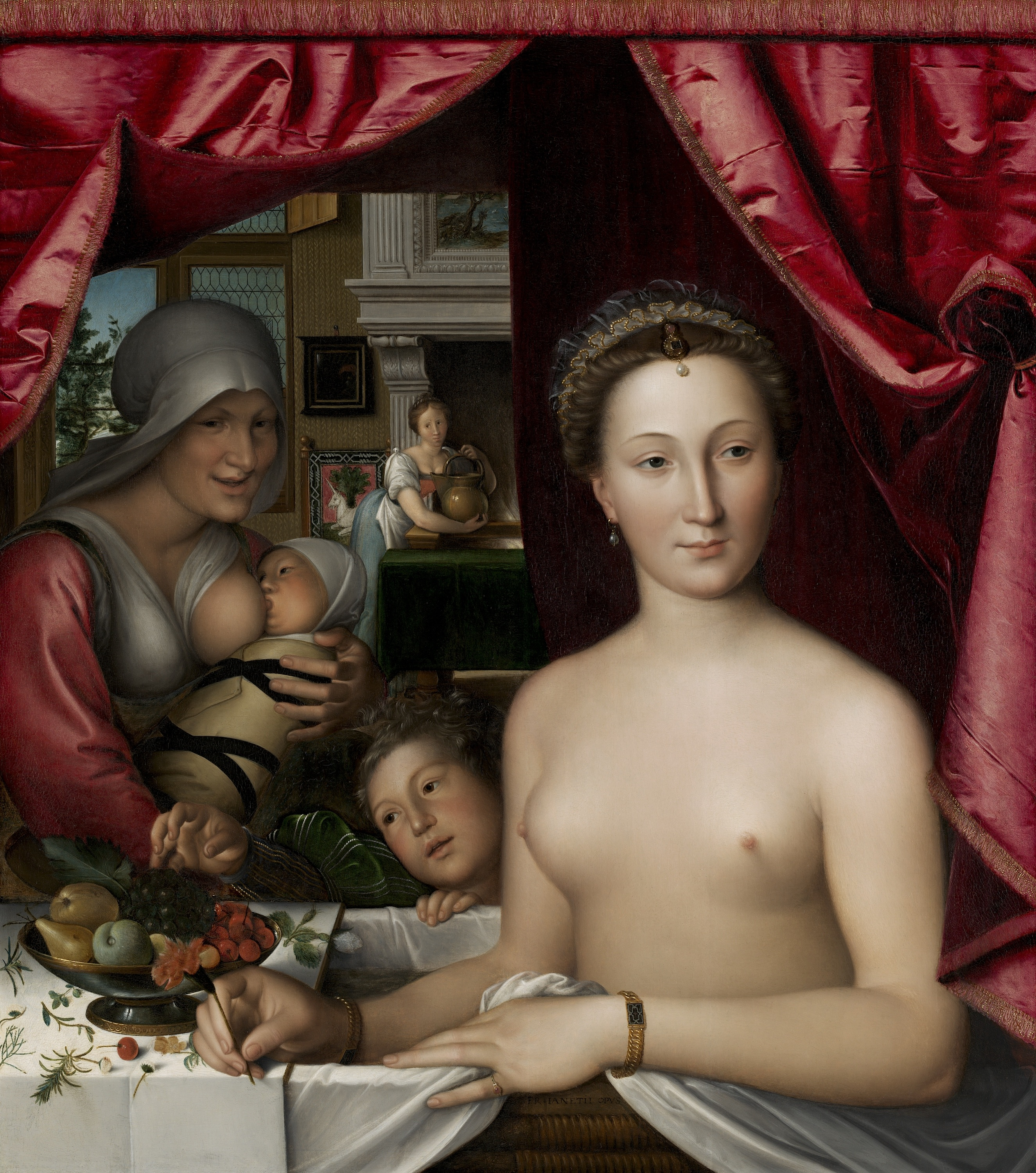
Худ. Франсуа Клуе. Діана де Пуатьє, 1571 р., Вашінгтон.

Всі риси живопису школи фонтенбло, разом із елегантністю і штучністю, були притаманні і живопису італійців (Джорджо Вазарі, Майстер Флори), і представнику маньєристів міста Праги — Бартоломеусу Шпрангеру, і майстрам Нідерландів (Йоахім Втевал, Франс Флорис, Абрагам Блумарт, Деніс Кальверт, Квентін Массейс молодший та інші). Сублімований еротизм був перенесений як у декоративні композиції, так і у релігійний живопис.

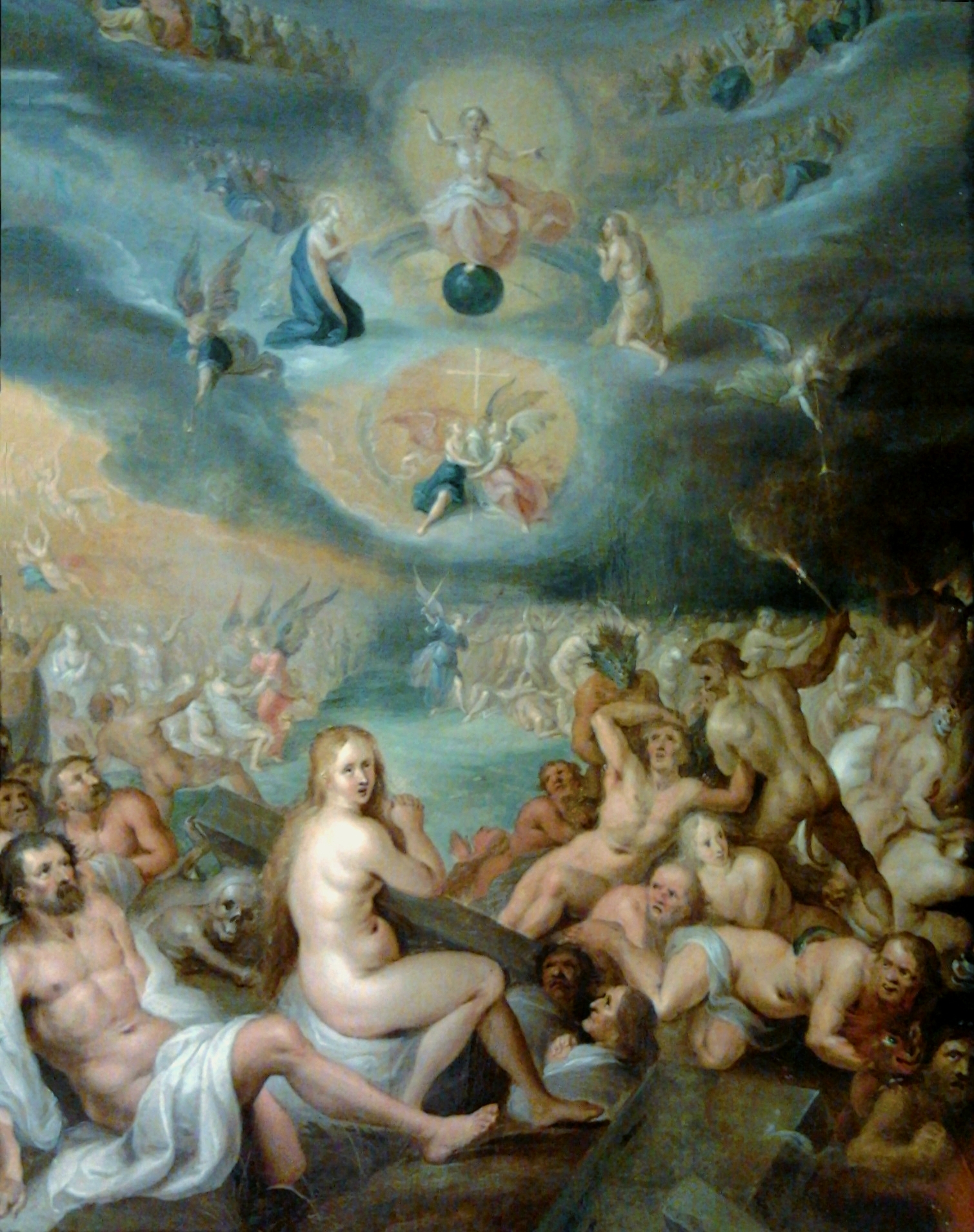
Деніс Кальверт. «Страшний суд», злам XVI–XVII ст., Національний музей, Краків.
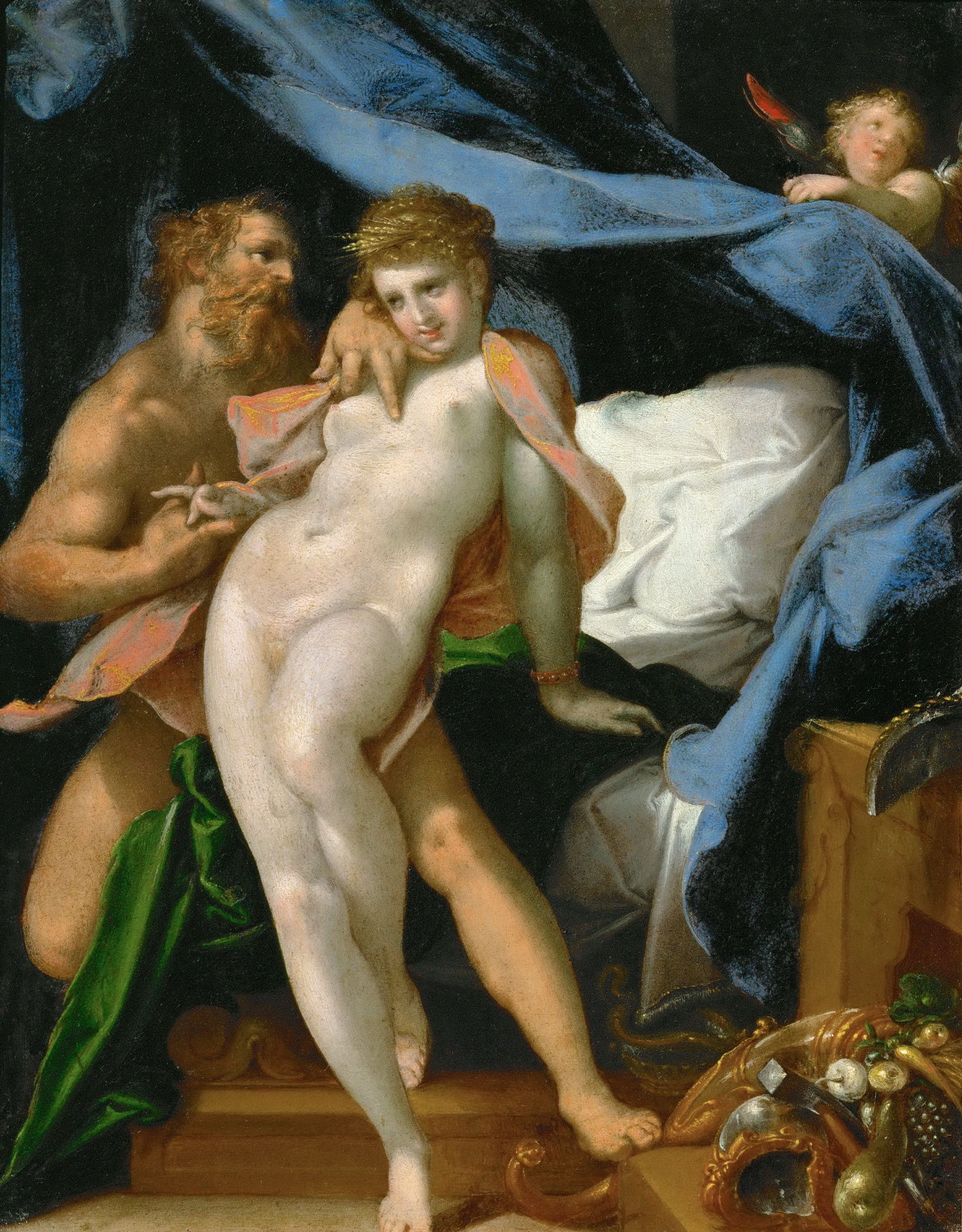
«Вулкан і Майя», до 1585 р., Музей історії мистецтв, Відень
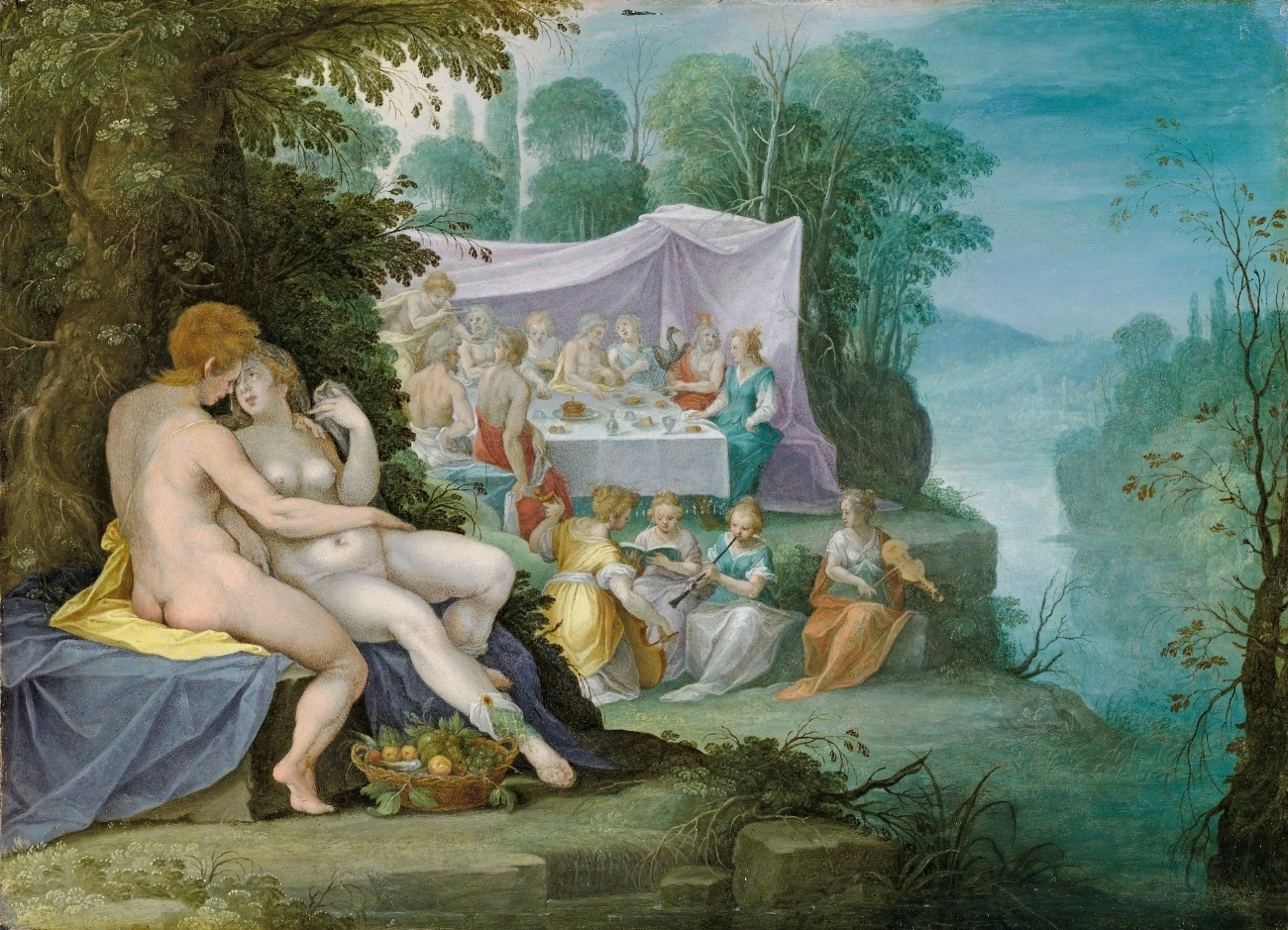
Ян Заделер. «Пелей і Тетіс», до 1600 р.
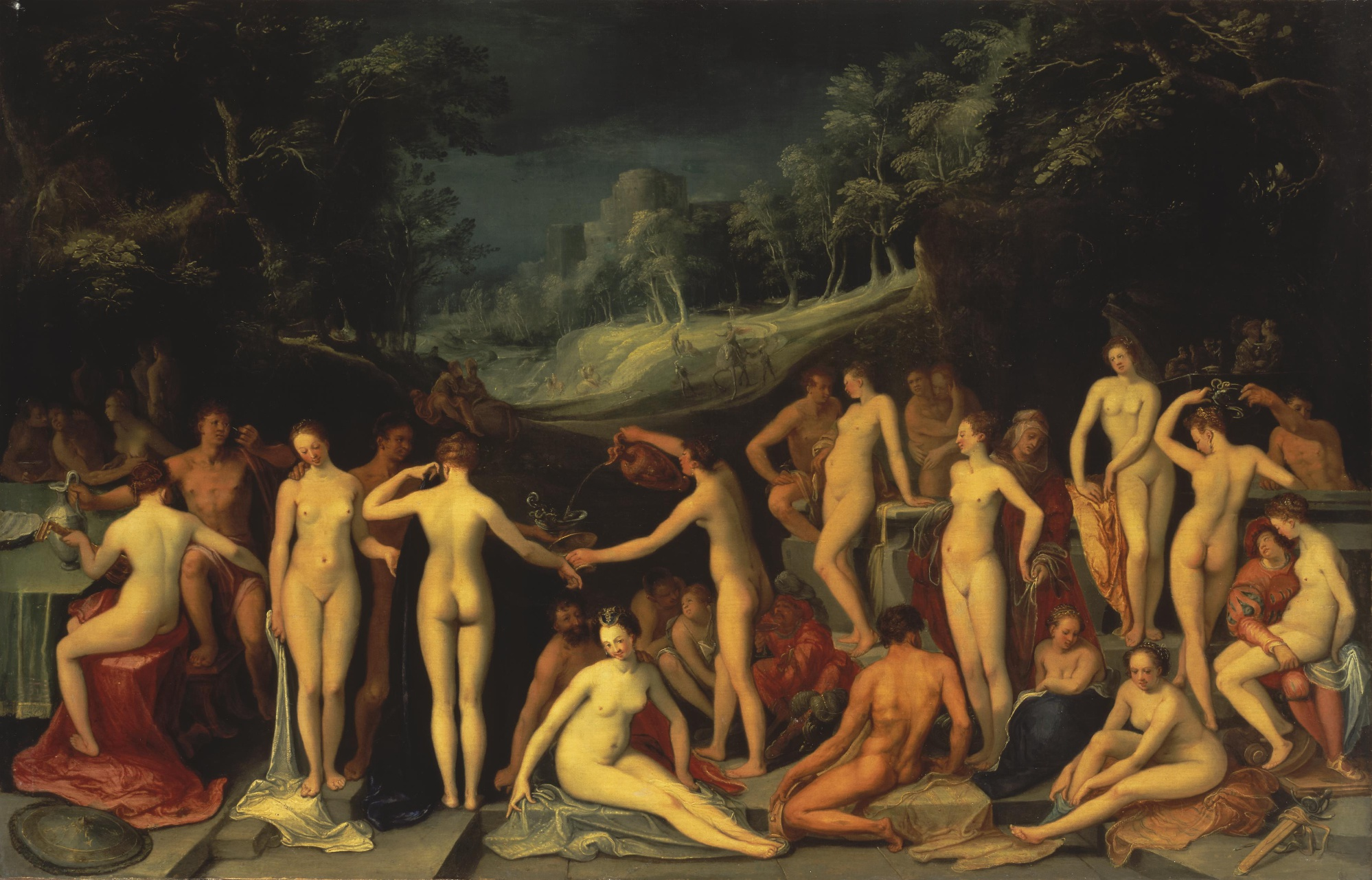
Карел ван Мандер. «Сад кохання», 1602 р.
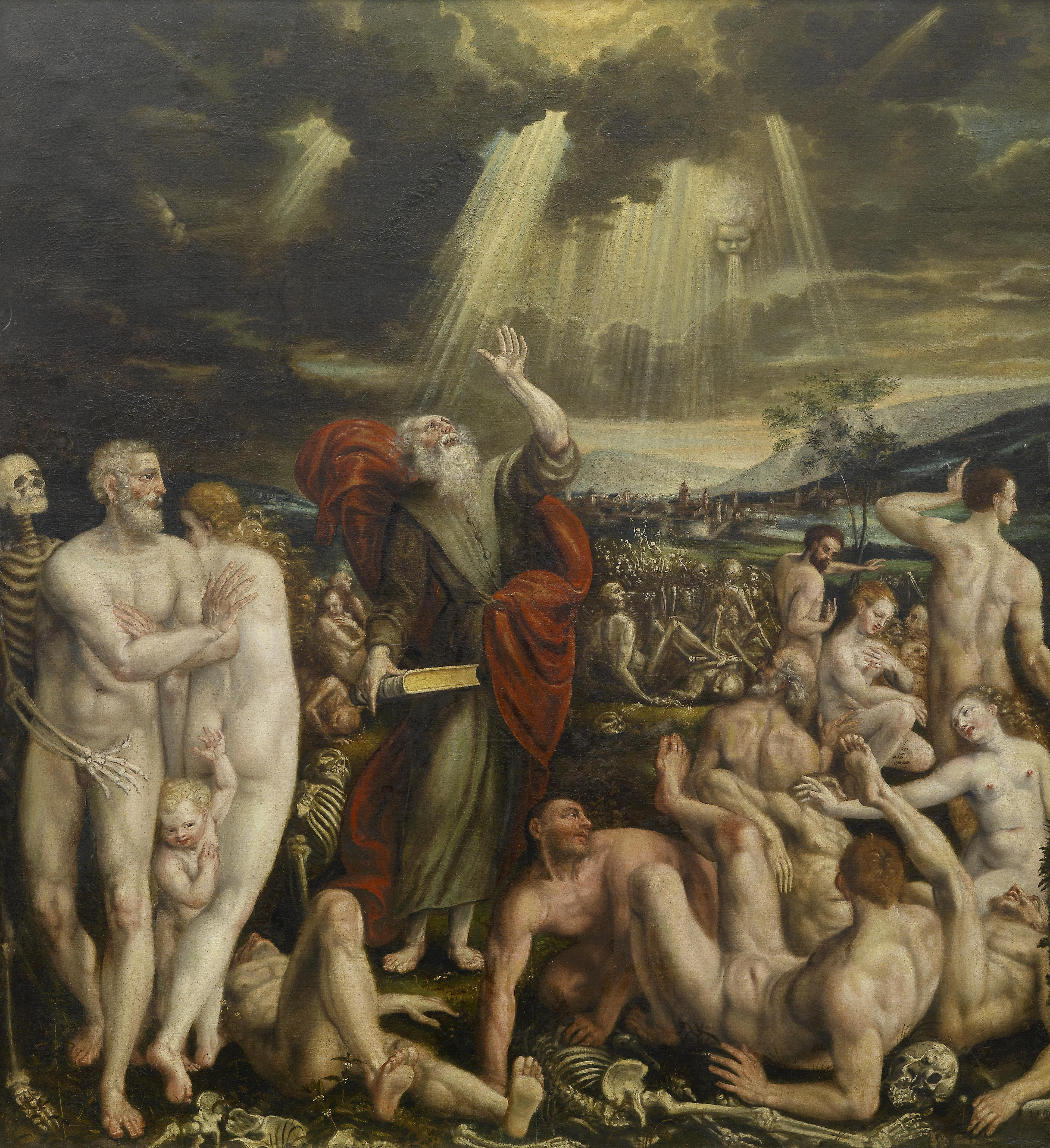
Квентін Массейс молодший. «Видіння пророка Єзекіїля», бл. 1589 р.

## Маньєризм у Південних Нідерландах

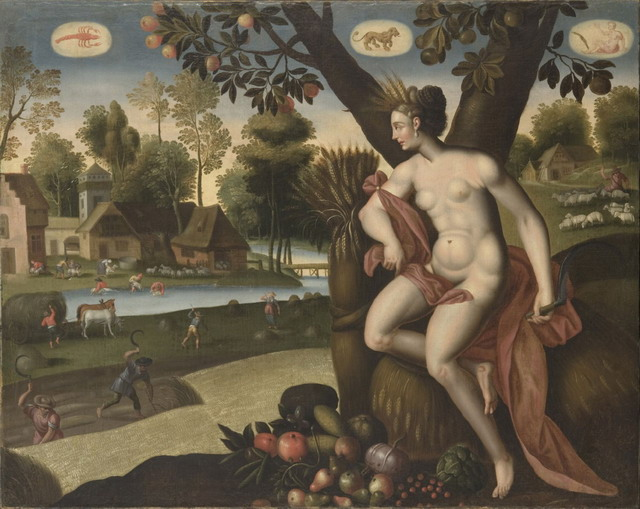
Фламандський маньєрист кінця 16 ст. Серія «Пори року. Алегорія Літа», до 1600 р.
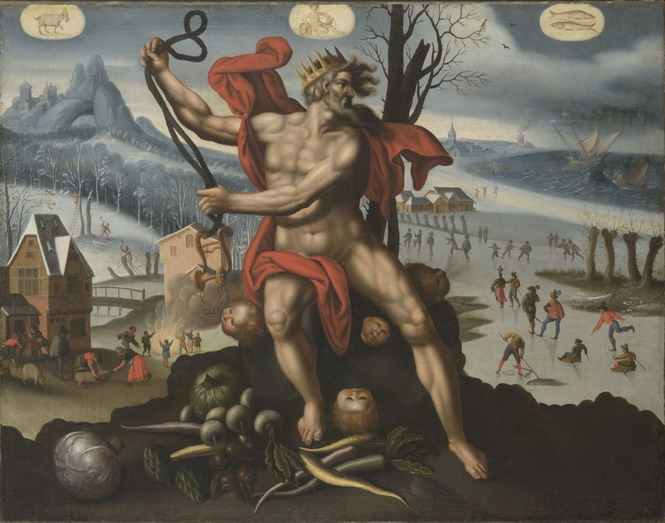
Фламандський маньєрист кінця 16 ст. Серія «Пори року. Алегорія Зими», до 1600 р.

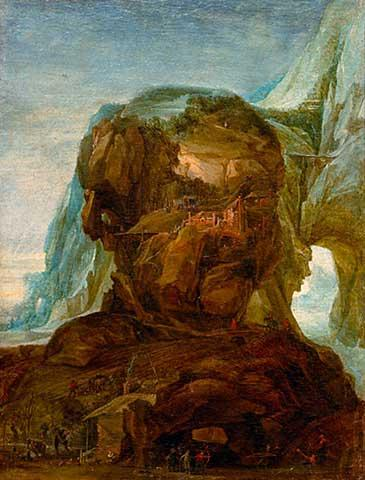
«Алегорія Весни», приватна збірка.

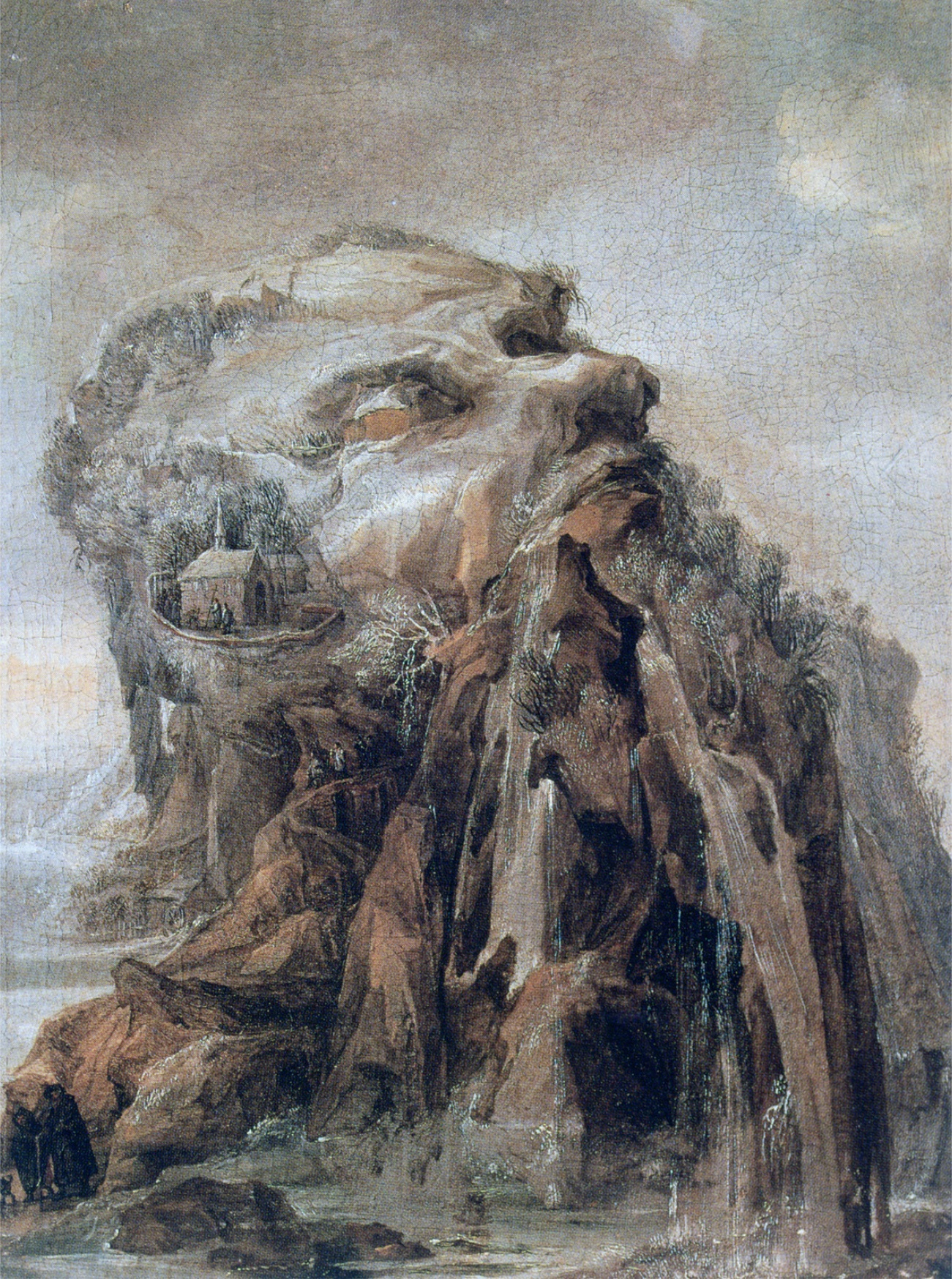
Йоос де Момпер «Алегорія Зими».

Фламандське мистецтво в XVI ст. теж розділилось на народне та аристократичне. Всі найкращі якості народного і національного мистецтва продовжив такий велетень-художник і непересічна індивідуальність тої пори Пітер Брейгель старший. Незважаючи на відвідини Італії (щонайменше Неаполя і Риму), Пітер Брейгель старший не був зачеплений стилістикою італійського маньєризму. Новітні віяння відбилися в його живопису в нових трактовках пейзажного живопису (не відомому на той час в Італії) з реалістичною безліччю фігурок стафажу.
Зовсім інші позиції посідали численні митці Фландрії, добре знайомі з тогочасним маньєристичним живописом (переважно римським чи флорентійським), або ті, що відвідали Рим. Почався період навчання на італійських композиціях і запозичень монументальних ознак живопису того ж Мікеланджело Буонарроті, маньєристів Флоренції. Виникає низка дивацьких композицій з поєднанням елементів національного живопису з маньєристичними фігурами, навіяними італійськими зразками. Фламандці вносять у власні твори античних богів Олімпа — Марса, Цереру, малюють бенкети олімпійських богів або сцени з міфів. Це збільшувало частину суто світського живопису окрім традиційного портретного жанру, але породило компромісні і малоузгоджені форми.
Показовою для маньєризму Фландрії стала серія картин «Пори року» або «Сезони» анонімного майстра кінця XVI ст. Було створено чотири композиції однакового розміру для окраси якогось багатого помешкання. В картинах компромісно і малоузгоджено поєднані монументальні алегоричні зображення сезонів (та ж Церера як уособлення Літа) з національними пейзажами і народними сценками, відповідними кожній порі року. В «Алегорії Літа» це сіножать, косовиця, випас стад і стрижка овець, в «Алегорії Зими» сільські діти катаються на льоду, селяни рубають гілки на дрова, ріжуть свиней перед новорічними святами. (Саме таку сцену розмістив у власній картині « Мисливці на снігу » і Пітер Брейгель старший).
Але картини анонімного фламандця-маньєриста вже твір нової доби. Композиції світські, вишукані, суто декоративні, розраховані на багатих споживачів. Вони розраховані на аристократичні смаки, покажчиком чого є знаки зодіаку і монументальна алегорична фігура в центрі. Прочитання алегоричних картин потребувало певної підготовки і освіти. Майстер створив фігури за маньєристичними схемами. Вони оголені, але видають слабке знайомство з натурою. Їх фігури нагадують «мішки з картоплею» (як справедливо говорили тодішні скептики) замість природних м'язів реальних людей — недолік художніх манер саме інтернаціональних маньєристів (Августин Хіршфогель, Егідіус Заделер, Якоб де Гейн молодший та інші) .
Помітно компромісні форми були притаманні і товариству художників, що відвідали Рим (або Флоренцію) і працювали там, засвоїли стилістику римського маньєризму і перенесли її у Фландрію (мистецька течія романизм). 
Новітні впливи  доби відродження, насолоди життям і творами мистецтва та природи дійшли і до Південних Нідерландів, незважаючи на шалену пропаганду суворих чеснот  католицтва - скромності, відмови від задоволень, відмови від родинного життя та створення клубів довічних холостяків, постійних нагадувань про скороминущість всіх насолод і самого життя. Молодість, поява нових музичних інструментів, поява екзотичних речей і розкішних тканин, привезених з Китаю, Південної Азії  та Америки неупинно міняли свідомість, світогдяд і католиків Нідерландів. Свідомість людей наче розкололась. Так, Ієронімус Франкен старший створює як картини біблійні ( «Поклоніння немовляті Христу», «Шлях Христа на Голгофу»,  «Голгофа»),  так і небачені до цього сцени насолод і приємного дозвілля багатіїв -  «Приємні насолоди шляхти в саду доби відродження з лютнистами».
Головні представники — Геррі мет де Блес (1500/1510 — 1555 ?), Мартен де Вос (1532–1603), Франс Флорис (1517–1570), Ієронімус Франкен старший (1540–1610), Бартоломеус Шпрангер (1546–1611), скульптор Адріан де Вріс (1545–1626), Амброзіус Франкен старший (1544–1618), Адам ван Норт (1561/62 — 1641), Хендрік ван Бален старший (1575–1632, ранні твори) та інші.

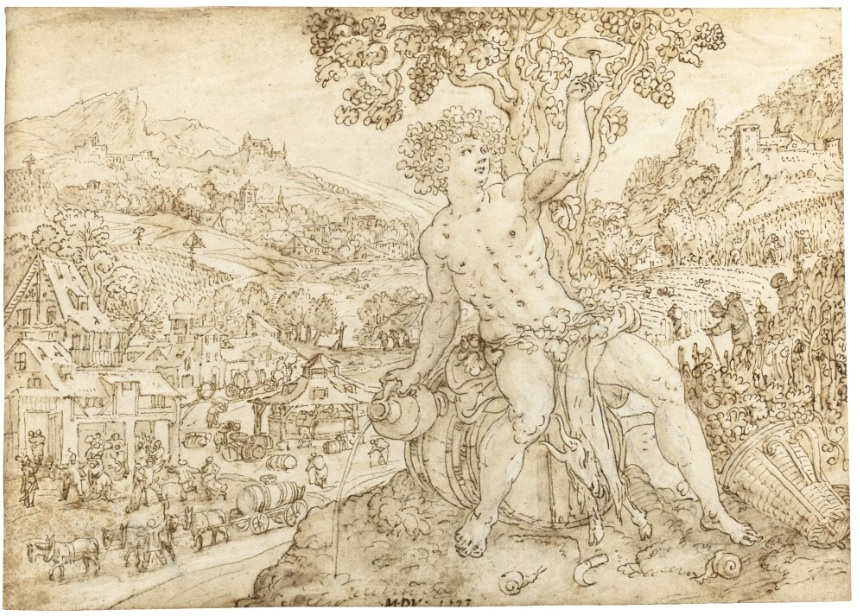
Мартен де Вос. «Вакх» або «Алегорія осені», малюнок 1593 р.
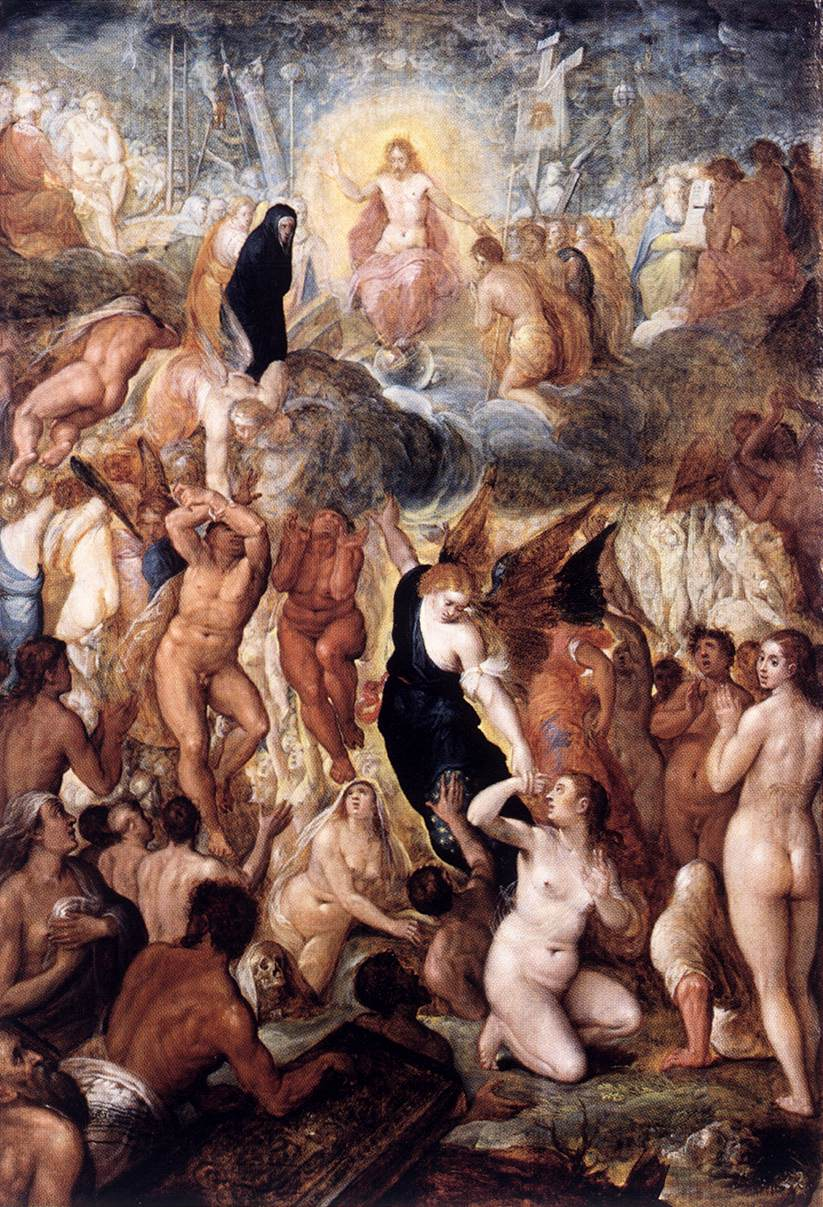
Ієронімус Франкен молодший.  «Страшний суд», бл. 1605 р.
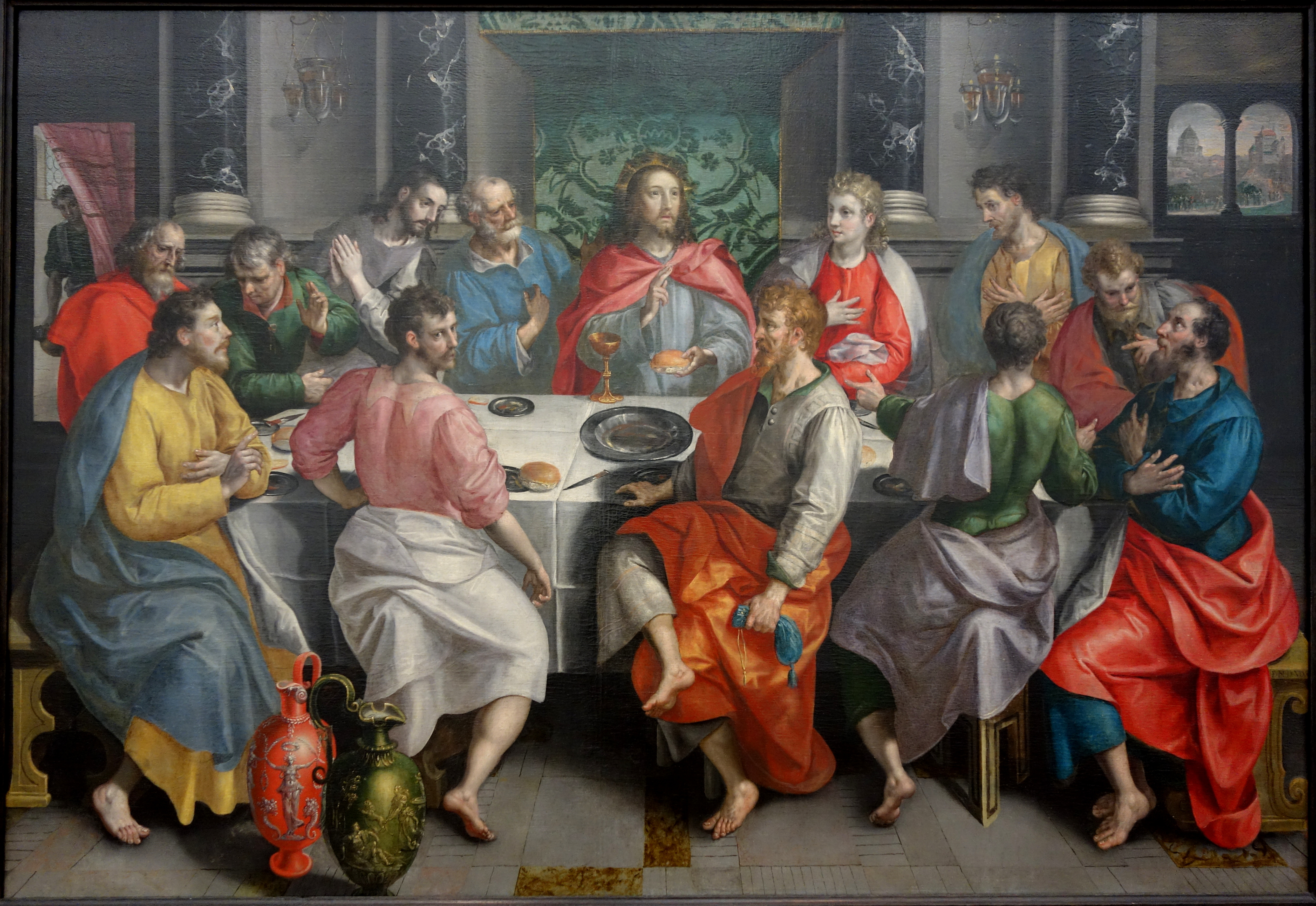
Мартен де Вос. «Таємна вечеря», злам 1550–1600х рр. Національний музей західноєвропейського мистецтва (Токіо)
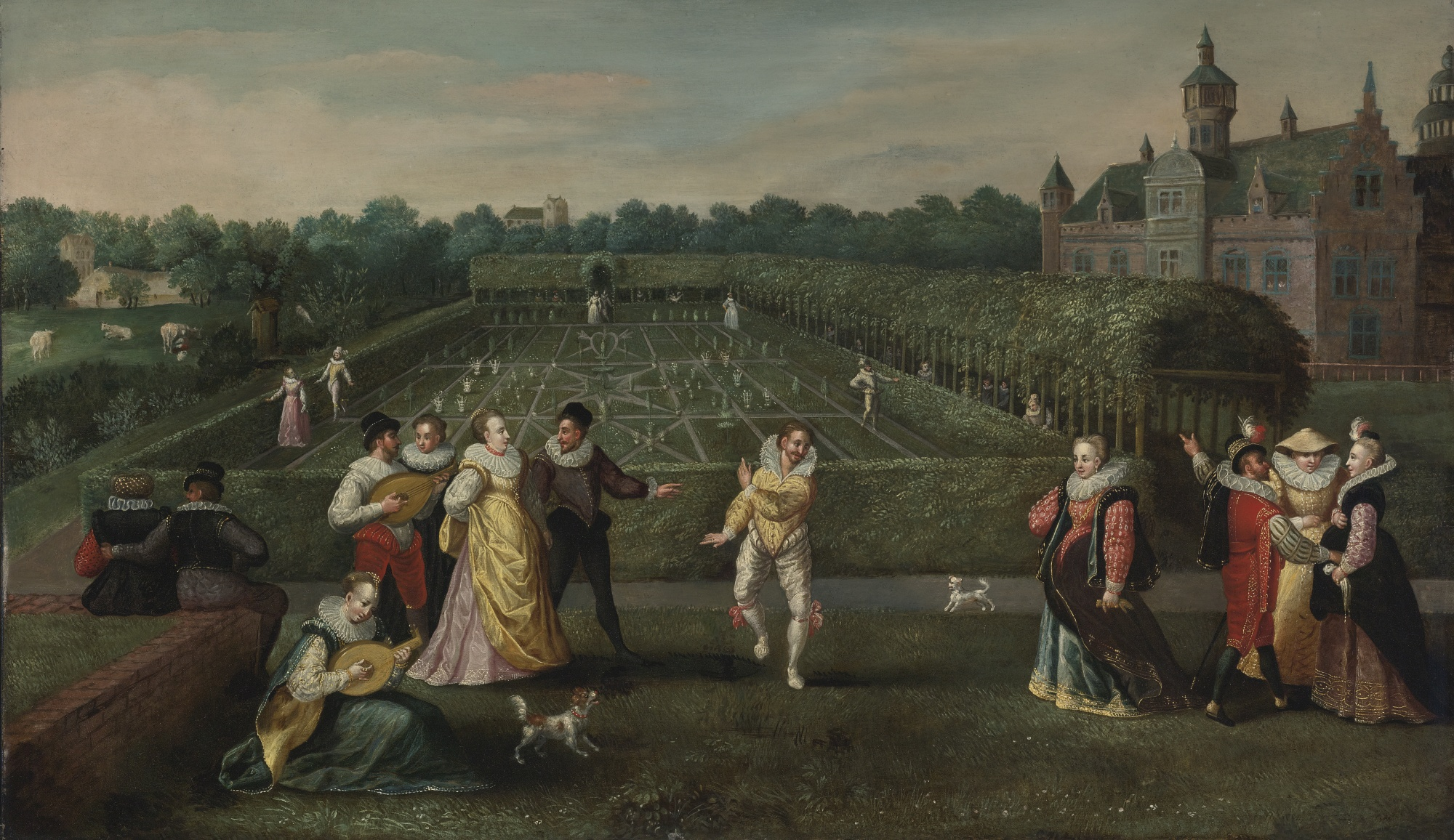
Ієронімус Франкен старший. «Відпочинок в садку доби маньєризму», бл. 1610 р.

Цікаво відбились творчі пошуки Йооса де Момпера молодшого (1564–1635), представника пізнього фламандського маньєризму, коли він створив власну серію «Пір року». Він знав вигадливі портрети роботи Джузеппе Арчімбольдо, створені з квітів, тварин, фруктів. Пейзажист за покликанням, Йоос де Момпер створив алегоричні, вигадливі портрети з використанням елементів пейзажів — гірських скель, великого каміння, водоспадів і гірських дерев, бідних хижок гірських поселень, мостів і стежок. В художній продукції Йооса де Момпера молодшого — це швидше надзвичайно цікавий, але поодинокий зразок.
Пітер Пауль Рубенс відкрив нову добу в мистецтві Фландрії — добу розвиненого бароко. В молоді роки він ще навчався у пізніх фламандських маньєристів, але вже за його життя фламандський маньєризм почав сходити нанівець.

## Портрети роботи майстрів північного маньєризму

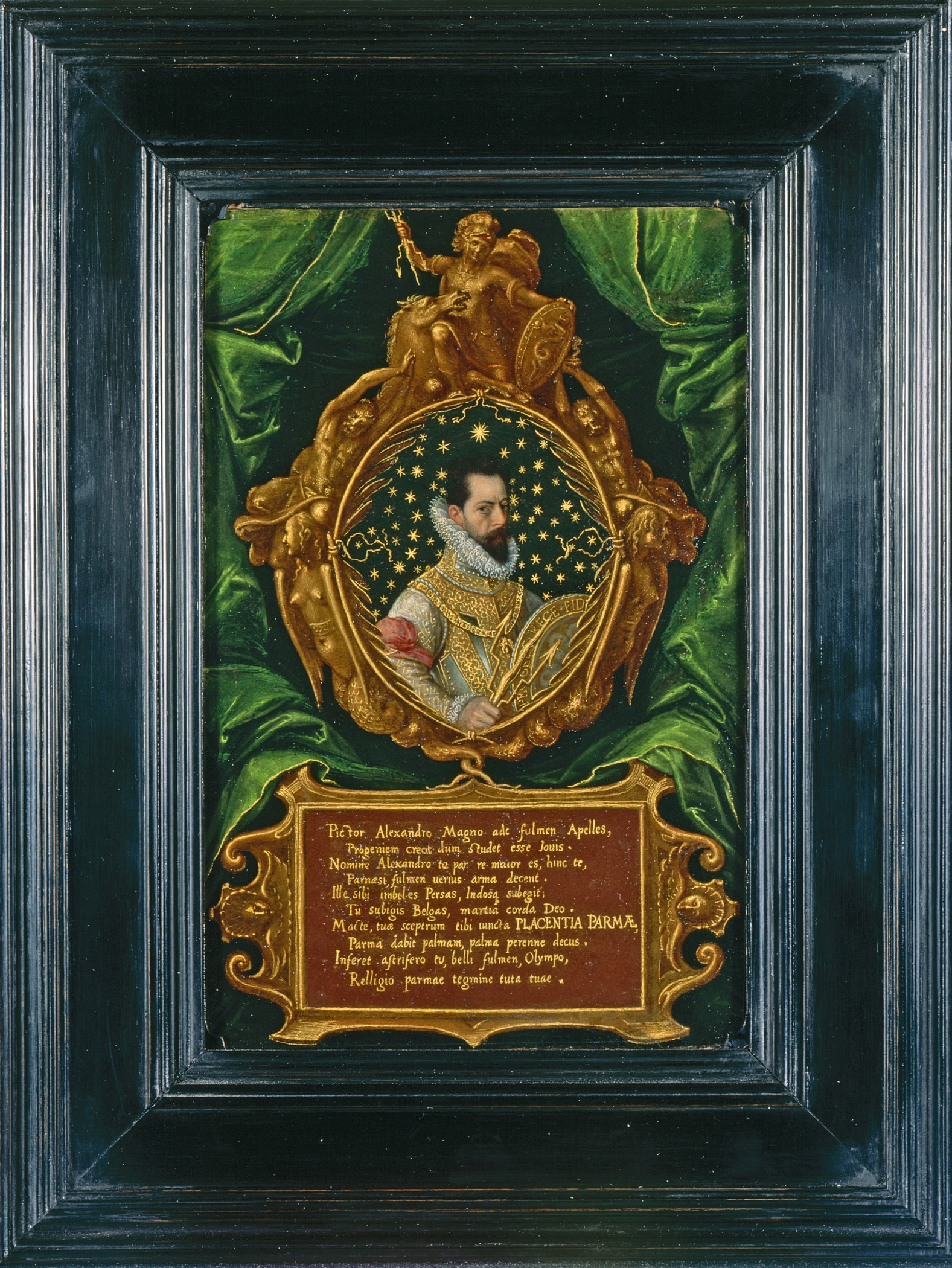
Отто ван Веен. «Олександр Фарнезе», бл. 1585 р., Музей мистецтв округу Лос-Анжелес

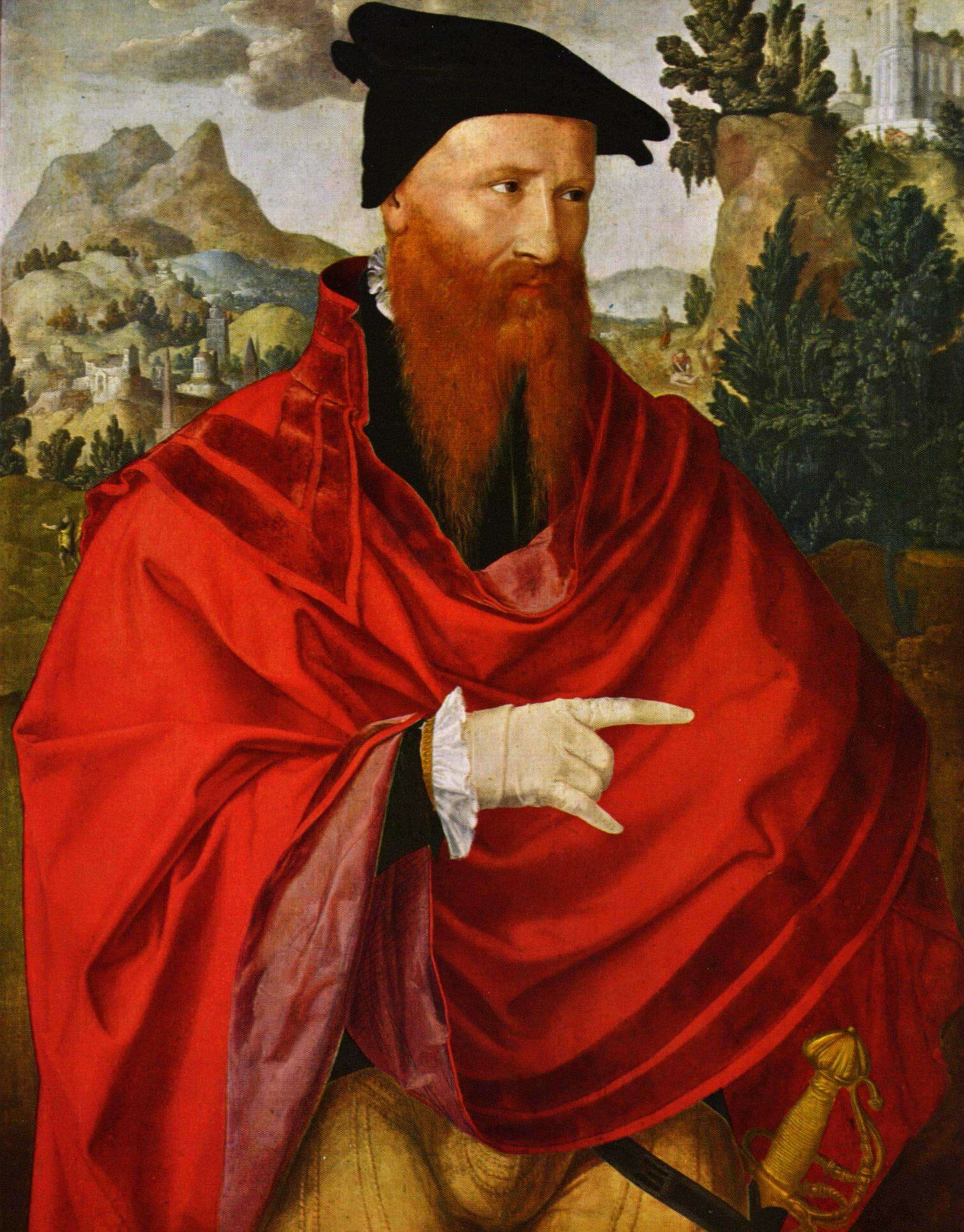
Ян ван Скорель. «Портрет Давида Йоріса», богослов і анабаптист
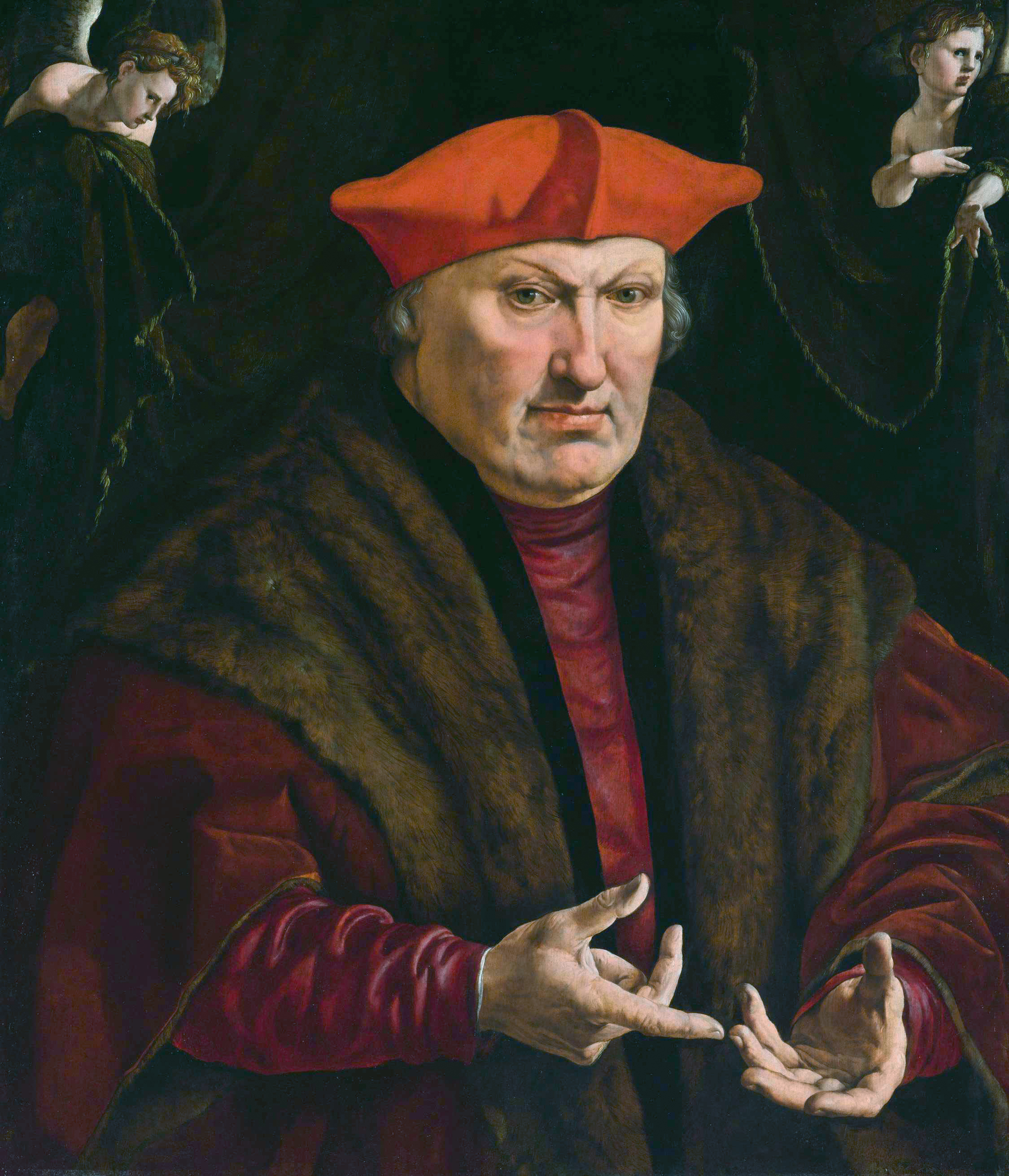
Ян Корнеліс Вермеєн. «Портрет Ебергарда де ла Марка», кардинал в місті Льєж. Музей Франса Галса.

## Фламандці-маньєристи в Італії XVI ст
Працювати за кордон відбували не тільки митці Італії XVI ст. Мав місце і зворотній процес. У Флоренції оселився скульптор Джованні да Болонья (1529–1608), що народився у Південних Нідерландах. Він настільки натуралізувався у Італії, що зарахований до італійських митців, помер і похований у Флоренції.
Франкомовним фламандцем за походженням був і П'єтро Франкавілла, скульптор і помічник Джованні да Болонья .
Через утиски фламандських протестантів з боку колонізаторів-іспанців Фландрію покинув Ян Массейс (бл. 1510–1575), художник-маньєрист, що оселився і працював в місті Генуя. Став придворним художником адмірала Андреа Доріа. У Флоренції разом із Джорджо Вазарі працював над декором декількох палаців фламандець Ян ван дер Страт. Він натуралізувався в Італії, де був відомим під італьянізованим ім'ям Джованні Страдано (1623–1605). Страдано помер у Флоренції.

Ян Массейс.  «Богиня кохання Венера »,  1561 р., Національний музей Швеції ( Венера (Ян Массейс) )
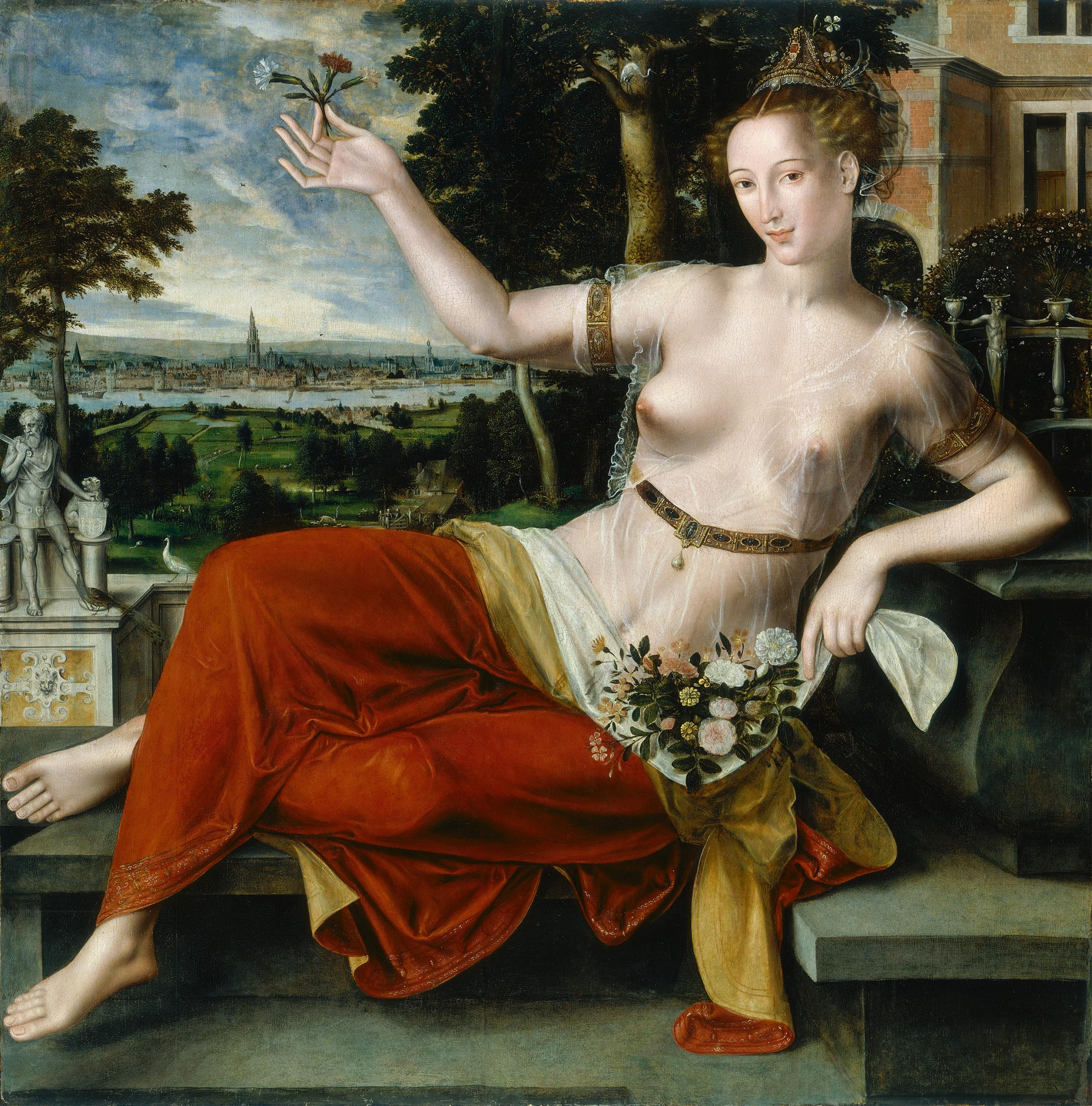
Ян Массейс. « Богиня квітів Флора»,  1559 р., Гамбург, Кунстхалле.

## Маньєризм у Північних Нідерландах

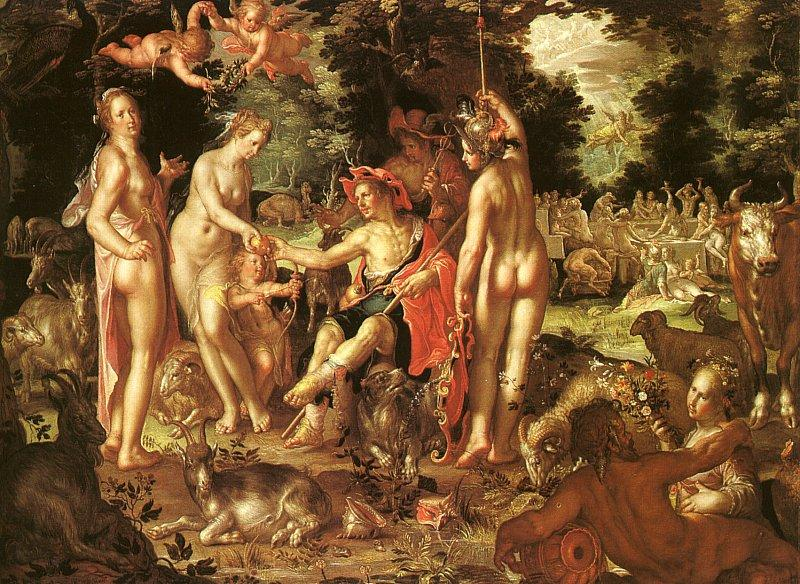
Йоахім Втевал."Парис обирає красунею богиню Венеру", 1615 р., Національна галерея (Лондон)

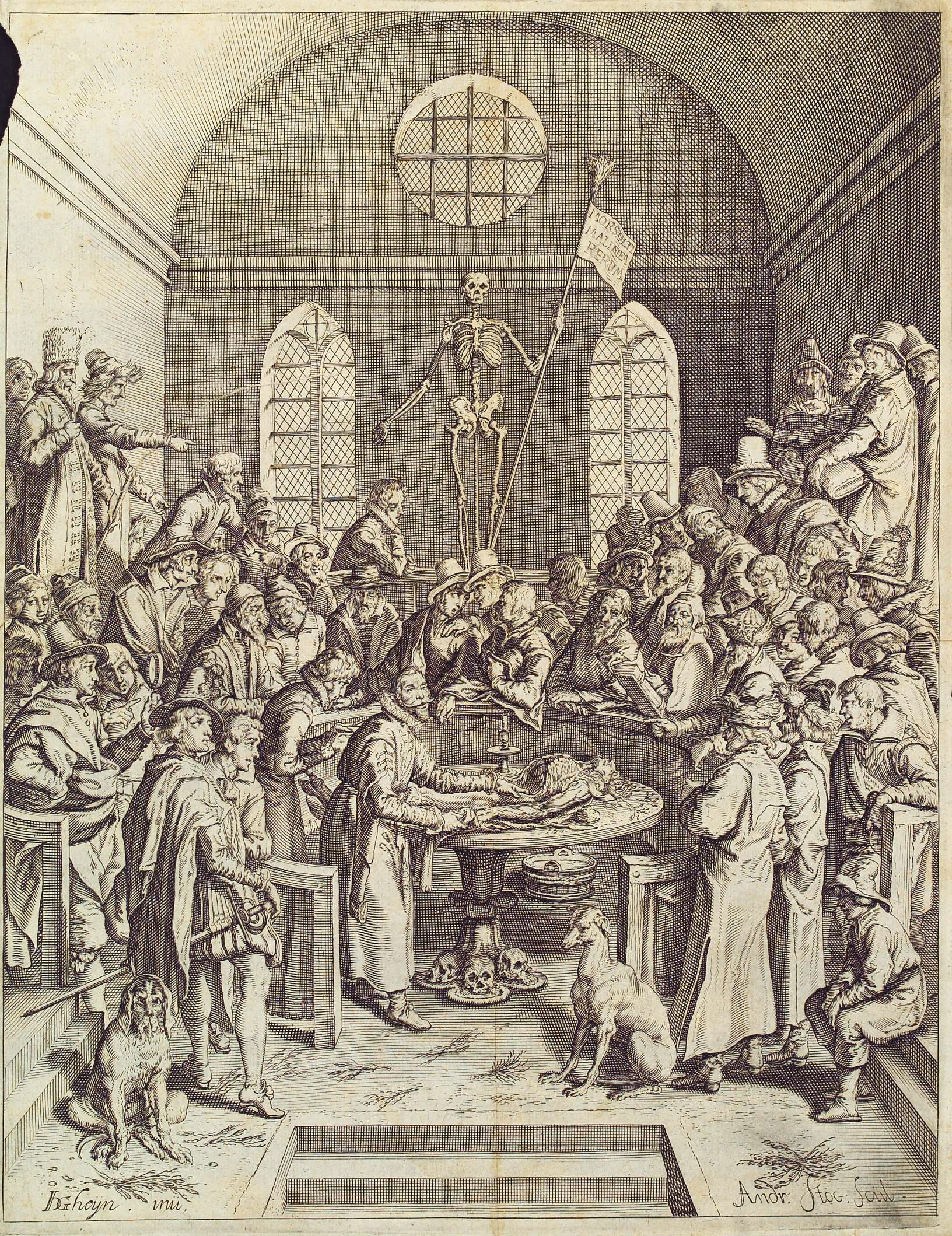
Якоб де Гейн молодший, гравюра «Урок анатомії» початку 17 ст.

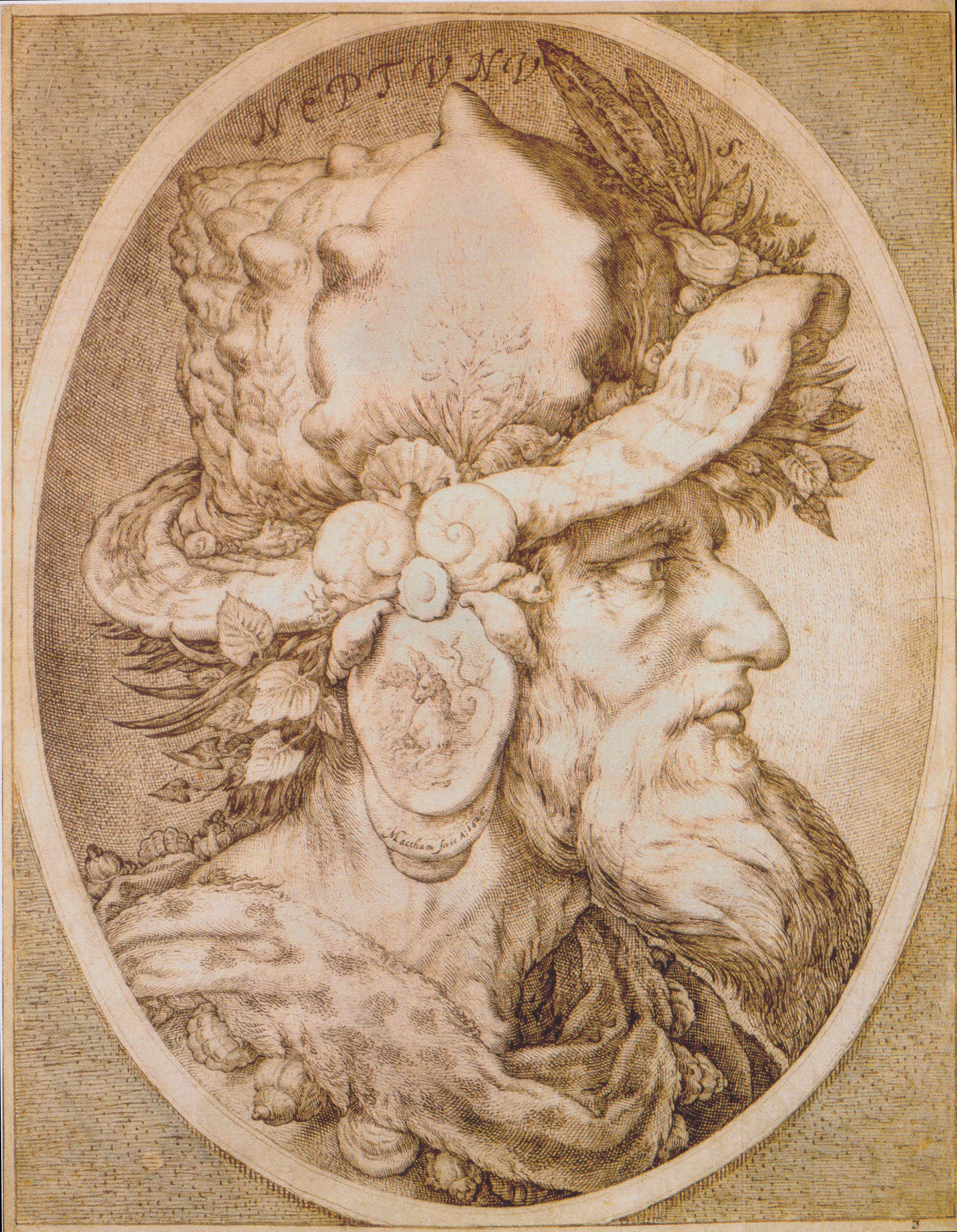
Якоб Матам. «Голова Нептуна», 1626 р.

Від нових зрушень в мистецтві не стояли осторонь і митці Північних Нідерландів. Тут склались два відомі центри маньєризму у містах Амстердам та Харлем. Майстром пізнього маньєризму був і уродженець міста Лейден Якоб ван Сваненбург (1571—1638), що встиг попрацювати у Венеції і у Неаполі. Сваненбург наче продовжив запаморочливу і зашифровану лінію мистецтва Ієроніма  Босха на новому етапі. 
Однак інтенсивність мистецьких пошуків незвично позначилась на долі стилю. Митці Північних Нідерландів мало рахувались з маньєризмом католицьких країн, позаяк протестантизм(що запанував тут) забороняв вівтарні образа і надто обмежив релігійний живопис. До того ж реалістичні традиції і вивчення натури не припинились і з прибуттям маньєризму в Північні Нідерланди. Реалізм (з домішками раннього бароко і навіть класицизму французького зразка) переважив вплив маньєризму вже на зламі XVI–XVII ст. в живопису. Своєрідним анахронізмом був живопис художника Йоахіма Втеваля (1566–1638), що працював в місті Утрехт. Він не покинув стилістику маньєризму навіть тоді, коли інші майстри-сучасники давно від нього відмовились.
Головні представники північнонідерландського маньєризму — Корнеліс Кетель, Гендрік Гольціус, Корнеліс ван Гарлем, Карел ван Мандер, Йоахім Втевал. Корнеліс Кетель (1548 — 1616) навіть встиг попрацювати у Франції в майстернях Фонтенбло (Школа Фонтенбло).
Покинувши живопис, північнонідерландський маньєризм, однак, зберіг панівні позиції в друкованій гравюрі, в орнаментах та в ювелірній справі майже до кінця XVII — початку XVIII ст. Голландські гравери-маньєристи встигнуть попрацювати ще при дворі російського царя Петра І на початку XVIII століття.

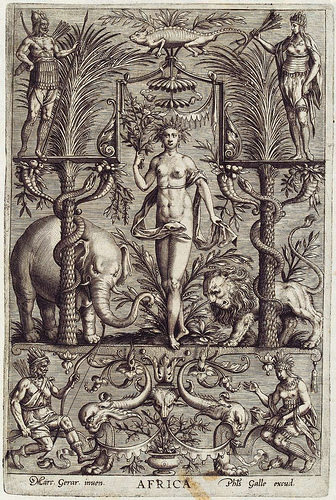
Філіп Галле. «Алегорія Африки».

В Північних Нідерландах мав поширення офорт. Швидко перейшовши на позиції обслуги і актуального друкарства, офорт як техніка став осередком другорядних і консервативних митців, що друкували популярні в країні мапи, атласи, фронтиспіси для книг і окремі гравюри в стилістиці маньєризму (Якоб де Гейн молодший, Андріс Якобс Шток, Ромейн де Хог, Адріан Шхонебек та інші) .

Якоб ван Сваненбург. «Спокуси святого Антонія»
Якоб ван Сваненбург. «Сім смертних гріхів і Страшний суд»
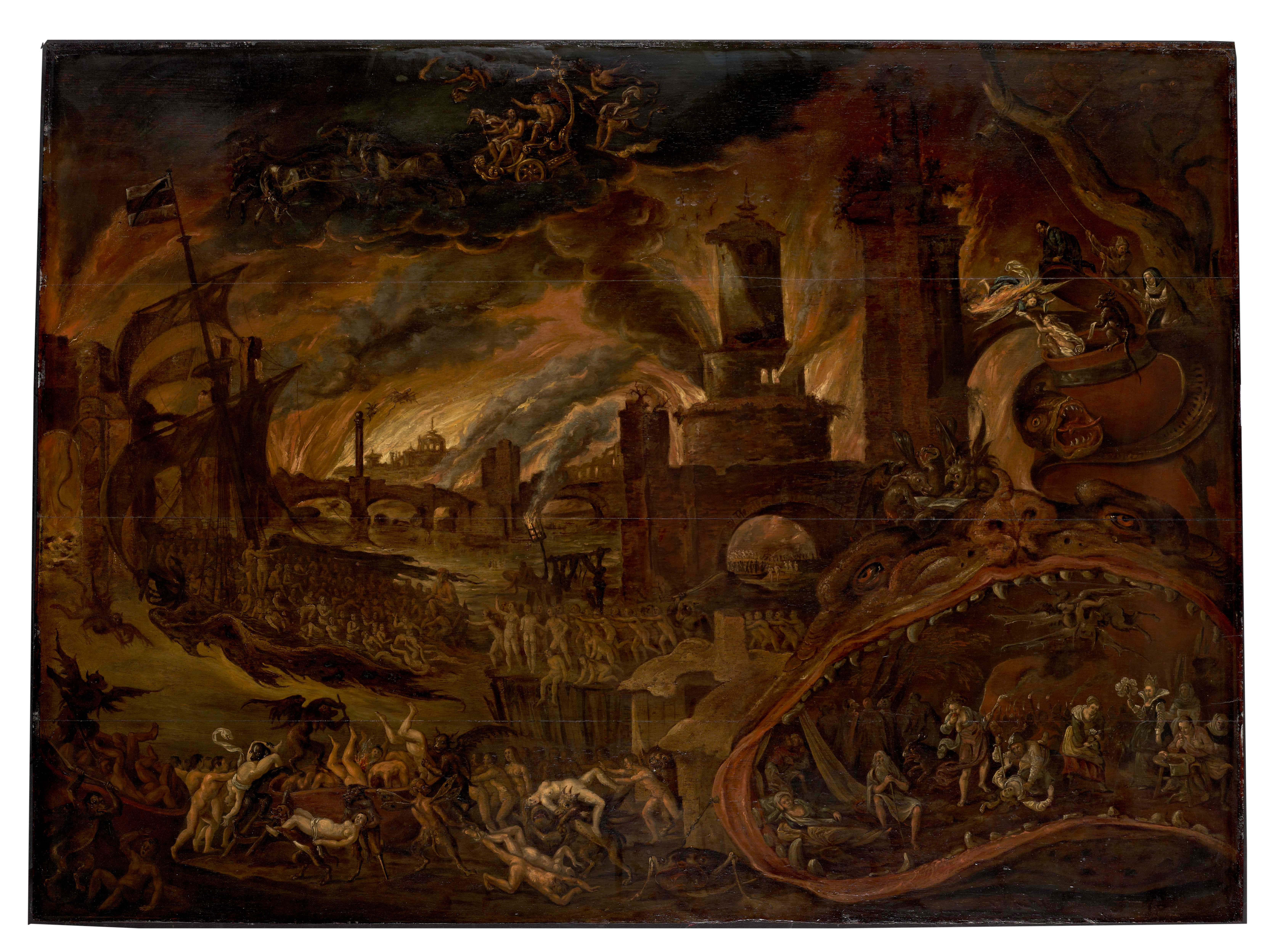
Якоб ван Сваненбург. «Сивіла Кумська показує Енею пекло»
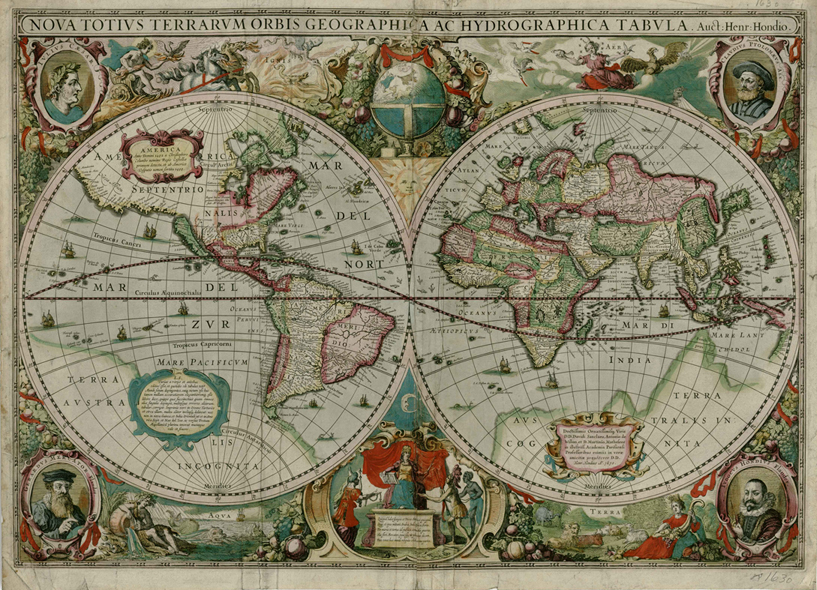
Хендрік Гондіус старший. «Мапа Світу».
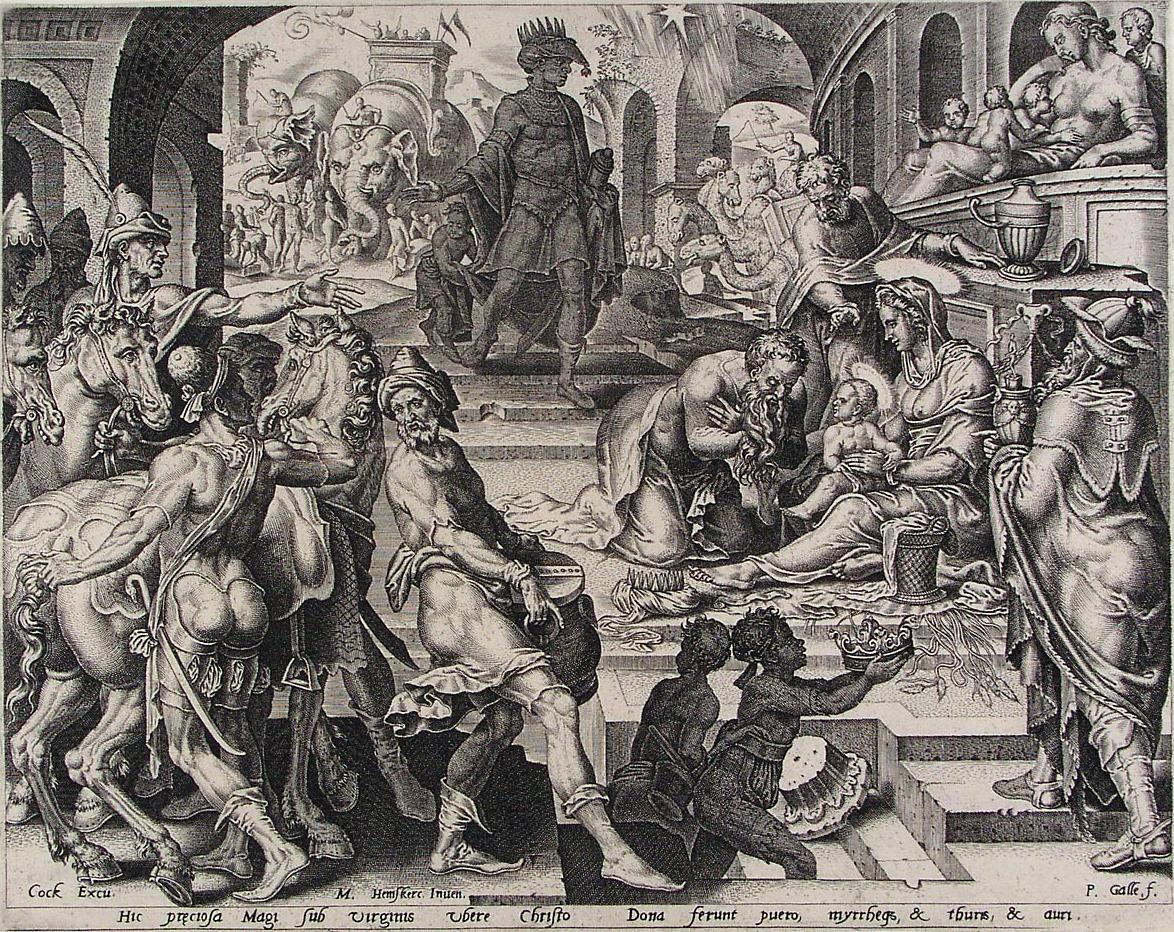
Гравер Філіп Галле за малюнком Гемскерка. «Поклоніння волхвів», бл. 1570 р.
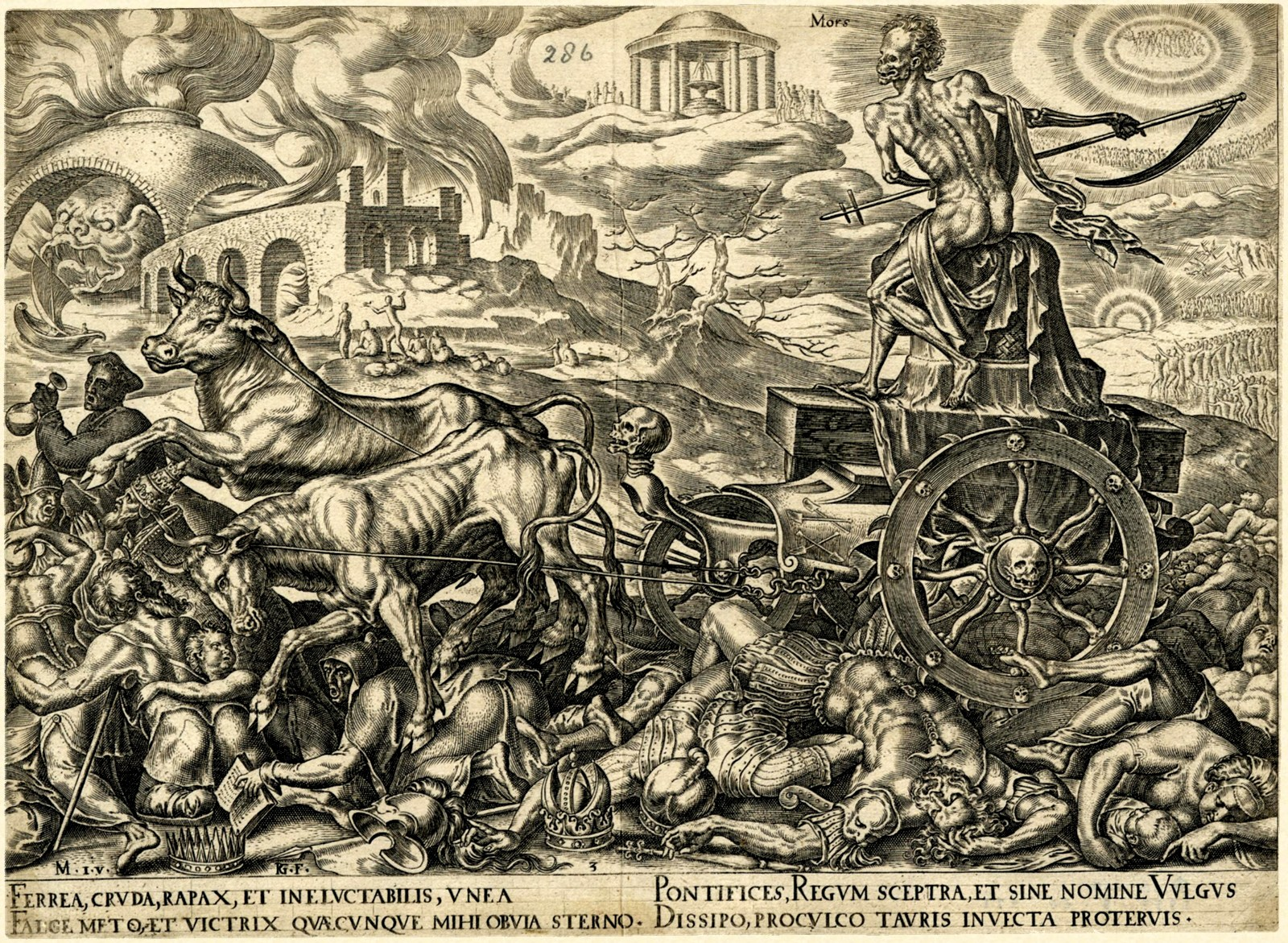
Гравер Філіп Галле. «Тріумф Смерті», 1565 р.
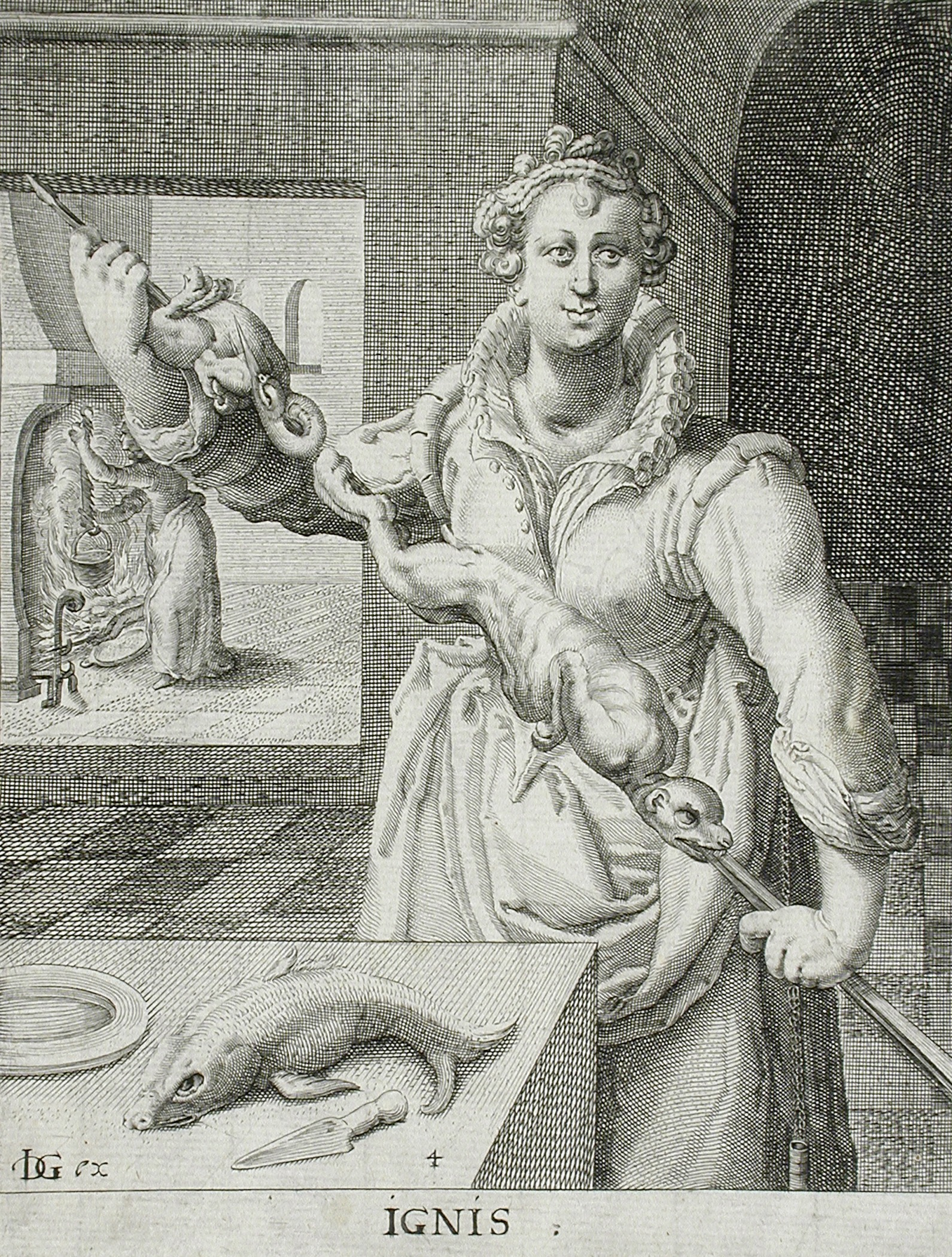
Якоб де Гейн молодший, «Вогонь», серія «Чотири стихії»

Прибуття в країну екзотичних речей (слонова кістка, страусові яйця, горіхи тропічних пальм, мушлі наутилуса) сприяло їх незвичній обробці ювелірами, адже маньєризм і раннє бароко мали значний потяг до всього незвичного, екзотичного, вражаючого. В ювелірній справі Північних Нідерландів в стилі маньєризму також було створено чимало коштовного посуду, келихів і екзотичних речей, що стануть шедеврами стилю.

## Маньєризм у тодішній супердержаві Іспанії

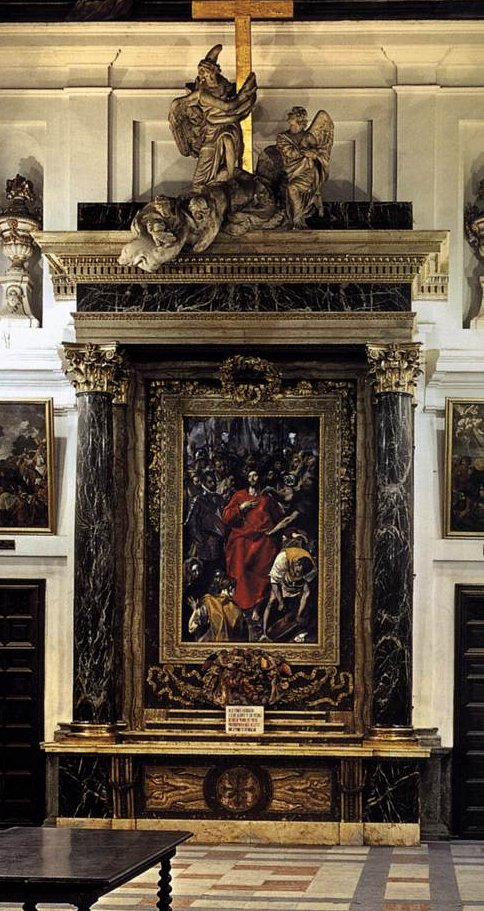
Вівтарний образ «Есполіо», сакрістія катедрального собору в Толедо, 1579 р.

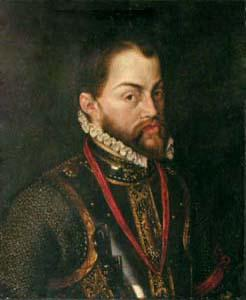
Філіп II

Іспанська імперія не належала до північних країн, але її агресивна, войовнича політика і прагнення до світової гегемонії помітно впливали на стан справ у Португалії, в Нідерландах, в Неаполітанському королівстві і навіть в папській державі. Загрозливого стану досягли і стосунки з острівною Англією, куди з каральною метою король Іспанії відіслав власний флот — Велику армаду. Лише наприкінці XVI ст. у військовому протистоянні з Іспанією виборола і перехопила ініціативу Британія, розпочавши модернізацію як власного флоту і зброї, так і власної економіки.
Важливе місце в мистецтві Іспанії XVI століття посів не Ренесанс (короткий за терміном, мало підтриманий місцевою культурою і не перейшовший у фазу Високого Відродження, як в Італії), а маньєризм. В Іспанії сформувалося декілька центрів маньєризму, серед яких Бадахос, Толедо, Мадрид та Ескоріал. Найбільший вплив стиль мав на іспанську архітектуру та живопис і розвивався під впливом зразків маньєризму з папського Риму.
Найзначніший центр іспанського маньєризму склався в Ескоріалі, могутньо підтриманий іспанським королем Філіпом II. Химерна ідея створити величний храм і «палац для Бога» та (при ньому) хижку для короля стала втіленням доби деспотизму, релігійного фанатизму, епохи «початку кінця». Цей комплекс водночас уособлював:
- Монастир Сан Лоренцо
- місце усамітнення Філіпа II та свідоцтво його благочестя
- іспанський аналог біблійного храму Соломона в Єрусалимі
- усипальню іспанських монархів по заповіту батька (Карла V)
- символ абсолютної влади короля
- палацик — хижка для Філіпа II, адже перед християнським Богом нема князів, а є лише смертні паломники.

Філіп II Габсбург, якого ненавиділи за жорстокість і якого прозивали «демон південних країн», спрямував колосальні зусилля на побудову Ескоріалу. Були запрошені іспанські архітектори, що стажувалися в Римі (Хуан де Толедо, Хуан де Еррера). А для оздоб — справжній натовп другорядних італійських художників-маньєристів, серед яких:
- Лука Камб'язо або Лукето
- Пеллегріно Тібальді
- Федеріко Цуккаро
- Ромуло Чінчінато
- Бартоломе Кардуччі
- Нікколо Гранелло
- Фабріціо Кастелло.

Але головними, найбільш талановитими, ключовими особами іспанського маньєризму були не вони, а іспанець Луїс де Моралес з Бадахосу та Ель Греко, що оселився в місті Толедо. Обидва не були залучені до робіт в Ескоріалі, хоча спробу мати замови від короля Ель Греко зробив, але без успіху. Відсутність замов від короля на творчості Ель Греко не позначилась погано, а віддаленість від королівського тиску сприяла збереженню індивідуальності та яскравої художньої манери митця.
Стилістику маньєризму розділяла і низка іспанських майстрів, що працювала по замовам католицької церкви та численних іспанських монастирів — Хуан Санчес Котан, Франсіско Рібальта, Педро Мачука, Франсіско Пачеко, низка іноземців-художників, що оселилась в Іспанії (Бартоломе Кардуччі та ін.)

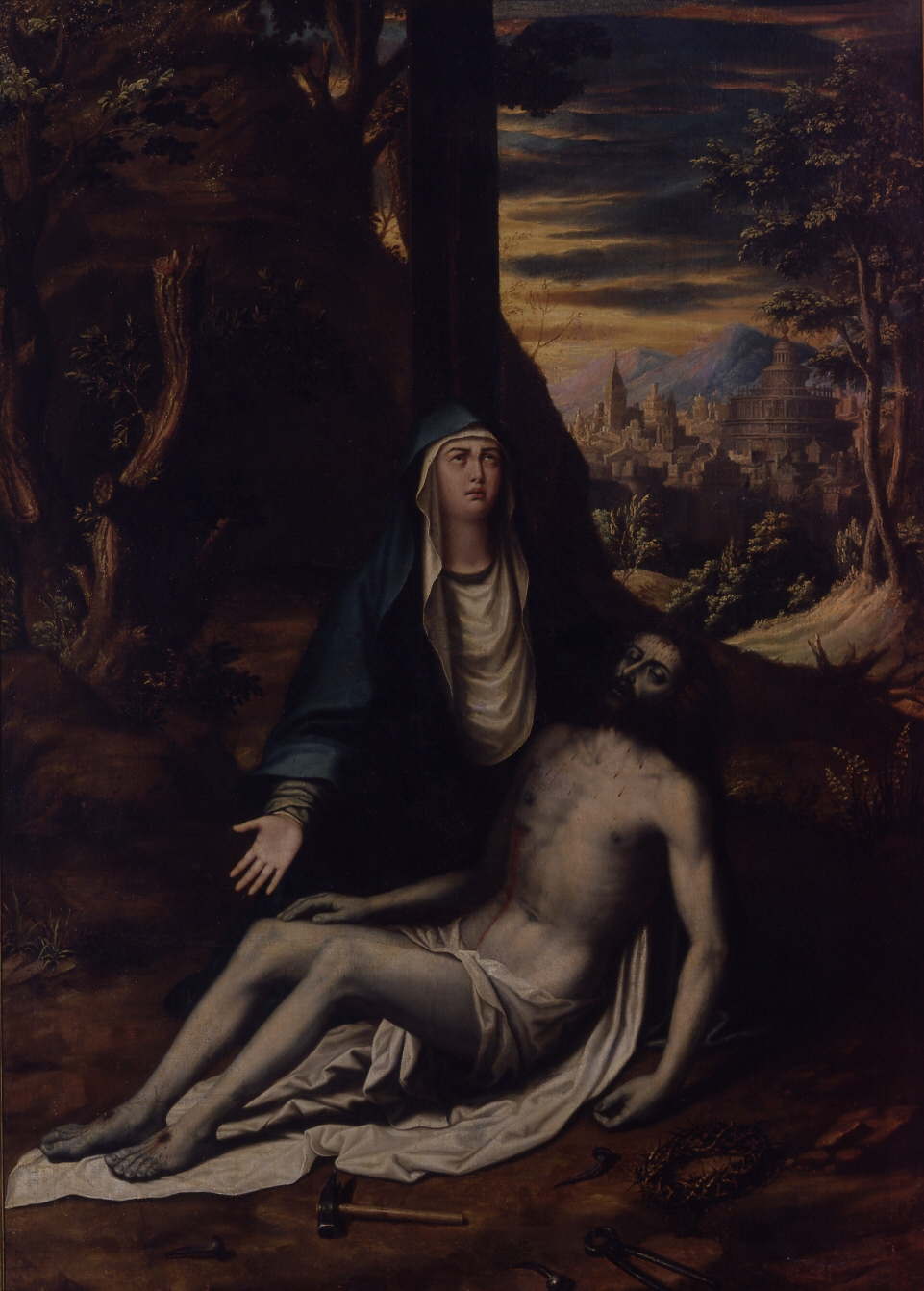
Хуан Санчес Котан. «Оплакування Христа»
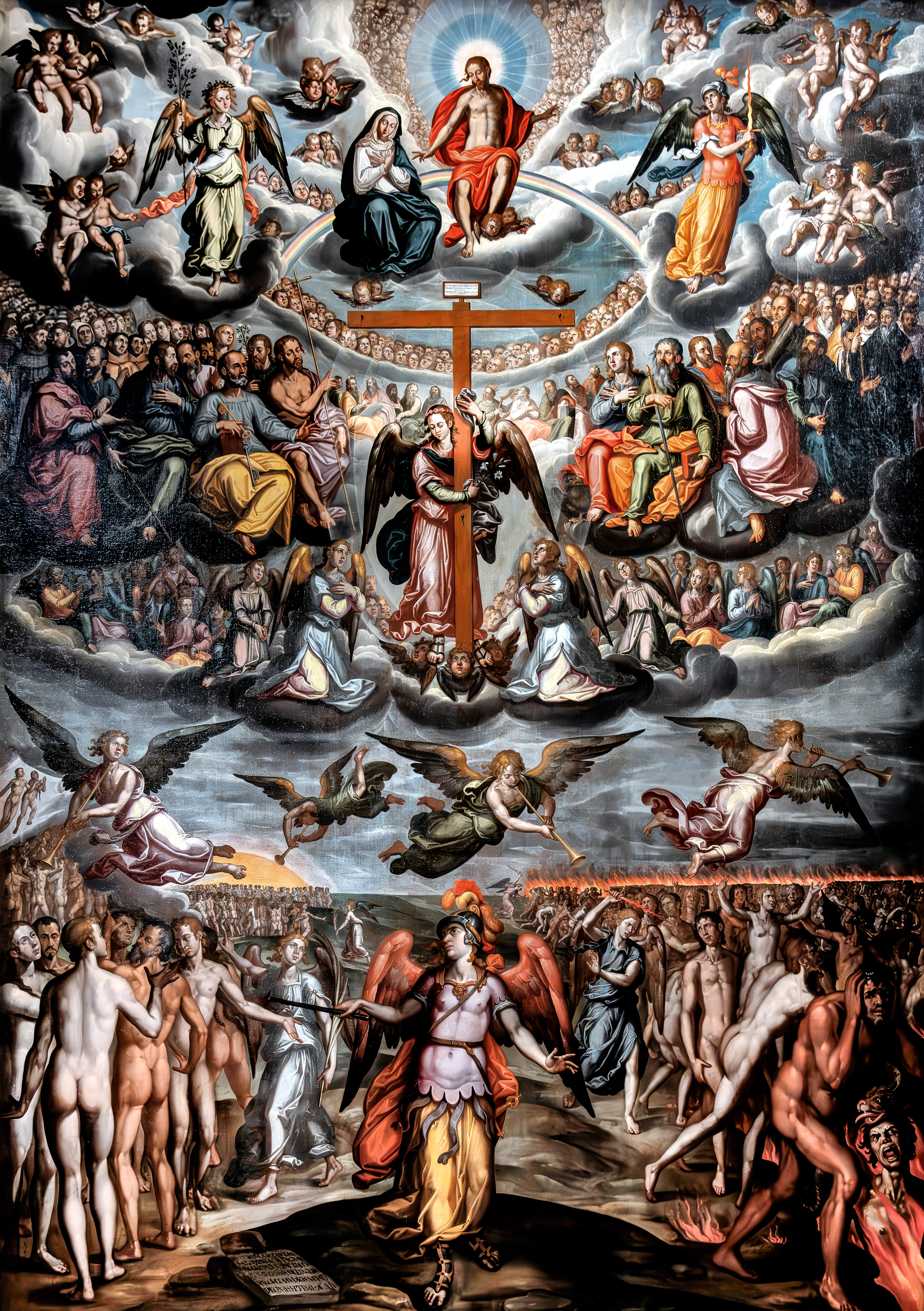
Франсіско Пачеко. «Страшний Суд»
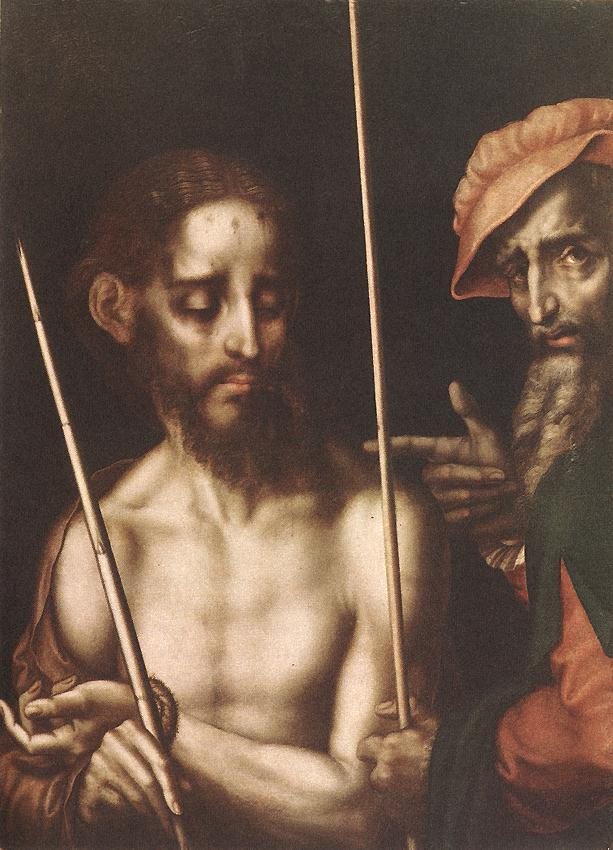
Луїс де Моралес. «Христос перед натовпом» або «Се людина»
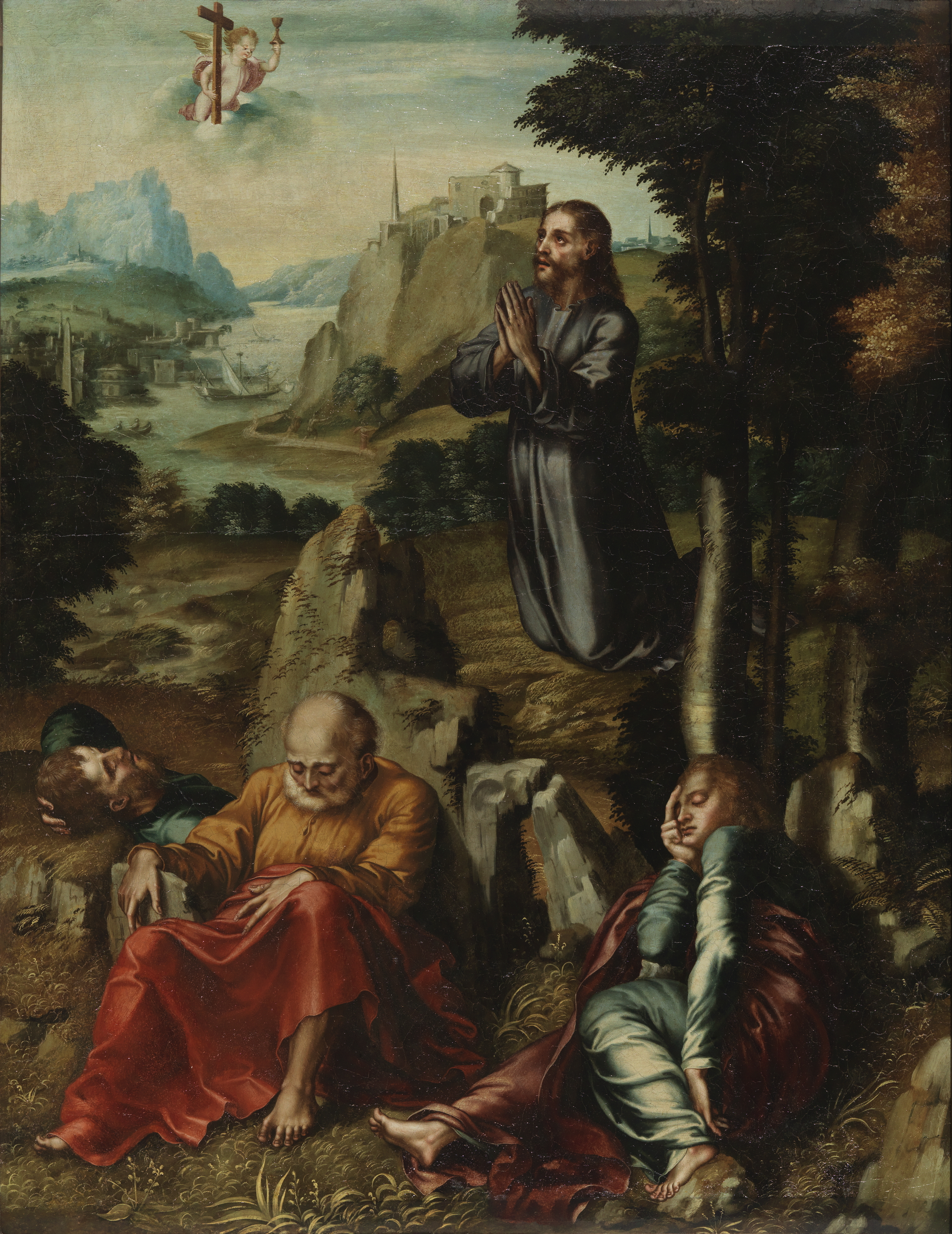
Луїс де Моралес. «Христос у Гетсиманському саду» або «Моління про чашу»
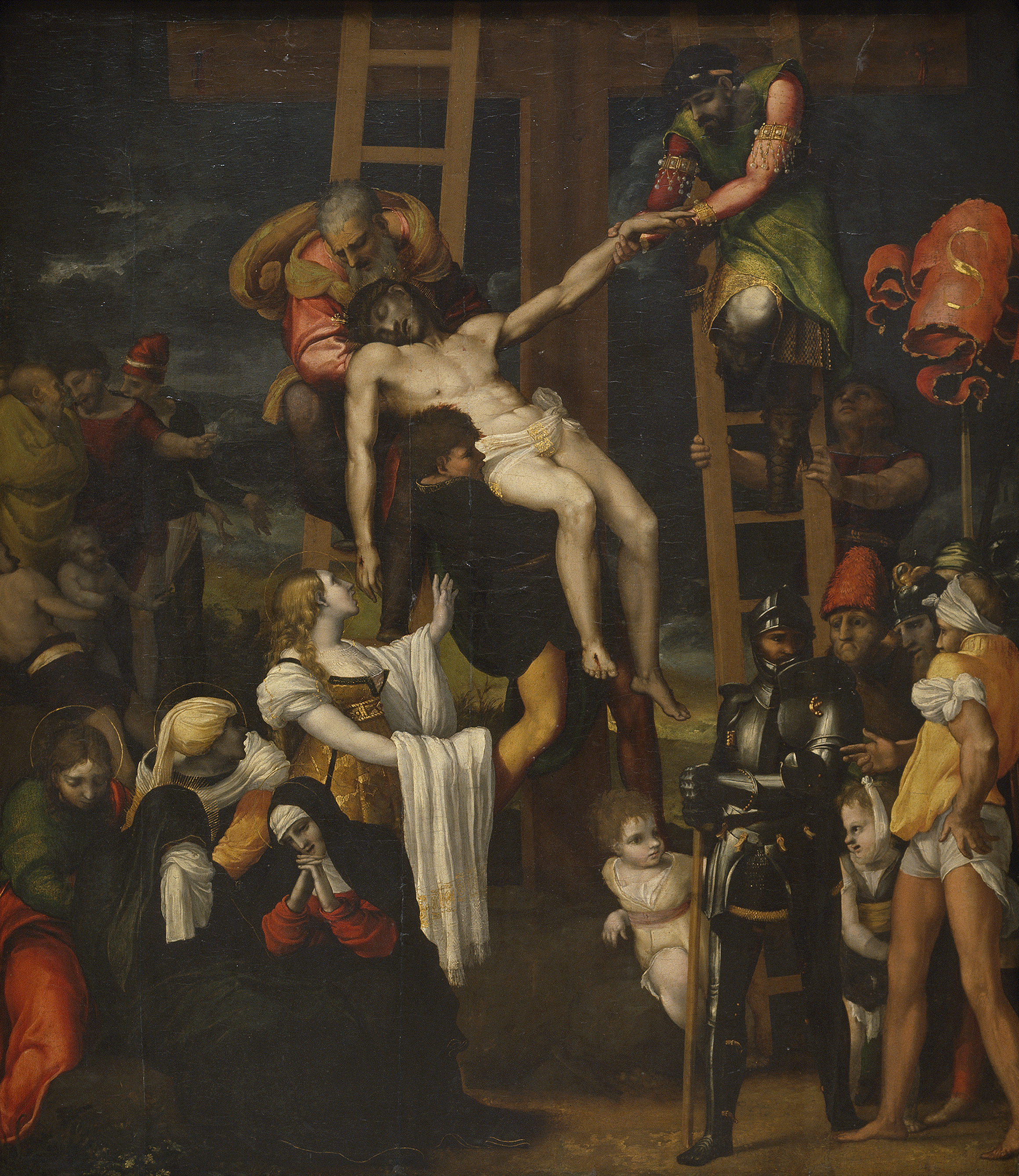
Педро Мачука. «Христа знімають з креста»

## Стилістика маньєризму у Англії

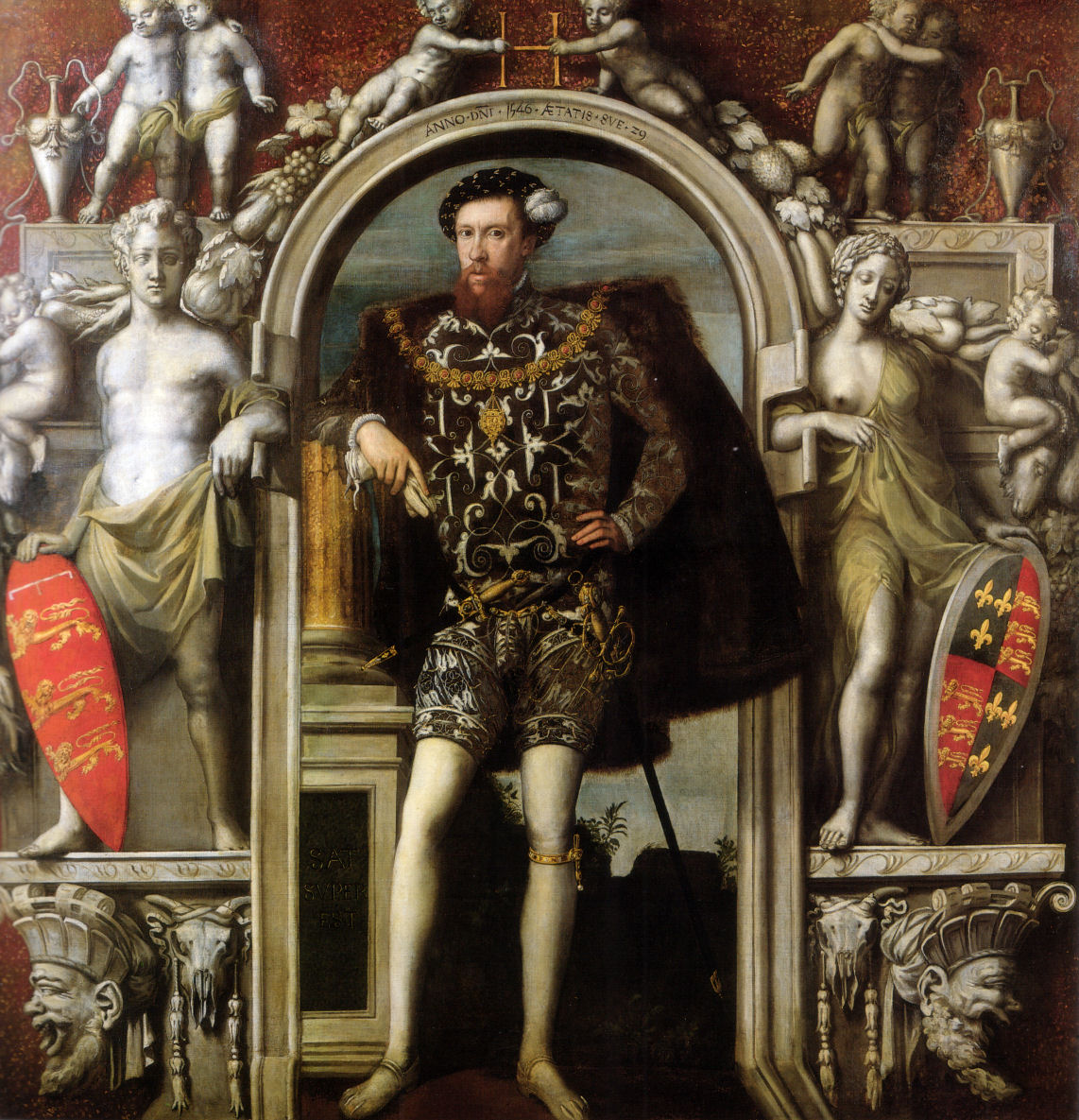
Можливо, худ. Вільям Скротс, «Генрі Говард, граф Суррей», 1546 р.

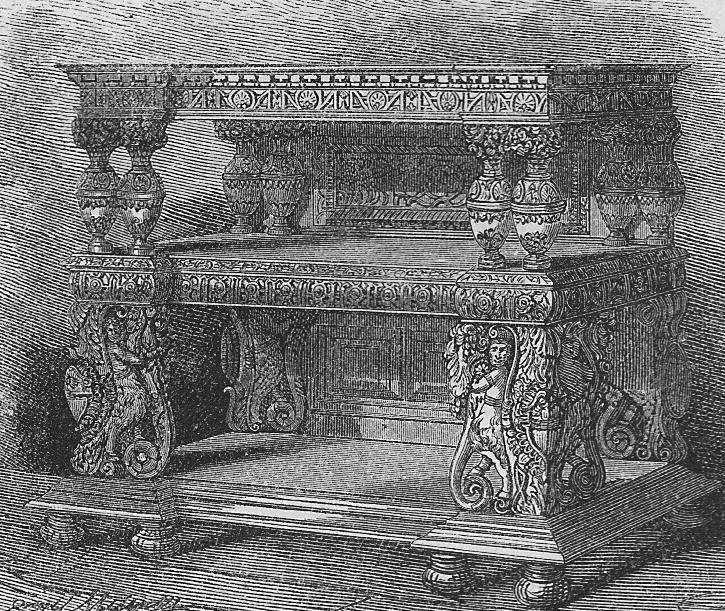
Шафа для коштовного посуду доби короля Якова Стюарта.
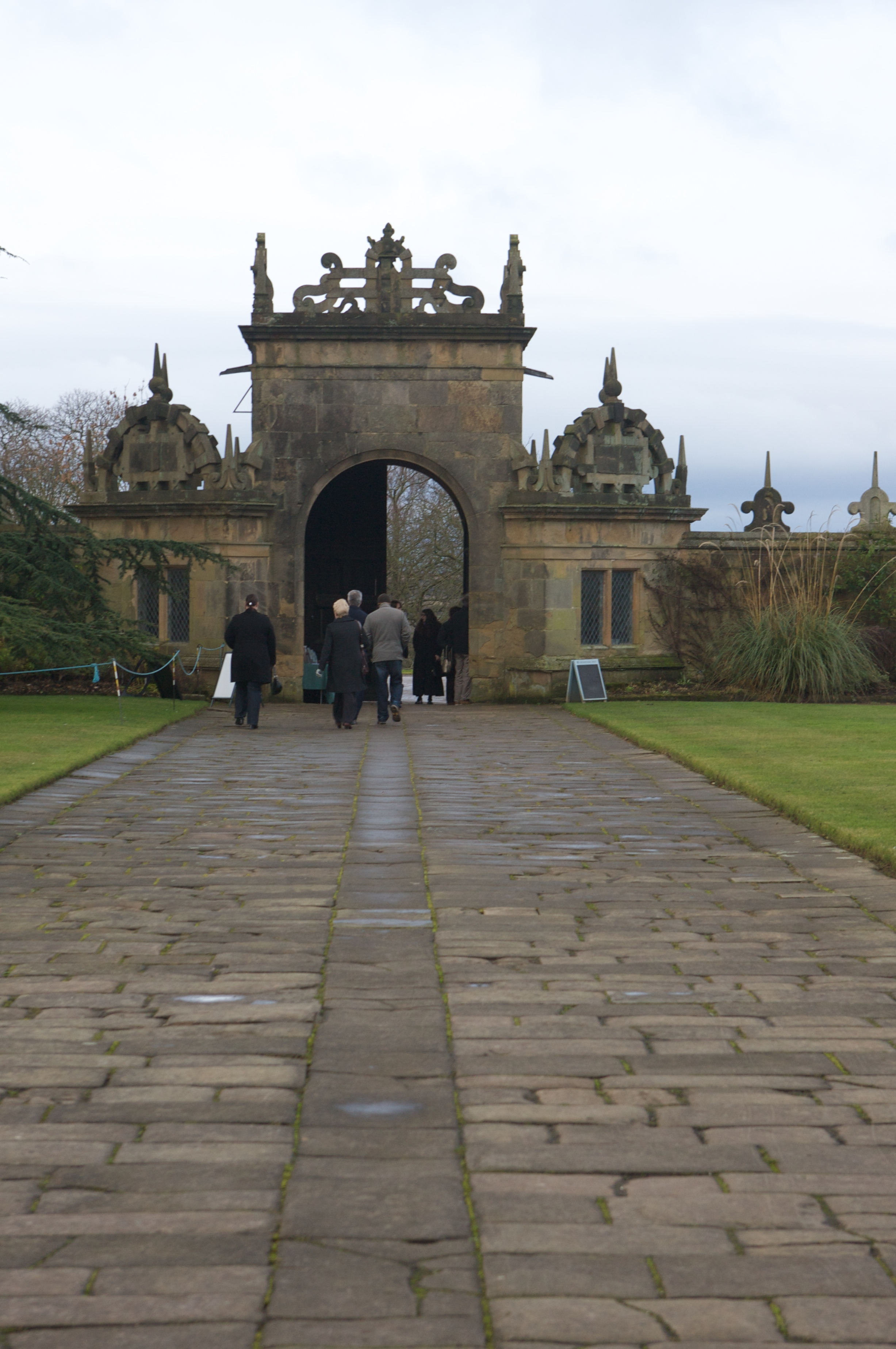
Чудернацький декор маньєризму, вхідна брама в садибі Хардвік-холл
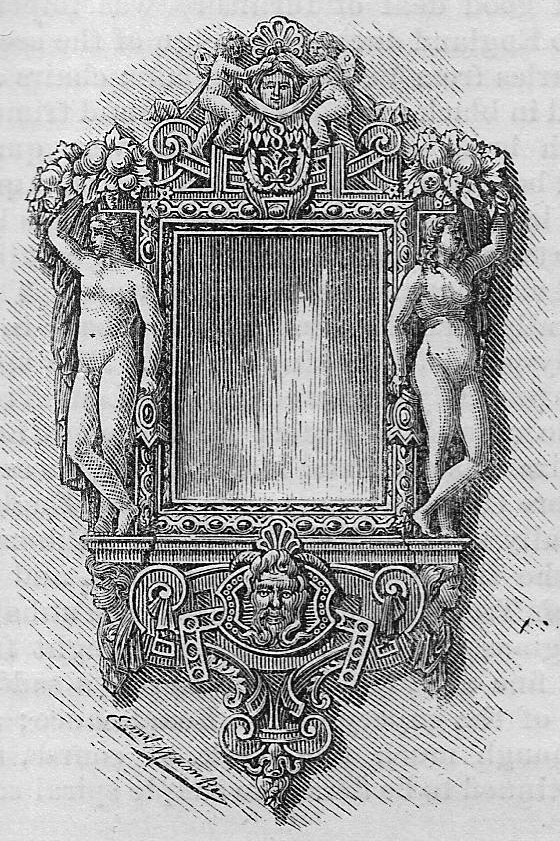
Рама для дзеркала доби Єлизавети І. Гравюра з пізнього видання 1877 р.

## Прага як центр маньєризму

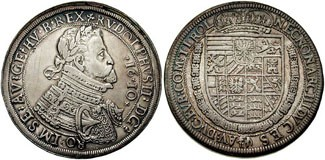
Талер з портретом австрійського імператора Рудольфа ІІ

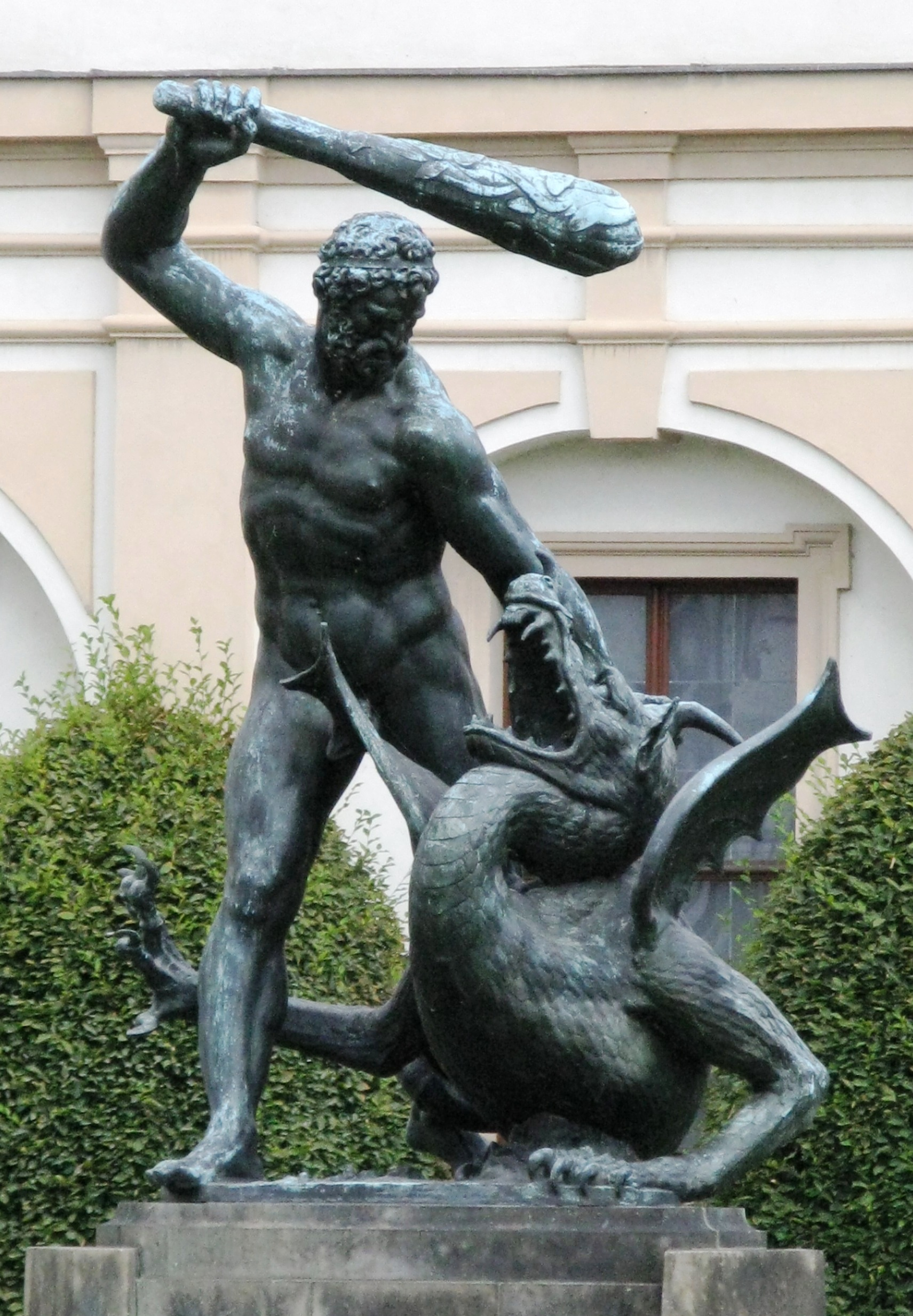
Адріан де Вріс. «Геркулес і дракон».

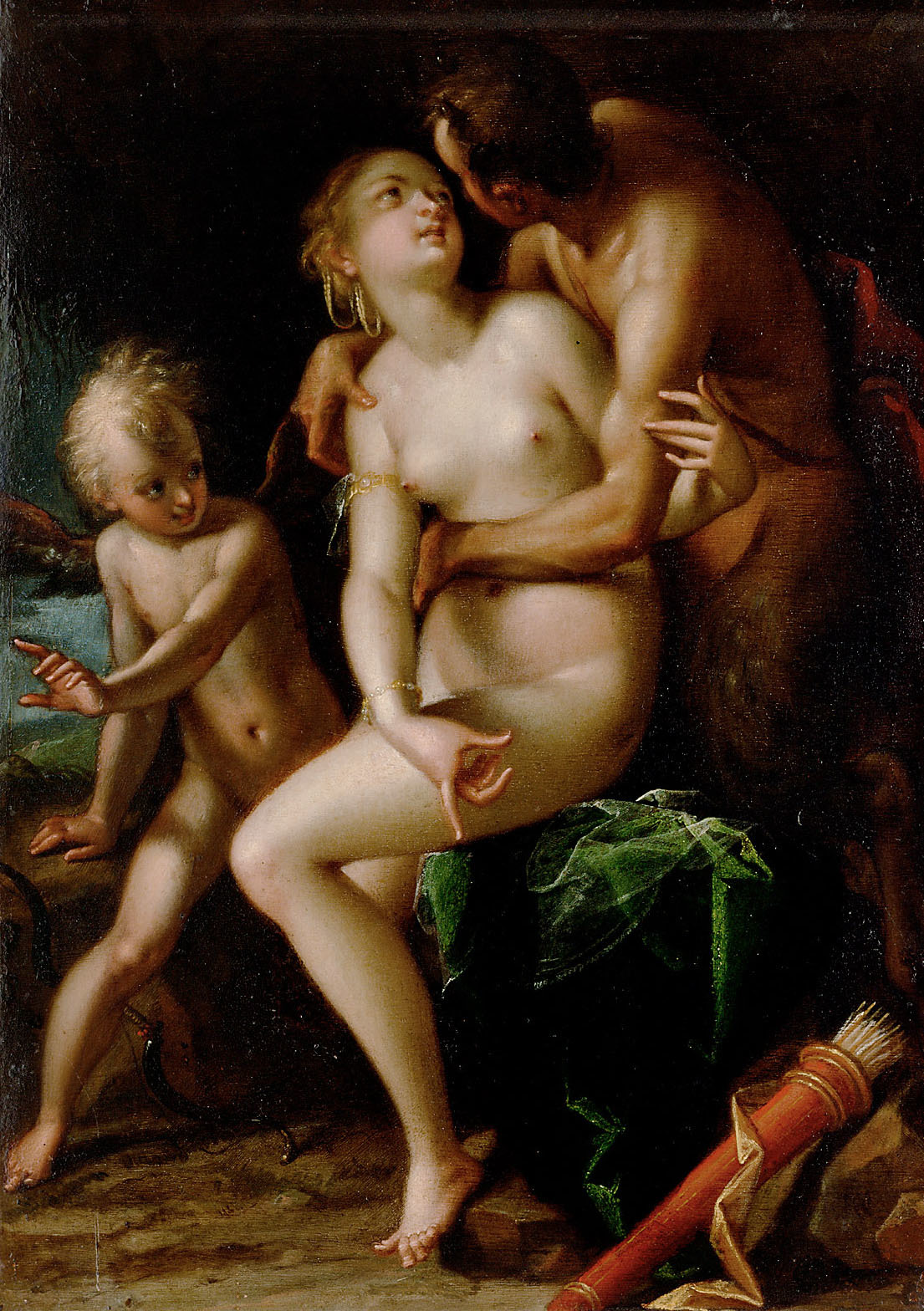
Ганс фон Аахен. «Венера, Купідон і сатир», 1598 р., Музей історії мистецтв, Відень.

Маньєризм у Австрійську імперію прибув з італійськими майстрами. Відомо, що і герцог Богемський Фердинанд (до того, як посів австрійський трон) розміщав власні замови в художніх майстернях Мілана, котрий став одним із центрів стилістики маньєризму в Італії.
З біографії Джузеппе Арчімбольдо відомо, що він охоче виконував замови від ломбардських міст (собор у місті Комо, церква Сан Джорджо у місті Монц) окрім Мілану. Відомий як непоганий художник при австрійському дворі, Арчімбольдо отримав запрошення 1562 року на працю при дворі імператора Максиміліана ІІ і перебрався до Відня. Він потрапив у середовище італійців-заробітчан, де вже працювали художники Доменіко та Джеронімо Поццо та Джуліо Лучініо. Обидва Поццо офіційно рахувались за Празьким замком і отримували зарплатню від Богемського королівства (тодішня назва Чехії). В Прагу (подалі від імператорського тиску) перебрався і слабкодухий син Максиміліана ІІ, принц Рудольф.
Розпочалось формування нового центру маньєризму в місті Прага ще при дворі принца Рудольфа. Рудольф сприяв будівельним роботам в Празі, а також реконструкції Празького Граду (міської фортеці з собором). Він почав оточувати себе художниками-декораторами, скульпторами, будівельниками, астрологами, алхіміками і науковцями. Принц мав потяг до всього незвичного, екзотичного, до утаємничених знань і алхімії. При його дворі існували лабораторії для отримання золота з простих речей, чим і займались астрологи. До двору нерозбірливого Рудольфа потяглись і міжнародні авантюристи, шукачі пригод і даремних грошей, психопати і приховані злодії (Едвард Келлі та інші).
Оточення авантюристів і напівбожевільних шукачів грошей кине тінь підозри навіть на справжніх віртуозів-митців, представників стилю маньєризм, що теж працювали при дворі дивака-імператора. Але їх творчий доробок і дійсний внесок в мистецтво слугує своєрідним алібі і не має нічого спільного з профанаціями алхіміків чи авантюристів.
1570 року, ще за життя імператора Максиміліана II, художник Арчімбольдо отримав наказ відбути у Прагу на службу до принца Рудольфа. Формування нового художнього центру було у розпалі. Принц намагався залучити до Праги скульптора Джованні да Болонья, твори котрого вважав за зразкові і дав тому декілька замов. Але герцог Тосканський, покровитель Джованні да Болонья ні за яких обставин не дозволяв покидати придворному скульпторові Флоренцію заради Праги. Принц був вимушений задовольнитися службою скульптора Адріана де Вріса, нідерландця за походженням, що стажувавя в майстерні да Болонья. До Праги викликали з Риму і художника Бартоломеуса Шпрангера, фламандця за походженням, декількох німецьких майстрів (Ганс фон Аахен), тут працювала низка графіків (Егідіус Заделер, Рулант Саверей) та інші. Дедалі більше Прага ставала новим і відомим в Європі центром маньєризму.
Особливе захоплення у сучасників-аристократів викликала мистецька колекція Рудольфа II, що став австрійським імператором: екзотичні речі, ювелірні вироби і мінерали, вивезені з Індії та Америки, картини сучасних і стародавніх майстрів, дивацькі скульптури, вази з коштовного і напівкоштовного каміння, дивна колекція годинників. Окрасою картинної галереї Рудольфа II були ні на що не схожі картини Джузеппе Арчімбольдо.
Про колекцію імператора захоплено писав кардинал д'Есте, якому її показали. Так виник культурний феномен під назвою — рудольфінська Прага.
Як центр маньєризму, Прага протрималась до початку Тридцятирічної війни. Вже на початку XVII ст. у Прагу прийшло бароко і місто стане могутнім бароковим центром Західної Європи.

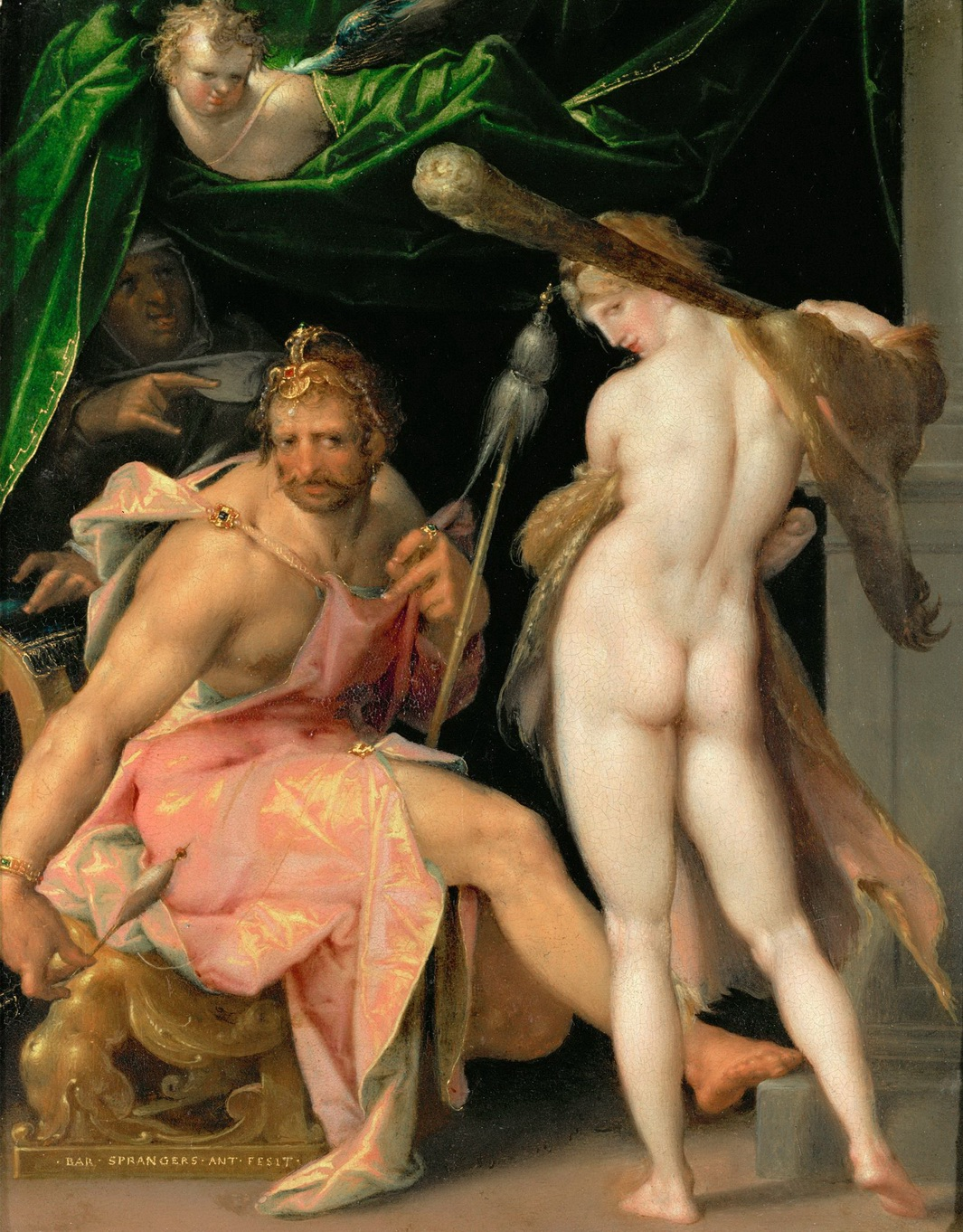
«Геракл в полоні у Омфали», що примушувала його прясти
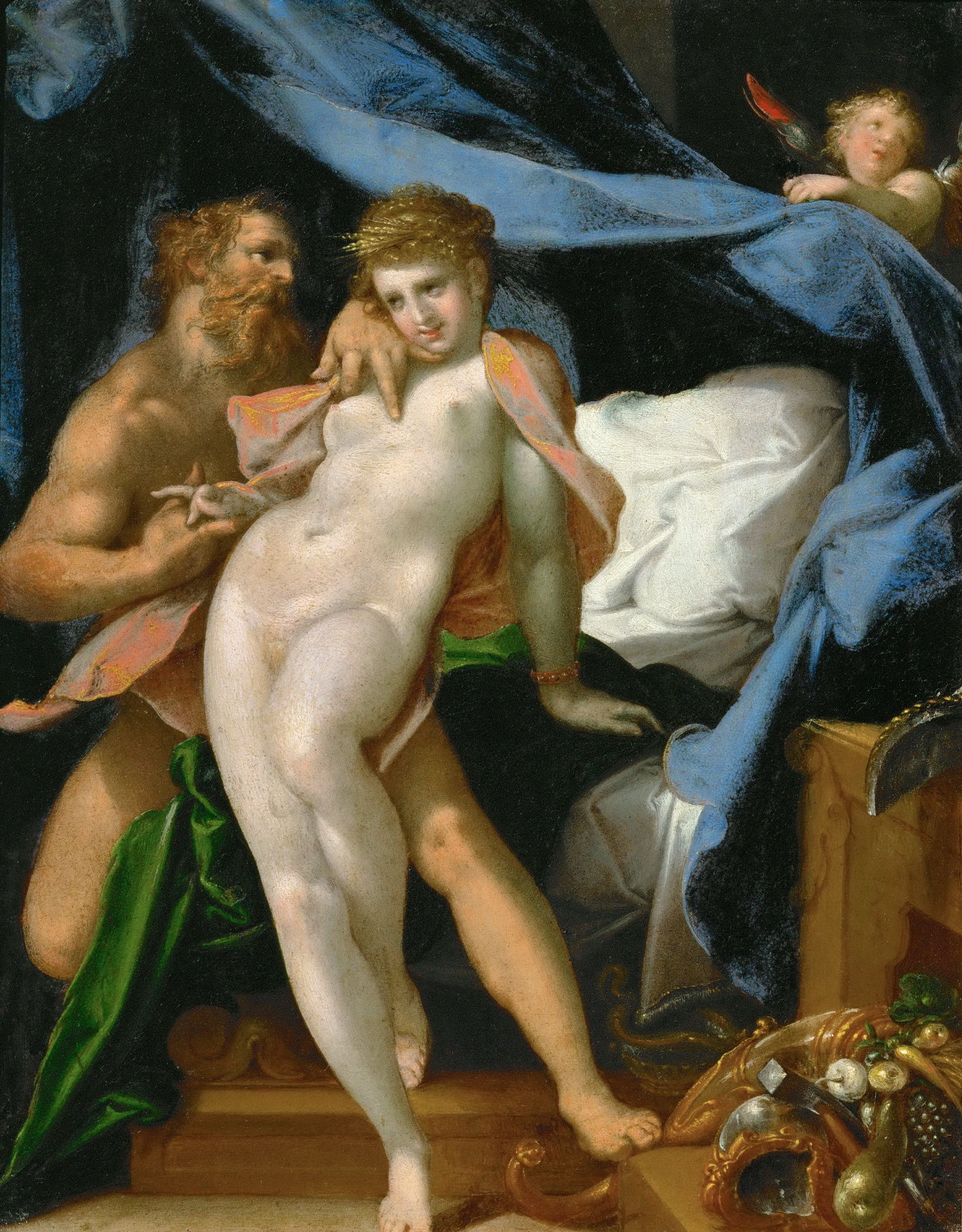
Вулкан тягне у ліжко Майю. Відень
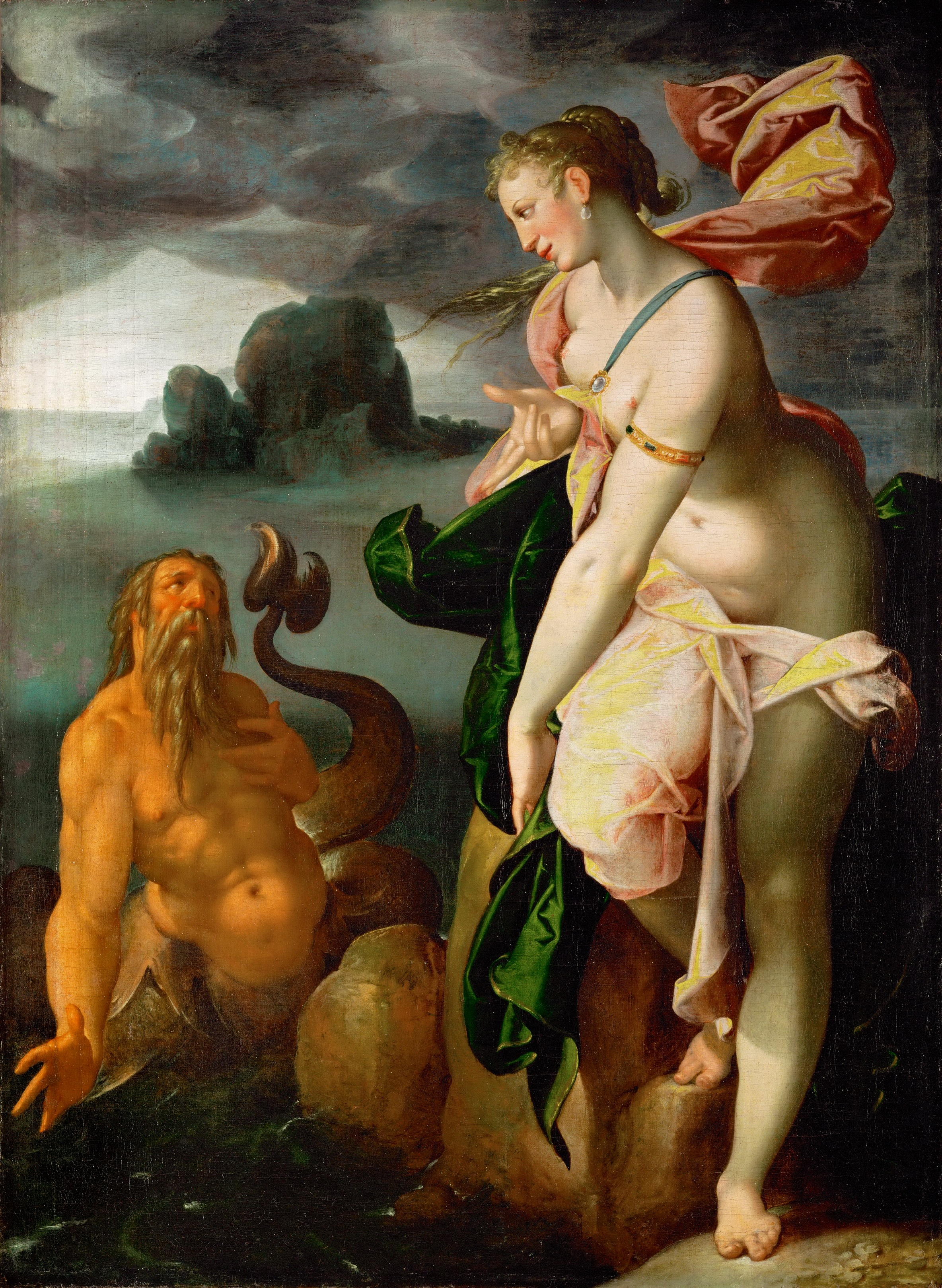
«Главкус і Сцилла», Відень
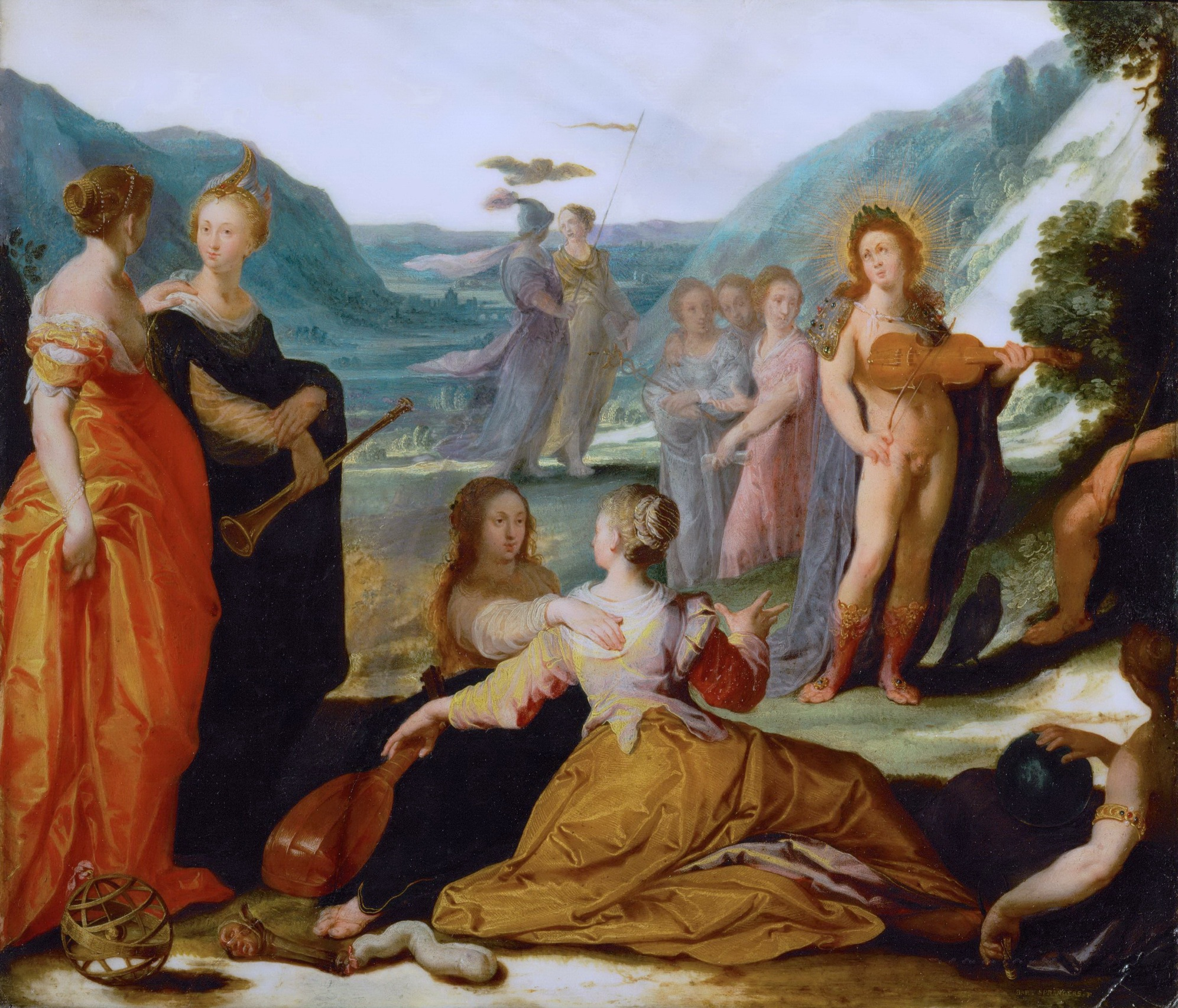
«Аполлон і музи», Відень
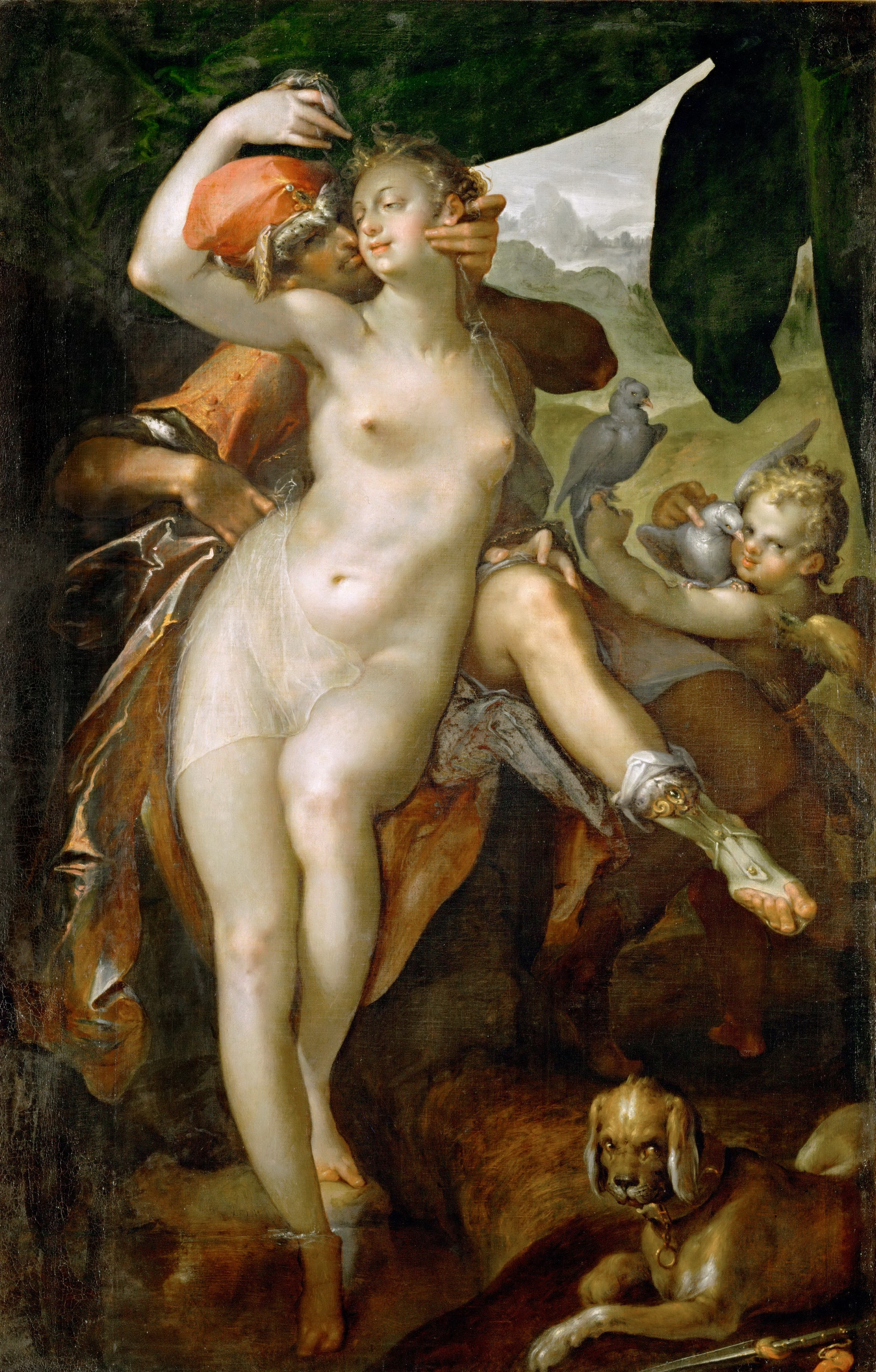
Венера і Адоніс, Відень
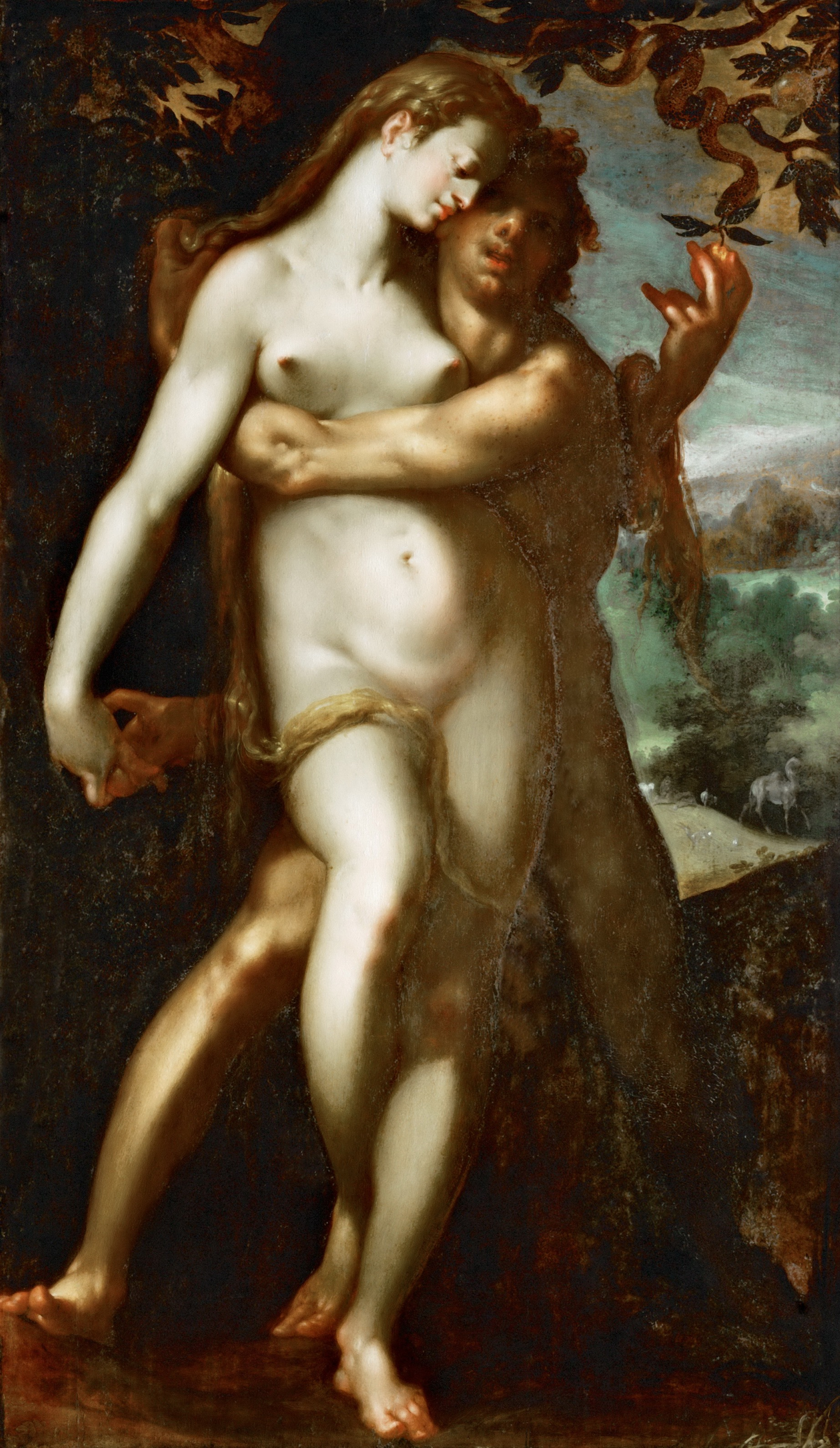
«Гріхопадіння Адама і Єви», Відень
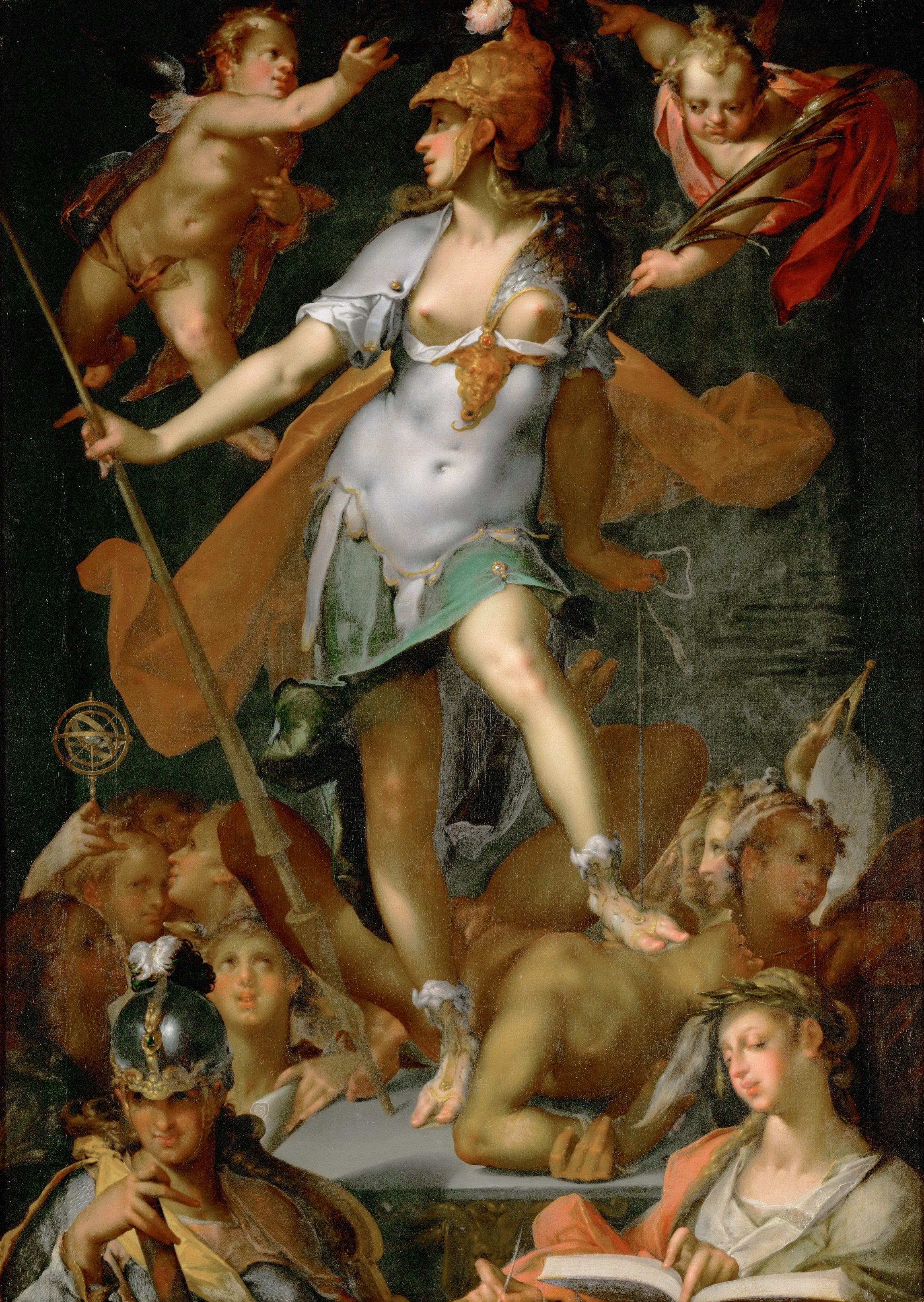
«Мінерва перемагає невігластво », Відень. (Всі - Бартоломеус Шпрангер)

## Маньєризм в Польсько-литовській державі

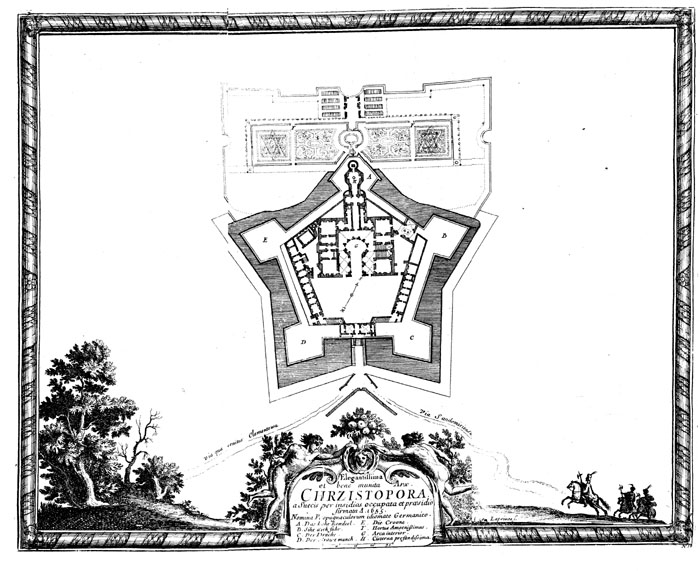
Замок Крижтопор, поземний план споруд і саду бароко, 1655 р. Гравер Ерік Далберг.

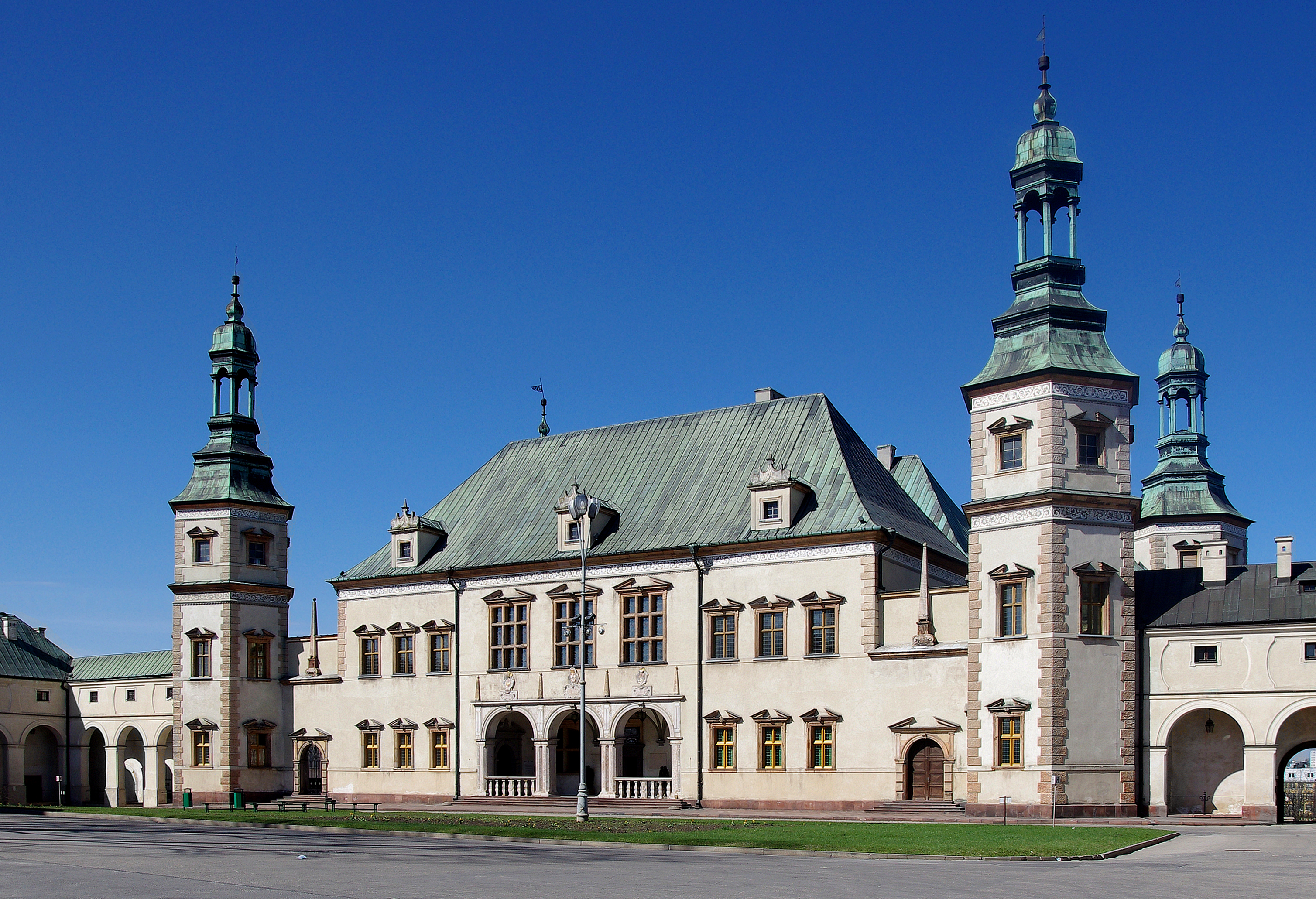
Колишній палац краковських єпископів у Кельцях. Головний фасад.

Маньєризм в Польсько-литовській державі дослідники хронологічно розміщають між 1560 та 1650 роками. Польща мала повільні темпи культурного розвитку, тому початок польського маньєризму мав помітні домішки форм середньовіччя і провінційних форм відродження, а в XVII столітті маньєризм співіснував з бароко, котрому поступився лише наприкінці XVII ст.
Якщо відродження мало обмежене розповсюдження у Польщі і не наблизилось до його розвинених форм (відомий центр котрого склався у Вавелі), то маньєризм мав помітне розповсюдження і виникло декілька дрібних його центрів у різних регіонах, де працювали запрошені з різних країн митці-маньєристи. В залежності від батьківщини запрошеного майстра розпірнають впливи на польську культуру італійські, фламандські та голландські, чесько-німецькі, що створило різноманітну і пістряву картину польського маньєризму. На культуру цього періоду помітно впливали також конфесійна і національна різноманітність. 1573 року завдяки Варшавській конфедерації в країні запровадили релігійну терпимість, де мешкали поляки і вірмени, італійці і фламандці, німці і голландці, шведи, чехи, русини, євреї, татари — кожний зі своїм віросповідуванням. Лише в другій половині XVII ст. набули міці процеси контрреформації, керовані єзуїтами і почалися гоніння на конкурентів і утиски некатолицьких вірувань. Єзуїти, що спромоглися на деякий час монополізувати релігійне життя в країні, освіту і стилістику бароко, сприяли перемозі бароко над маньєризмом і панівним позиціям католицизму як такого.
Період 1560–1650 рр. іноді позначають як Золоте століття Польсько-Литовської держави, позаяк країна виборола багатство і мала відносно спокійні десятиліття розвитку, бо війни точилися по-за межами держави. Головні прибутки країна отримувала від торгівлі зерном — до 80% від торгівлі зерном на початку XVII ст.

### В архітектурі

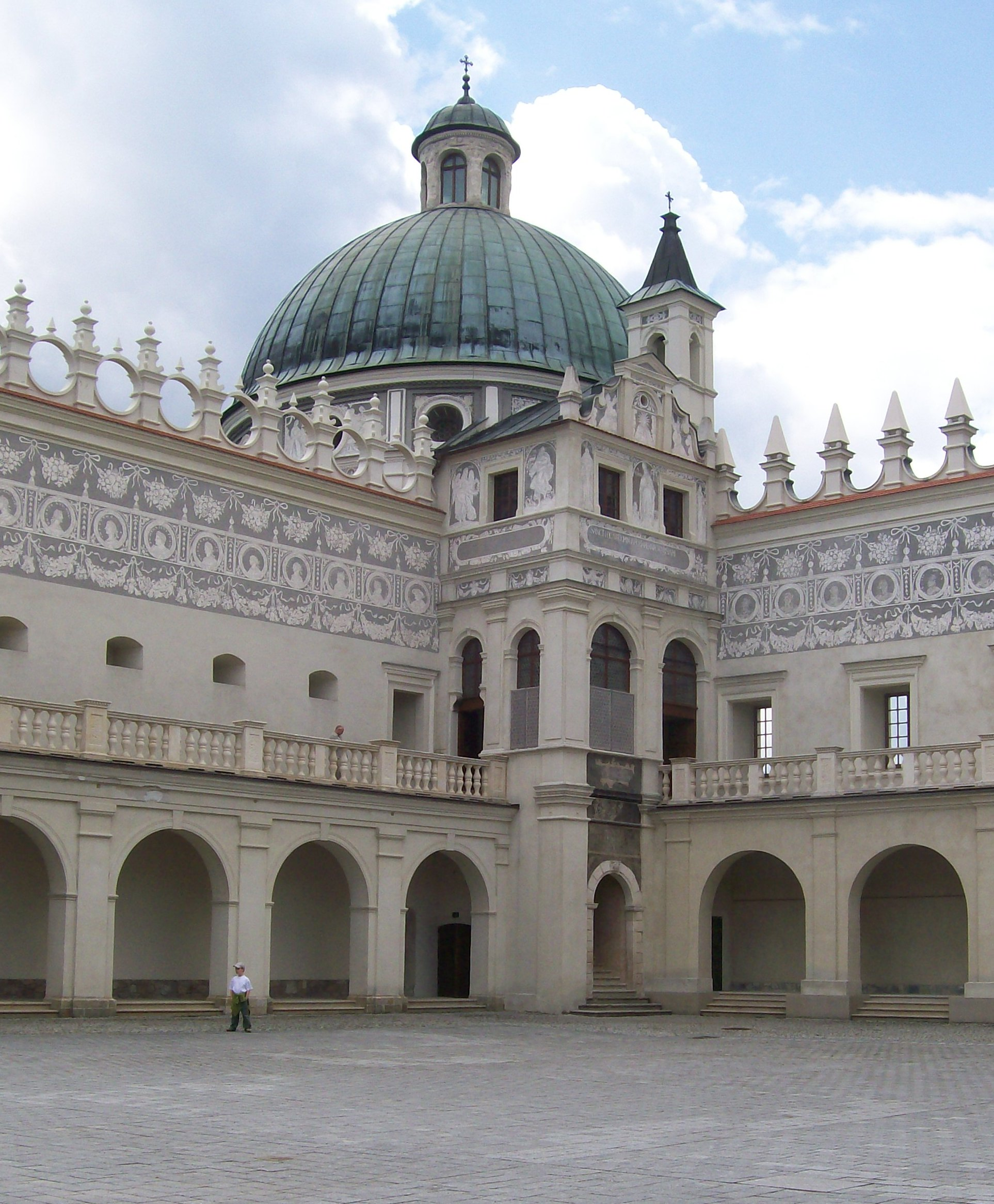
Замок-палац в Красічині, внутрішній двір
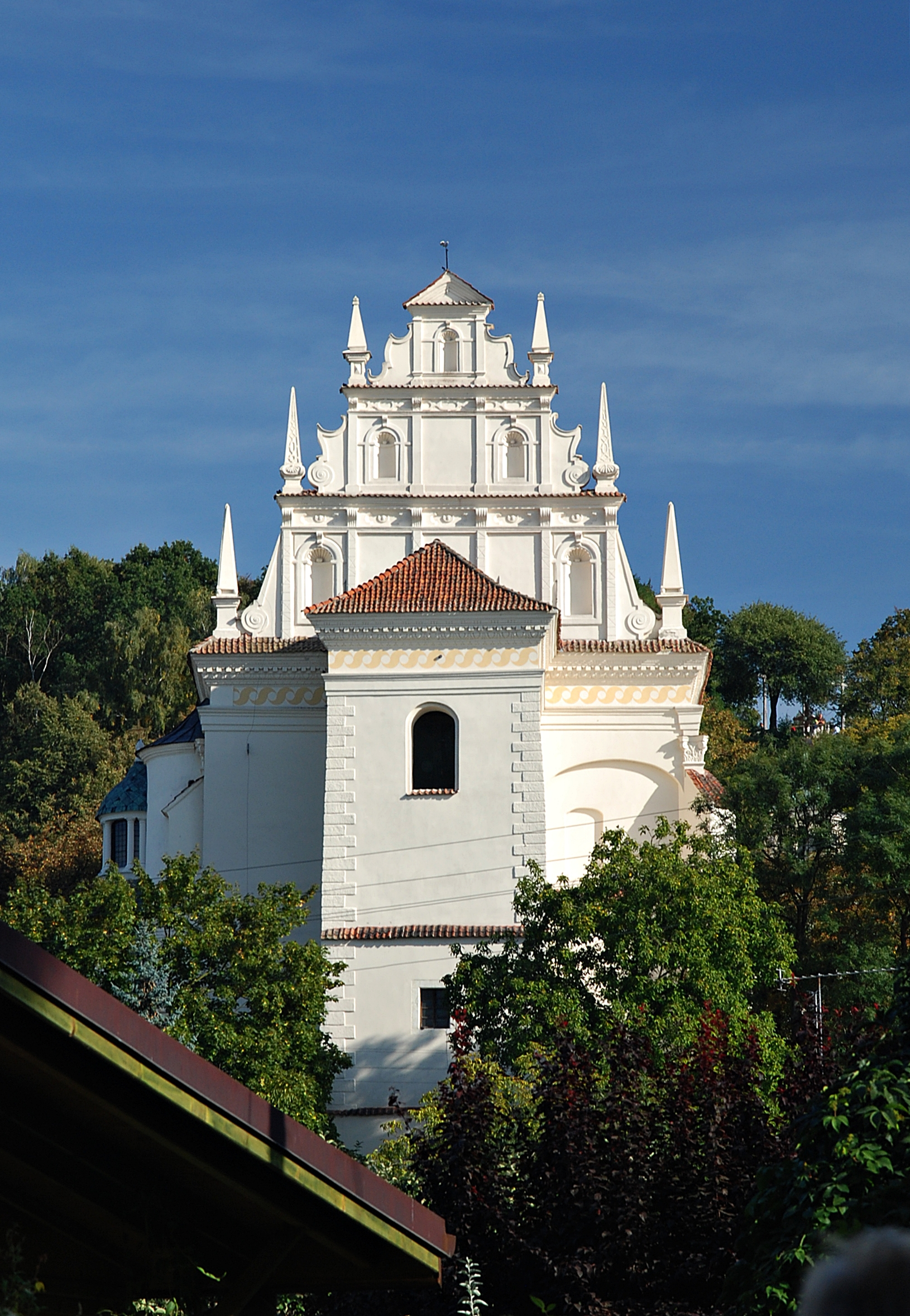
Церква Івана Хрестителя та Св. Вартоломея, Казімеж Дольни
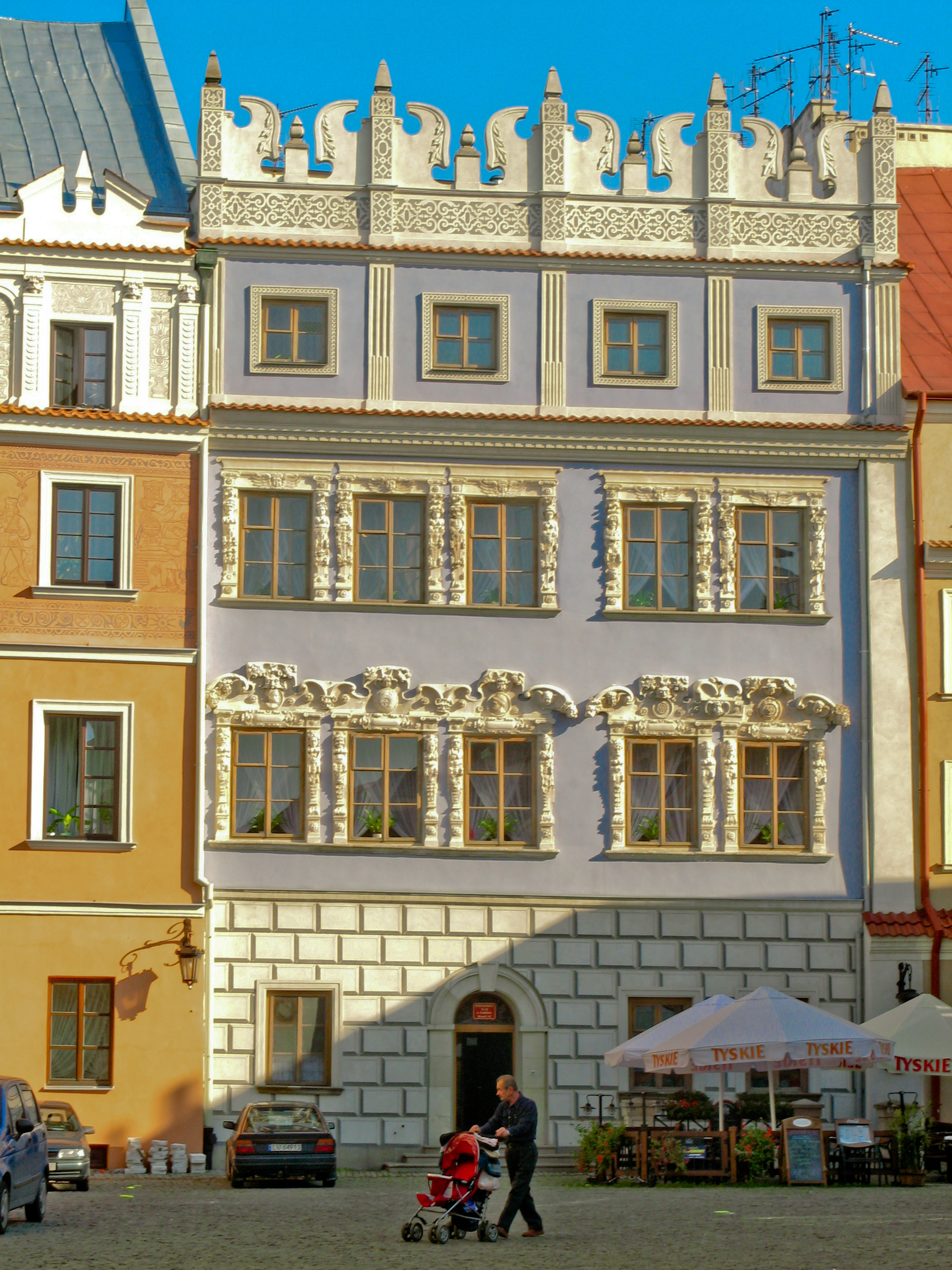
Кам'яниця Конопніца,Люблін
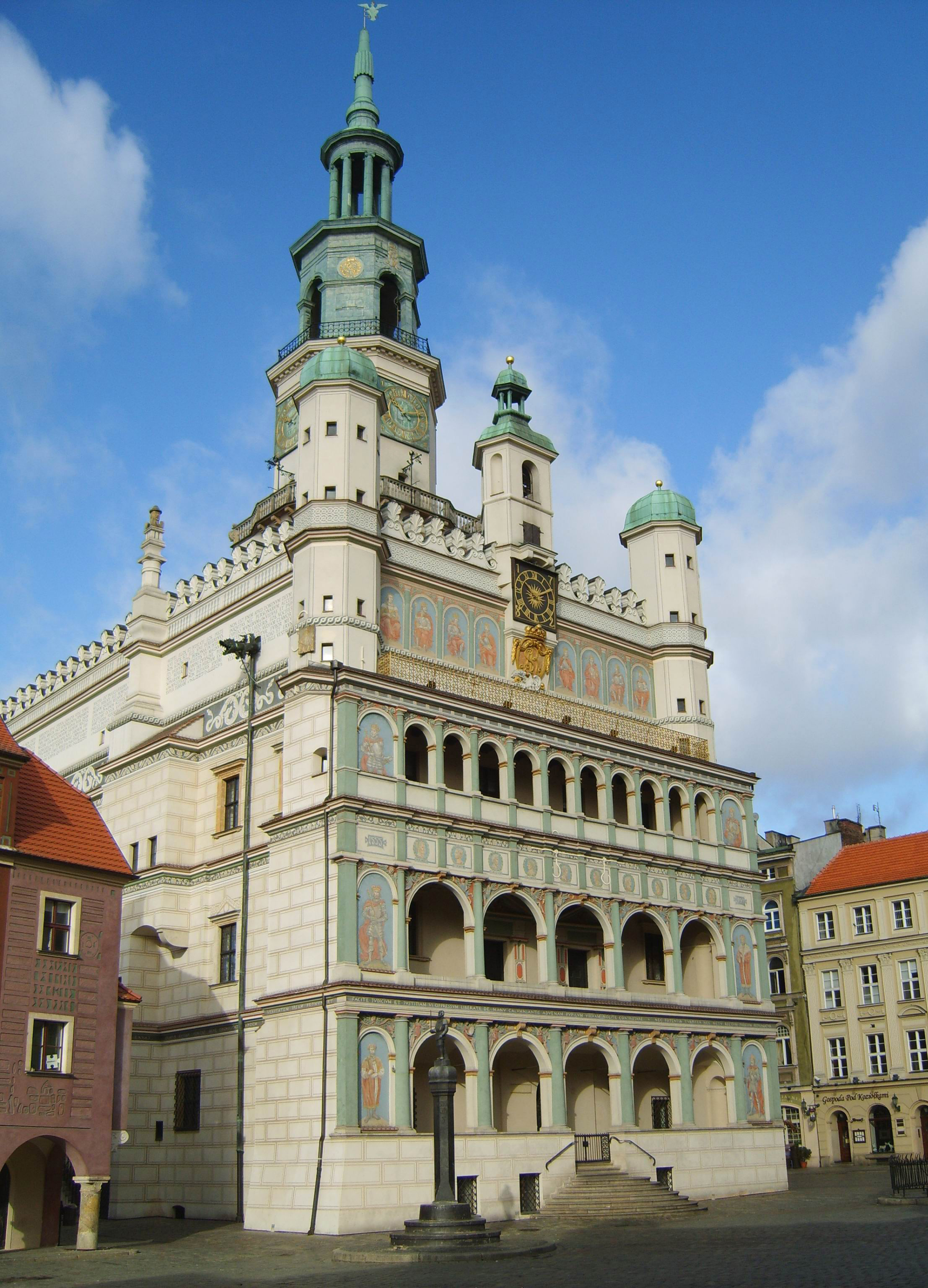
Ратуша, Познань

Італійські впливи на стиль польського маньєризму (і раннього бароко)в архітектурі забезпечила армія переважно провінційних майстрів-емігрантів, серед котрих Санті Гуччі, Джованні Марія Падовано, Бенедетто Моллі, Джованні Баттіста Тревано, Галеаццо Аппіані, Джакомо Бріано, Джованні де Россі,  Ян Марія Бернардоні, Бернардо Морандо, Антоніо де Галь та ін. Митців відсилають на околиці Польсько-Литовської держави і вони працюють (як консультанти, проектанти чи будівничі) на землях Литви, Білорусі, Західної України ( Ян Марія Бернардоні, Бернардо Морандо, Андреа дель Аква, маловідомі італійці-архітектори і скульптори-декоратори в Бережанському замку).
Голландські і фламандські пливи забезпечили Антоніс ван Обберген, Павло (Пауль) Баударт, Абрахам ван дер Блок, Віллем ван дер Блок, Реньє ван Амстердам, Герхард Хендрік та ін.
Серед унікальних споруд в стилі маньєризму замок Крижтопор (в поруйнованому стані) та палац краківських єпископів у Кельцях. Палац єпископів настільки сподобався, що породив низку копій, що у різних варіантах копіювали його архітектурний зразок. Риси маньєризму північних країн має низка польських ратуш з високою вежею (міста Хелмно, Познань, Пабяніце, Замостя, ратуша у Варшаві 1580 року та інші).

### В скульптурі

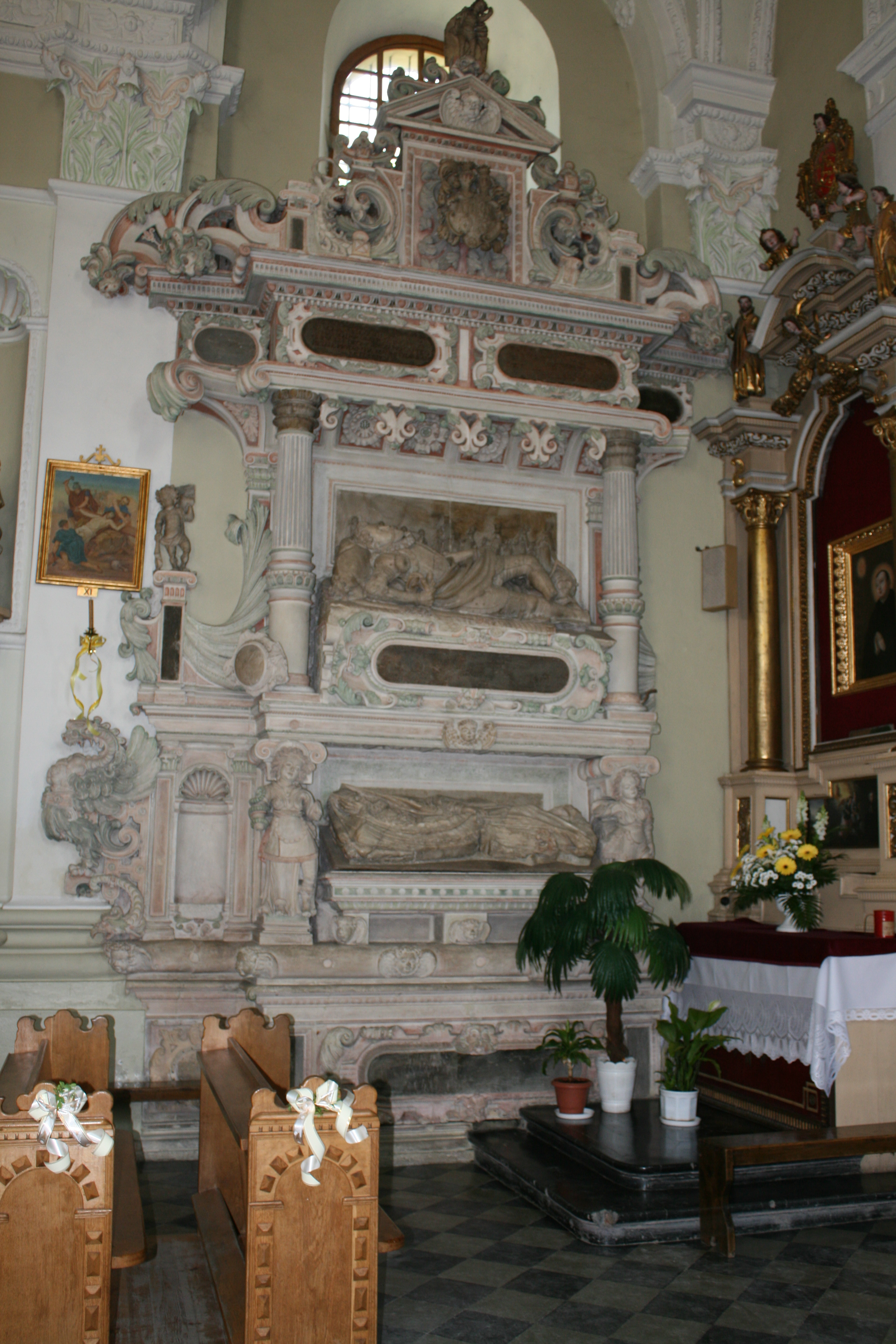
Надгробок Павла і Анни Учанських (Павло воєвода в Бельцу), Учанє

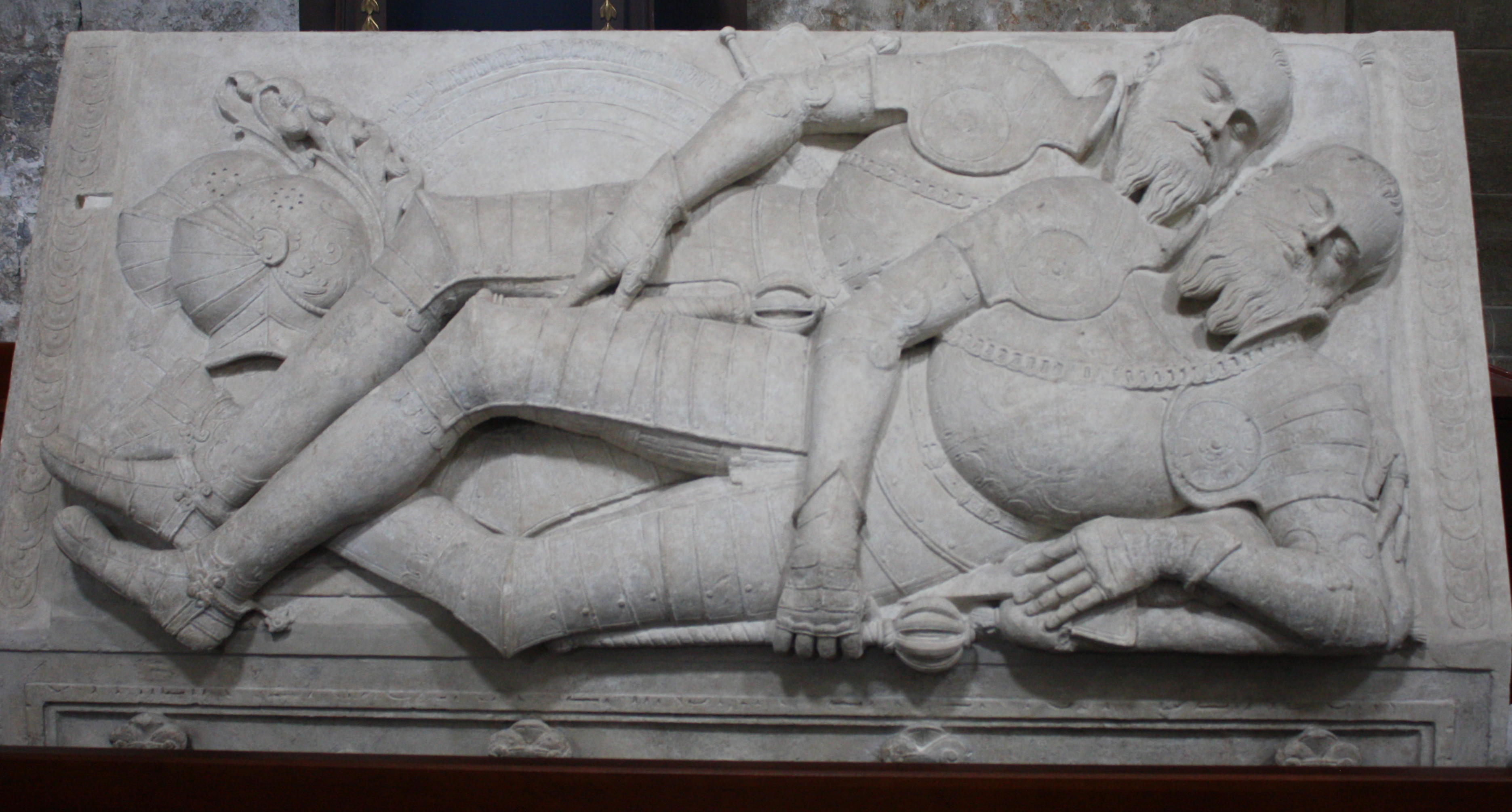
Надгробок братів Недржвицьких, цистеріанський костел, Копривніца
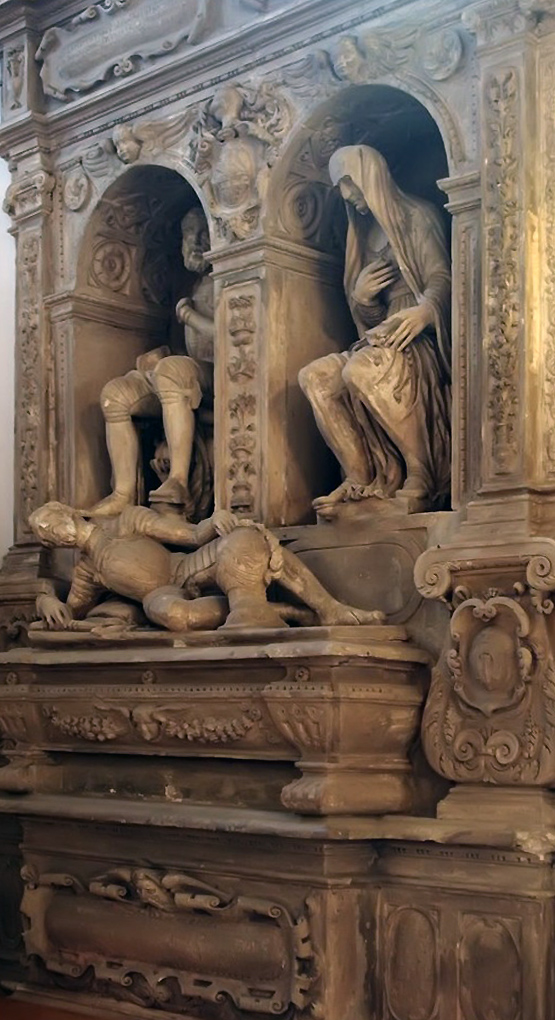
Надгобок Кризького, м. Дробін
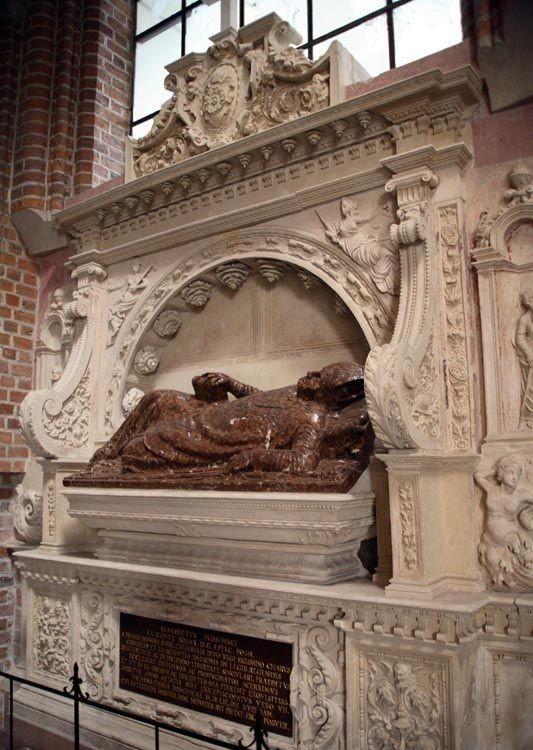
Надгробок єпископа Ізбенського, м. Познань, базиліка апостолів Петра і Павла
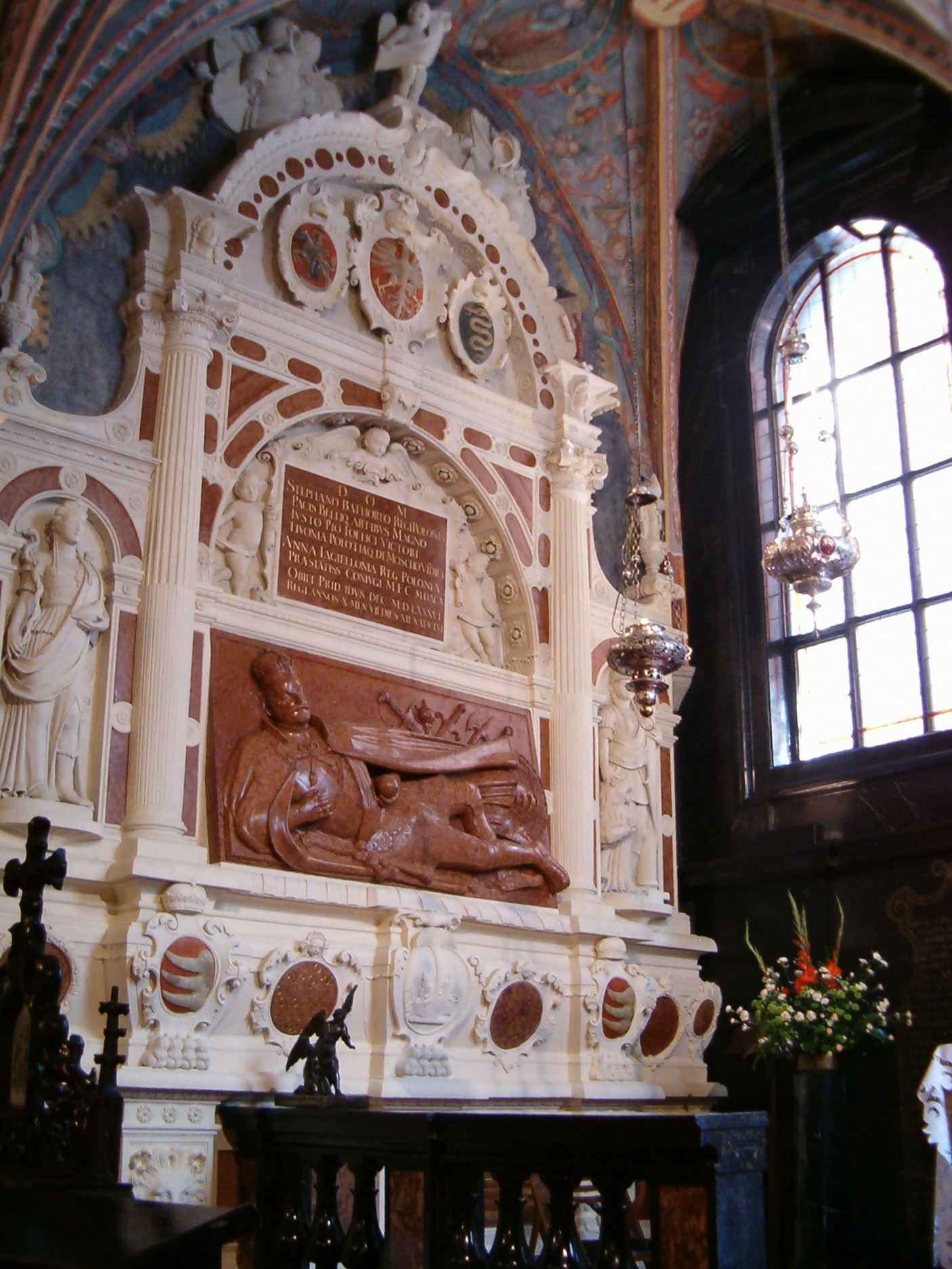
Надгобок короля Стефана Батория, замок Вавель, Краків
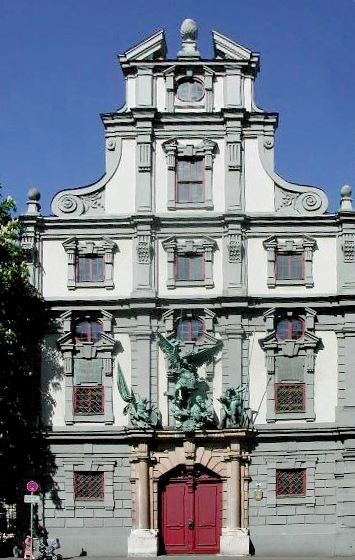
Аугсбург. Старовинний арсенал, архітектор Еліас Холл, фасад Йозеф Хейнц (1664-1609), побудова 1602-1607 рр.

## Культ віртуозного малюнка

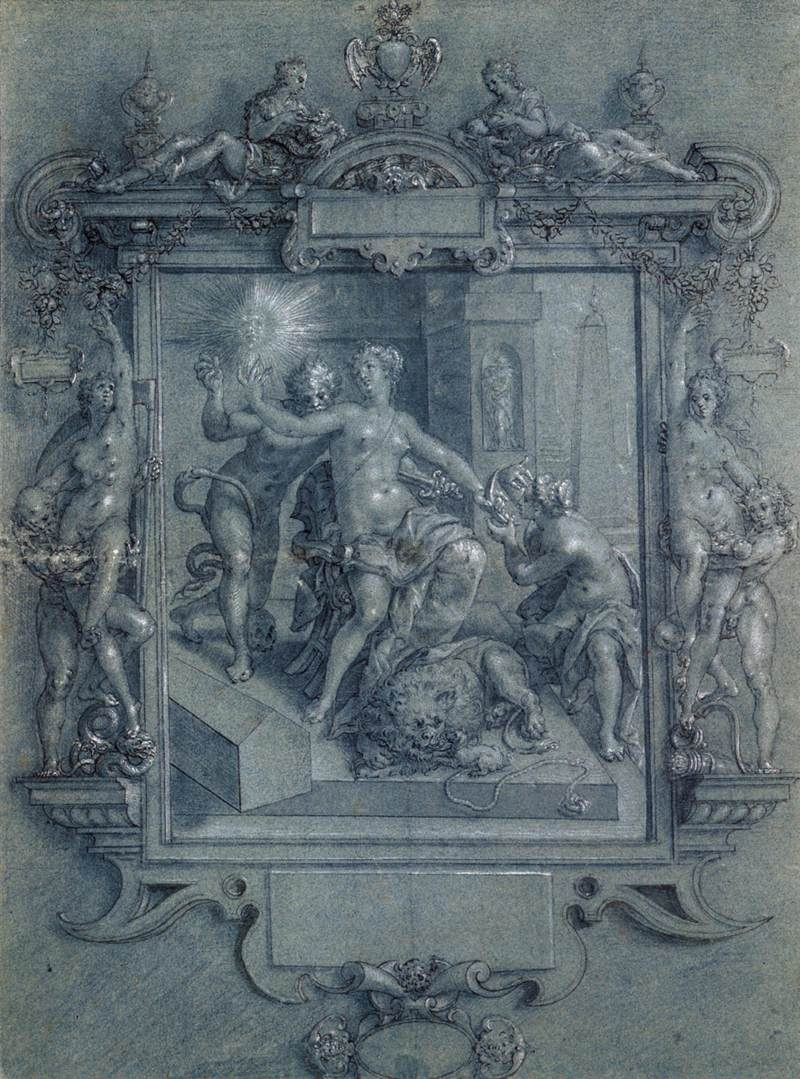
Корнеліс Кетель. «Алегорія Істини» (Дзеркало Істини), малюнок в маньєристичній рамі до композиції, Державний музей (Амстердам).

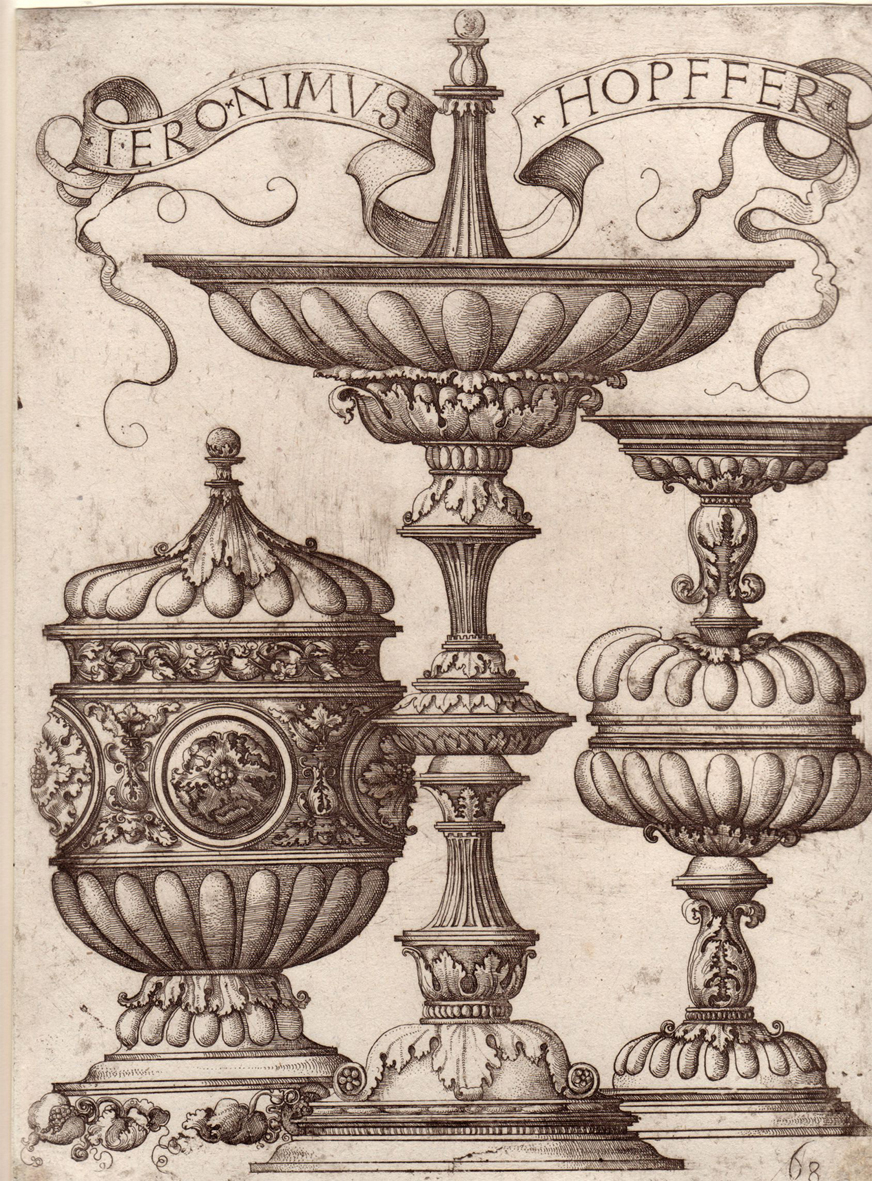
Ієронімус Гопфер, «Три коштовні келихи», до 1560 р., дизайн для ювелірів, приватн. збірка
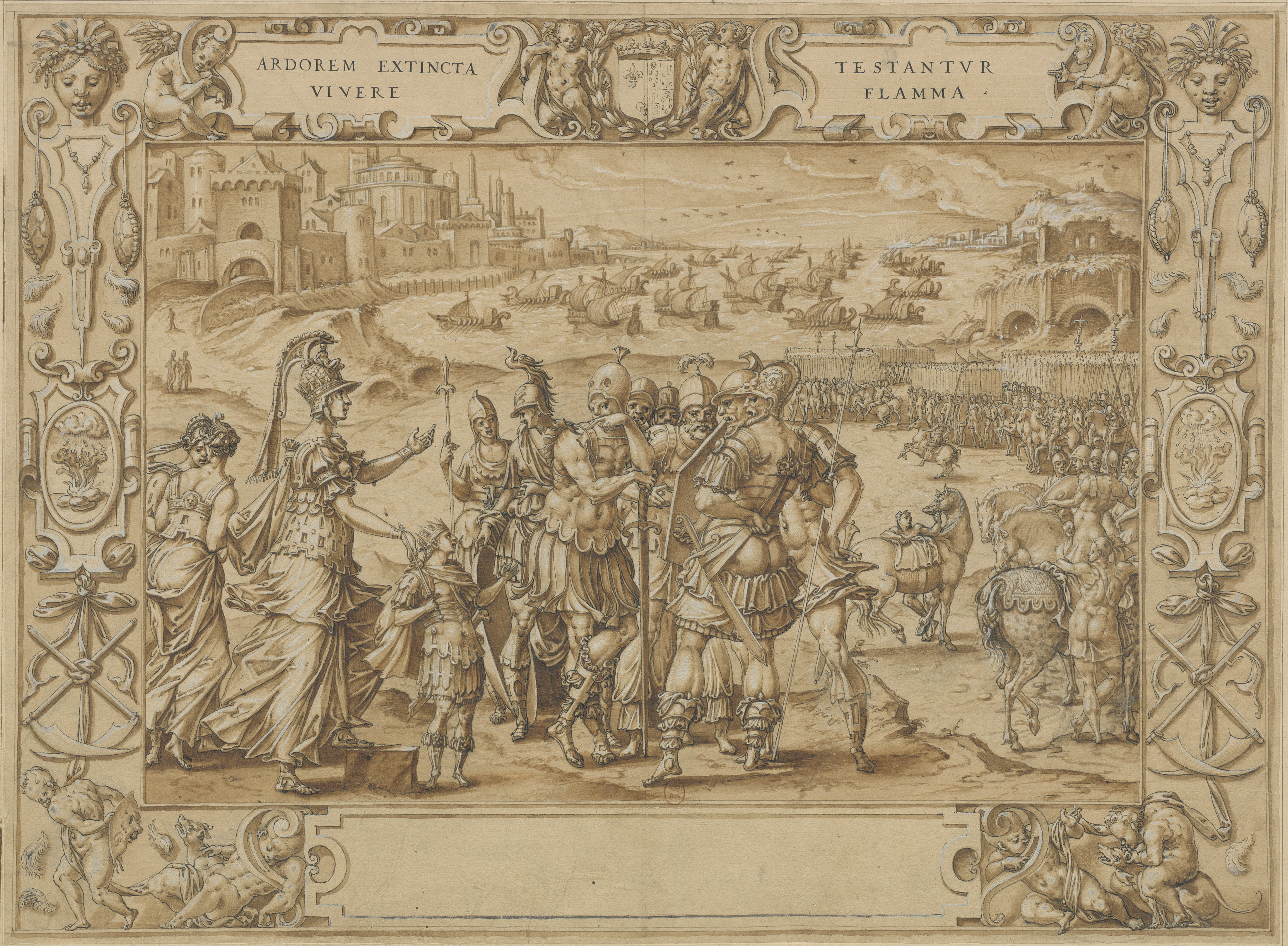
Антуан Карон. «Історія королеви Артеізії», до 1570 р., Національна бібліотека Франції
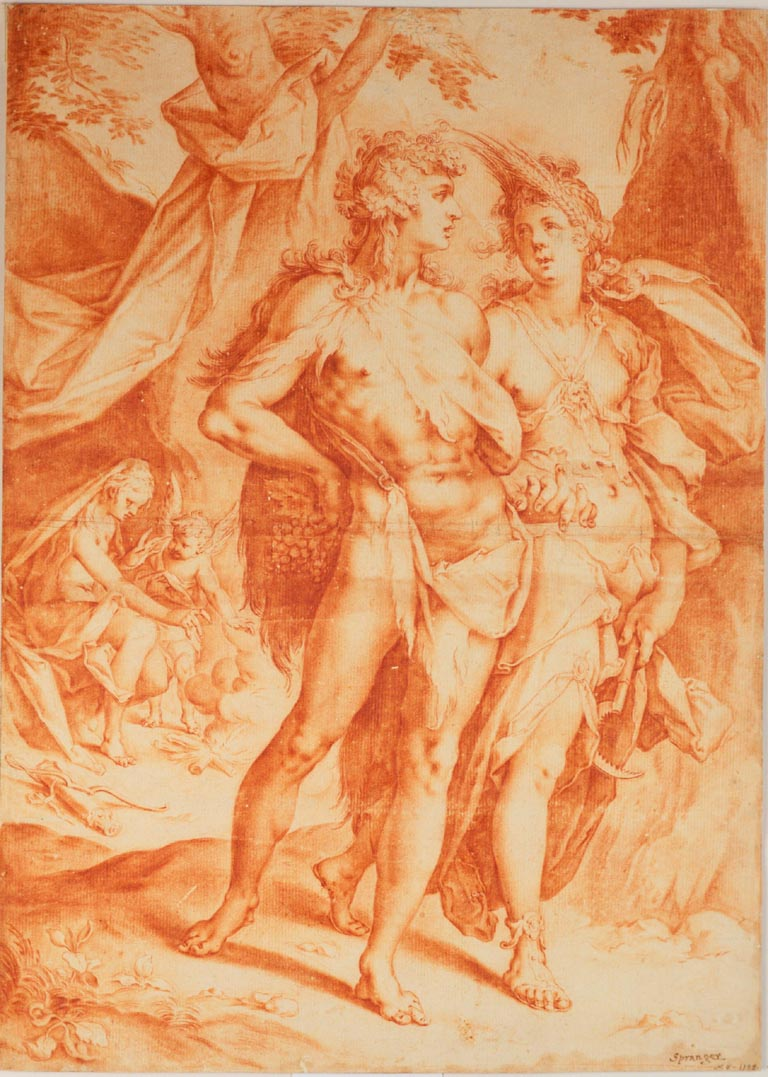
Бартоломеус Шпрангер. «Вакх і Церера», Національний музей старовинного мистецтва, Лісабон, Португалія
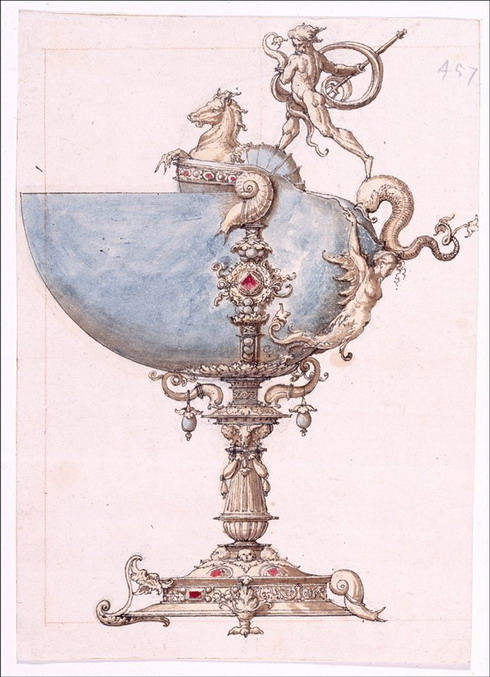
Пітер Кук ван Альст. Проект (дизайн) коштовного келиха з мушлею наутилуса, середина XVI ст.

## Див. також

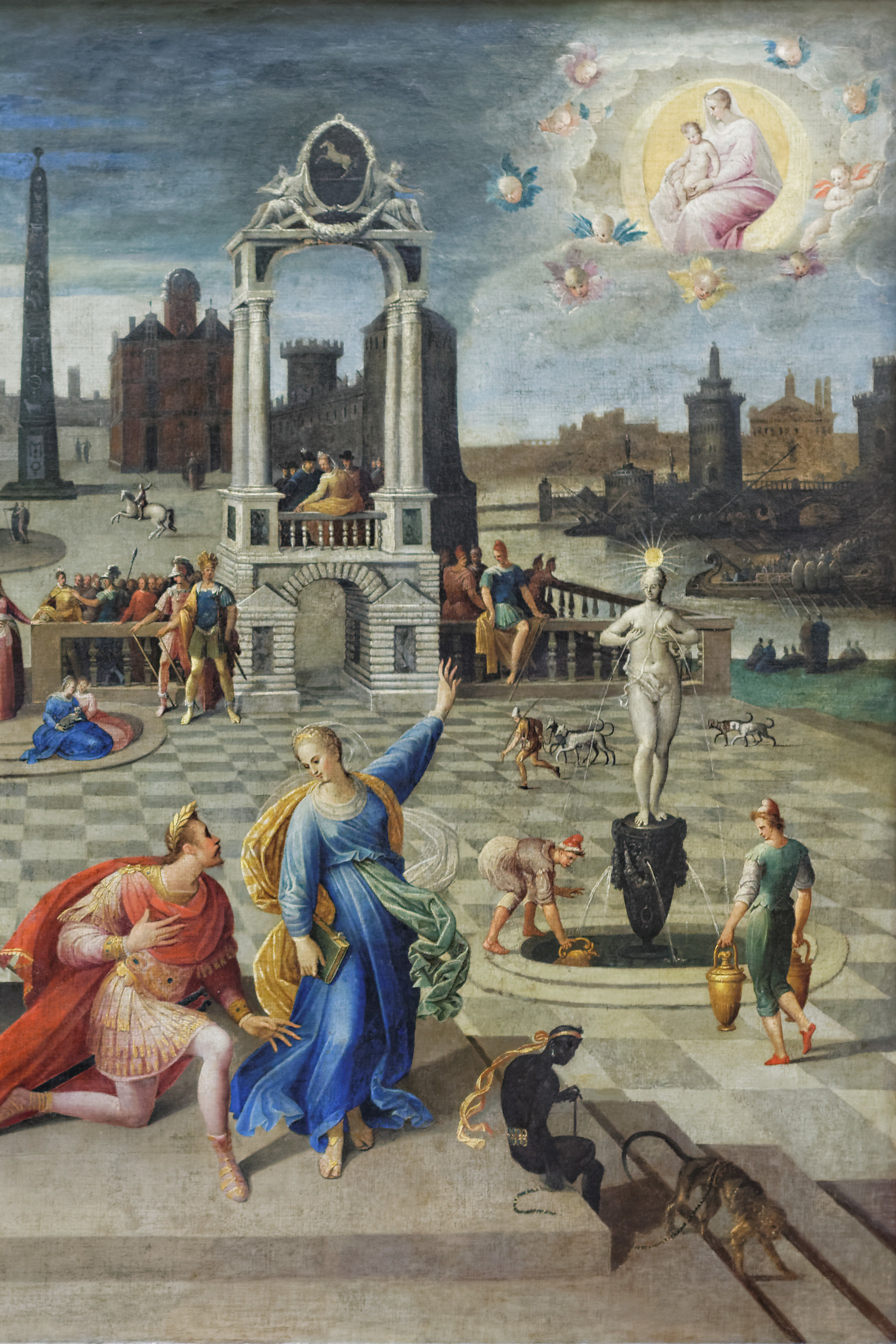
Антуан Карон. «Сивілла Тибуртинська і імператор Октавіан Август», права частина композиції.